# Compagnie du chemin de fer de Saint-Étienne à Lyon
La Compagnie du chemin de fer de Saint-Étienne à Lyon construisit et exploita la ligne ferroviaire entre les deux villes éponymes. Concédée en 1827, sous la Restauration, elle est, chronologiquement, la seconde ligne de chemin de fer en France.
Elle doit permettre le désenclavement du bassin houiller stéphanois et lutter contre le monopole du canal de Givors pratiquant un tarif jugé prohibitif.
À vocation industrielle (transport du charbon), elle est, par une circonstance particulière, la première compagnie française à transporter des voyageurs.
L'histoire de cette compagnie est également marquée par les innovations de Marc Seguin quant aux caractéristiques du tracé de la voie ferrée et la mise au point de la chaudière tubulaire adaptée aux locomotives à vapeur.
Tenue à l'écart par les contemporains davantage portés à mettre en valeur les réalisations ferroviaires d'outre-Manche, cette ligne de chemin de fer est pour l’époque une réalisation d'envergure réussie eu égard à l'environnement technique qui présida à sa genèse.

## Contexte
Le Rhône étant plus difficile à atteindre, le charbon stéphanois est traditionnellement expédié par la Loire alimentant, comme minerai, les forges du nivernais et, comme combustible, Paris via le canal de Briare et la Seine.
Plus proche du Rhône, les débouchés des mines de Rive-de-Gier, bénéficiant des services du canal de Givors pour le transport, sont orientés vers Lyon et le Midi, ainsi que la Bourgogne et la Haute-Marne par la Saône. Dans les années 1820, ces mines tendent à s'épuiser alors que celles de Saint-Étienne peine à se développer faute de moyens de transport à bas coût qui permettrait d’exporter des tonnages plus élevés.

Destination de la houille extraite en 1825 dans le bassin houiller stéphanois
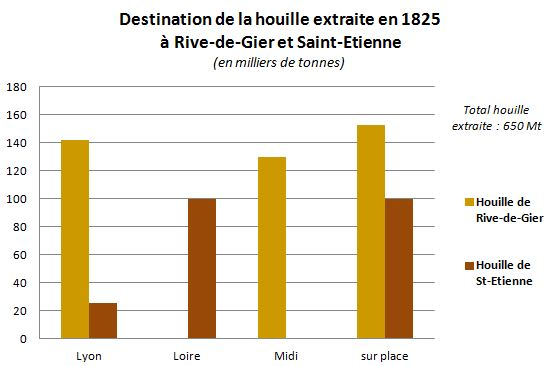
(tonnage)
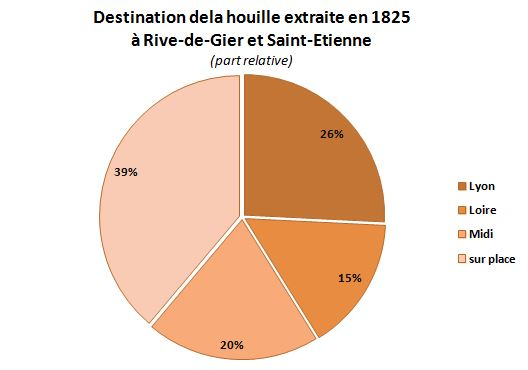
(en %)
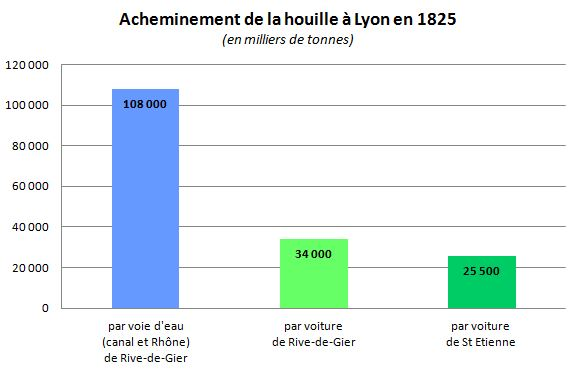
transport à Lyon

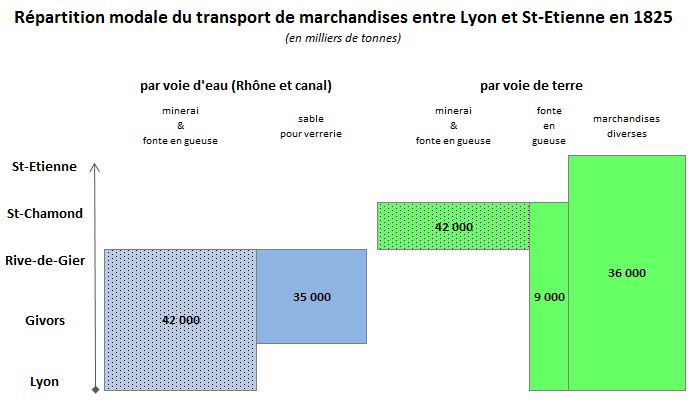
Transport de marchandises entre Lyon - St-Étienne

À l'époque, le bassin houiller stéphanois est le plus important de France.
La question du transport de la houille stéphanoise vers la vallée du Rhône se pose d'autant plus que les propriétaires à perpétuité du canal de Givors pratiquent un tarif élevé. Au surplus, le canal n'est pas utilisable toute l'année (gel en hiver, chômage en été par insuffisance d'alimentation en eau, entretien des écluses…). Par ailleurs, la route de Saint-Étienne à Lyon est trop dégradée pour pouvoir supporter un trafic plus intense.
Le « goulot d'étranglement des transports » autour de Saint-Étienne pénalise le pôle industriel lyonnais ainsi que les tentatives de sidérurgie à l'anglaise, tant à Saint-Étienne que dans la vallée du Gier, contrariées par un accès difficile aux gisements de fer de La Voulte.
Engagé dans un coûteux plan de canalisation (plan Becquey) dont les réalisations piétinent, le gouvernement tend à favoriser les initiatives privées dans l'industrie du transport. Le gouvernement est ainsi partisan de combattre le monopole du canal de Givors en créant une concurrence entre les différents modes de transport.
L'administration des Ponts & Chaussées, traditionnellement vouée en matière de transport à la construction de canaux et de routes par ses propres ingénieurs, ne peut rester insensible à l'intérêt porté par les milieux scientifiques et techniques au chemin de fer mis au goût du jour, en France, à la suite des « voyages de découverte » des ingénieurs et techniciens en Angleterre après la chute de l'Empire « Si les Ponts & Chaussées changent de politique de travaux publics [appel à l'initiative privée], c'est d'abord pour les intérêts supérieurs de l'État, rendant l'aménagement du territoire plus rapide, plus dense, moins cher pour les usagers et indolore pour les caisses de l'État ». Le désenclavement du bassin stéphanois devient une priorité de l'administration.
Soutenu par des hommes d'affaires parisiens représentant les intérêts de la sidérurgie nivernaise, l'ingénieur des mines Beaunier s'est lancé dans la construction d'un chemin de fer entre Saint-Étienne et la Loire, jusqu'au port d'Andrézieux, à l'usage exclusif du transport de la houille. Il s'agit d'une initiative privée prenant exemple sur les réalisations ferroviaires britanniques du moment. Pour ses concepteurs, ce chemin de fer est la première partie d'un projet plus vaste reliant la Loire au Rhône par Saint-Étienne afin de réaliser la jonction inachevée, entreprise par le canal de Givors, entre les deux fleuves. L'administration jugea cependant préférable de scinder le projet en deux lignes distinctes afin d'éviter l'émergence d'un nouveau monopole ; d'une part Saint-Étienne - Andrézieux, d'autre part Saint-Étienne - Lyon.

## Groupes en présence
Plusieurs groupes d'industriels se manifestent pour la construction du chemin de fer de Saint-Étienne à Lyon.

En premier lieu, avant même le début de la construction du chemin de fer de Saint-Étienne à la Loire, Beaunier, regroupant des intérêts stéphanois, renouvelle à l'administration, le 19 septembre 1823, sa demande pour le prolongement vers le Rhône de son chemin de fer, tel qu'il l'avait conçu à l'origine en 1821 ; « les deux branches du chemin de fer, destinées à mettre en communication le Rhône et la Loire, ne forment réellement qu'une seule et même entreprise, laquelle doit être dirigée et exécutée par les mêmes individus, sous peine d'en compromettre le succès ». Si lors du dépôt de la demande initiale, la section de Saint-Étienne à la Loire, plus courte, était présentée comme définitive, la section de Saint-Étienne au Rhône était conditionnelle car jugée plus difficile à réaliser que la première, servant d'essai, et offrant de moins bons débouchés. La demande de prolongement est soumise à enquête publique. L'ingénieur Cavenne, après avoir examiné l'utilité publique du chemin de fer et les conséquences de la concurrence du canal de Givors écrit : 

« La concurrence dans le commerce étant toujours une chose avantageuse aux consommateurs, on estime qu’il y a lieu d’autoriser la demande en concession des sieurs Boigues et fils, Milleret, Hochet, Bricogne et Beaunier suivant les clauses et conditions de l’ordonnance du 26 février 1823… »

— Rapport de l’ingénieur en chef des ponts et chaussées sur la demande en concession de l’établissement d’un chemin de fer depuis St Etienne jusqu’au Rhône à Givors (Lyon, 24 décembre 1823).
 Par la suite, la demande est examinée par le comité de l’Intérieur et du Commerce du Conseil d’État qui est d’avis de sursoir à statuer tant que le conseil général des ponts-et-chaussées ne s’est pas prononcé sur l’utilité publique du projet et se soit assuré que le tarif ne sera pas source de profit exagéré,.
Un second groupe se manifeste à l'initiative de l'entrepreneur de roulage Pierre Galline, réunissant des intérêts lyonnais, qui propose à l'administration, le 15 avril 1825, de réaliser un chemin de fer entre Saint-Étienne et Lyon. Le projet vise à réaliser une ligne directe de Lyon à Saint-Étienne par La Mulatière, Oullins et Brignais, avec un embranchement vers Givors évitant ainsi un transbordement des marchandises, principalement la houille, pour une navigation sur le Rhône jusqu'à Lyon. Toutefois ce projet manque d'éléments techniques et économiques ; il s'agit avant tout pour son promoteur de se placer au regard des projets de l'administration en matière de transport dans le sillon rhodanien.
Enfin, un dernier groupe se forme autour de propriétaires de mines, de verreries et d'industriels de la vallée du Gier et de Givors, insatisfaits du monopole du canal de Givors, notamment Ardaillon & Bessy, et soutenus par les banquiers lyonnais Bodin frères. Leur projet d'un chemin de fer joignant, dans une première étape, les mines du Gier à Givors est présenté à Becquey, directeur des Ponts & Chaussées, au début d'octobre 1825.

## Origine du projet Seguin

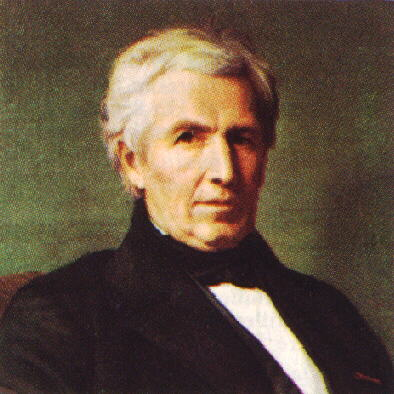
Marc Seguin.

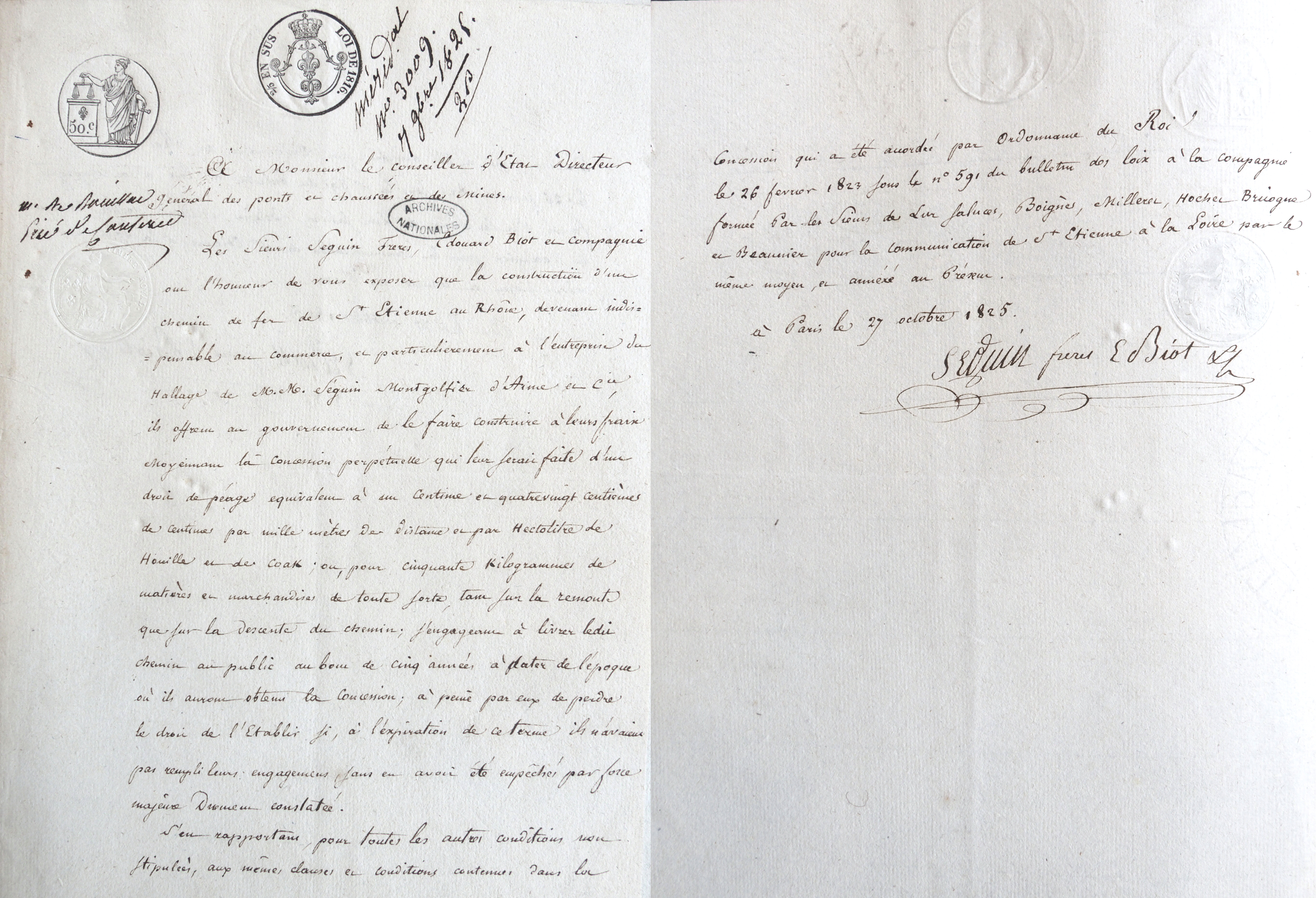
Offre de Seguin frères et Ed. Biot, du 27 octobre 1825, pour une concession perpétuelle d'un chemin de fer de St-Étienne au Rhône au tarif de 1,80 ct/km/hl de houille ou de coak.

Outre ses autres activités avec ses frères, Marc Seguin s’intéresse à la question des chemins de fer dès 1825 à l’occasion de la publication d’un opuscule anonyme contestant le projet d’une liaison ferroviaire latérale au Rhône. Destiné à démontrer aux actionnaires de sa société de halage sur le Rhône le bien-fondé de leur investissement, il critique les projets de grandes lignes de chemin de fer sillonnant le pays tout en admettant l’intérêt de courtes voies ferrées pour désenclaver des mines.
Sur la route de son voyage en Angleterre, de décembre 1825 à janvier 1826, accompagné de son frère Paul aux fins d’une commande de machine à vapeur, auprès de Martineau à Londres, pour le halage sur le Rhône suivi d’un essai de bateau sur l’estuaire de la Clyde à Glasgow, en Écosse, Marc Seguin rencontre, à Vienne au début d'octobre 1825, Bonnard de Rive-de-Gier, dont le père est exploitant de charbon, qui l’entretient du prix excessif du transport du charbon par le canal de Givors et évoque l’idée d’un chemin de fer comme alternative au canal.
Arrivé à Paris, Marc Seguin rencontre Brisson une de ses relations, qui lui fait part du vœu de son beau-frère Jean-Baptiste Biot d’offrir à son fils Édouard, reçut jeune à l'École polytechnique mais dont il renonce à suivre les cours, un avenir professionnel à la hauteur des ambitions familiales dans le monde des affaires plutôt que dans l’administration ou l’armée. C’est à cette occasion que Marc Seguin évoque le projet d’un chemin de fer de Rive-de-Gier à Givors, ce dont Brisson fait part à Biot.
Ce sont ses liens d'estime avec Brisson et les compétences techniques de Jean-Baptiste Biot qui décident Marc Seguin à se lancer dans l’aventure ferroviaire.
Une demande de candidature Seguin frères et Édouard Biot d'un chemin de fer de Saint-Étienne au Rhône, à Givors, est adressée à Becquey, directeur des Travaux publics, le 7 octobre 1825 ; il s’agit d’une déclaration d'intention, sans contenu technique, qui a pour objectif de contrer une éventuelle concession sans adjudication en particulier en faveur de Beaunier,.
Les statuts provisoires d'une société de chemin de fer Seguin frères - Édouard Biot en commandite sont rédigés et datés du 26 octobre 1825. Le fonds social de la société est composé d'actions de capital à hauteur de 5 MF et d'actions d'industrie représentant l'apport des associés à la conception et à l’étude du chemin de fer,.
Mi-octobre, Brisson présente Jean-Baptiste Biot et Marc Seguin à Becquey qui leur indique sa préférence pour un chemin de fer de Saint-Étienne à Lyon. Cette entrevue est suivie de la confirmation, le 27 octobre, de la demande de candidature en proposant un tarif de 1,80 ct/km/hl de charbon, ou 50 kg de marchandises diverses, tant à la remonte qu’à la descente, de Saint-Étienne au Rhône (Givors) à construire dans un délai de cinq ans.
Par l'intermédiaire du comte Alexis de Noailles, Marc Seguin obtient, fin octobre, une audience auprès de Villèle, président du conseil, lui faisant comprendre, malgré l’offre de Seguin d’un tarif 0,15 F la t/km à la remonte et 0,10 F à la descente, que le chemin de fer sera concédé par mise en concurrence publique des offres.
Le 5 novembre Marc Seguin s'engage auprès de Becquey à prolonger le chemin de fer de Givors, sur le Rhône, à Lyon. Au début de 1826, Marc Seguin rencontre à nouveau Villèle pour lui annoncer qu'il présentera une offre pour un tarif de 0,10 F.

## Cahier des charges

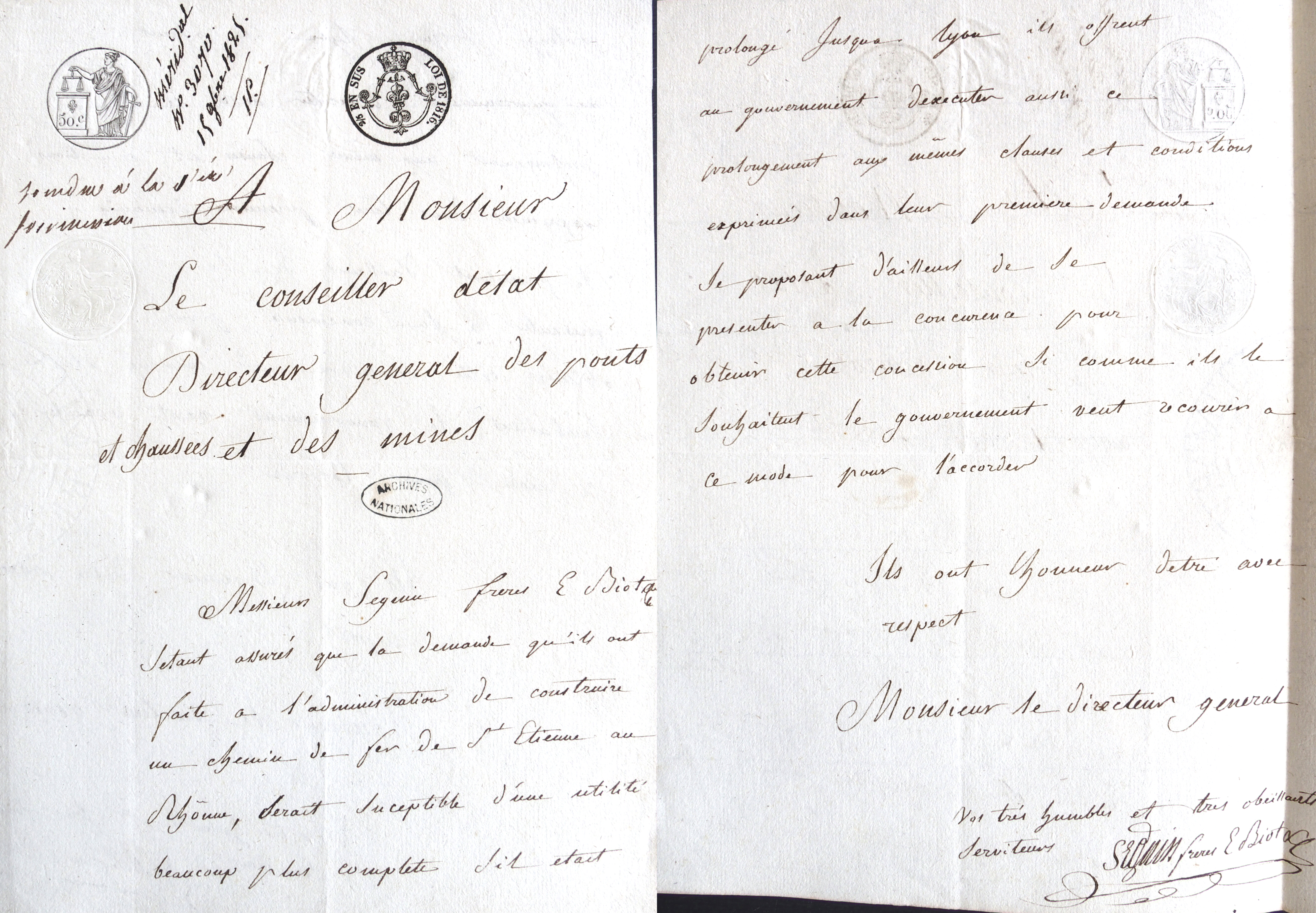
Offre de Seguin frères et Ed. Biot de prolonger le chemin de fer de St-Étienne au Rhône (Givors) jusqu'à Lyon (courrier enregistré au bureau méridional [de la direction des Ponts et Chaussées à Paris] le 15 9^{bre} [novembre] 1825 sous le no 3070).

Face aux demandes qui lui sont présentées, l'administration décide de donner la construction du chemin de fer de Saint-Étienne à Lyon par adjudication publique selon un cahier des charges approuvé le 4 février 1826 et comportant des dispositions suivantes ;
- Art. 1er : le chemin de fer doit être terminé le 1er janvier 1832. Le tracé passe par Saint-Chamond, Rive-de-Gier et Givors. La ligne est à deux voies, sauf en cas de difficulté de passage. Les études du tracé sont à la charge de la compagnie qui seront soumises à l’administration pour avis ;
- Art. 3 : la compagnie concessionnaire est investie des pouvoirs de l’administration en matière d’expropriation (Loi du 8 mars 1810 relative aux expropriations pour cause d’utilité publique[32]) lorsqu’il ne peut trouver un accord amiable avec les propriétaires des terrains destinés à l’emplacement du chemin de fer ;
- Art. 6 : en contrepartie des frais de construction et d’exploitation du chemin de fer, l’administration autorise la compagnie à percevoir, à titre perpétuel, « le droit » (le mot « tarif » ou « péage » n’est pas employé) qui sera déterminé lors de l’adjudication. La concession sera accordée à la compagnie qui consentira le plus fort rabais sur ce droit fixé à 0,15 F t/km de marchandise. Par la perception de ce droit, le concessionnaire est tenu de transporter « avec soin, exactitude et célérité, sans pouvoir en aucun cas les refuser », des denrées, des marchandises et des matières quelconques[note 18] ;
- Art. 7 : outre le délai fixé à l'article 1er, le quart de la ligne doit être achevé dans les deux ans suivant l’approbation du tracé, et le tiers à la fin de la troisième année sinon la compagnie sera déchue et le cautionnement, non encore restitué, restera acquis à l'État ;
- Art. 8 : la compagnie concessionnaire est soumise au contrôle de l'administration pour l’exécution du cahier des charges ;
- Art. 9 : la construction ultérieure de routes, de canaux ou de chemins de fer dirigés de Saint-Étienne à Lyon ou vers le Rhône n’ouvre pas droit, pour la compagnie concessionnaire, à une indemnité ;
- Art. 11 : la compagnie concessionnaire adjudicataire double la caution initiale de 400 000 F remise lors du dépôt de son offre. La caution est restituée après achèvement du quart de la ligne.

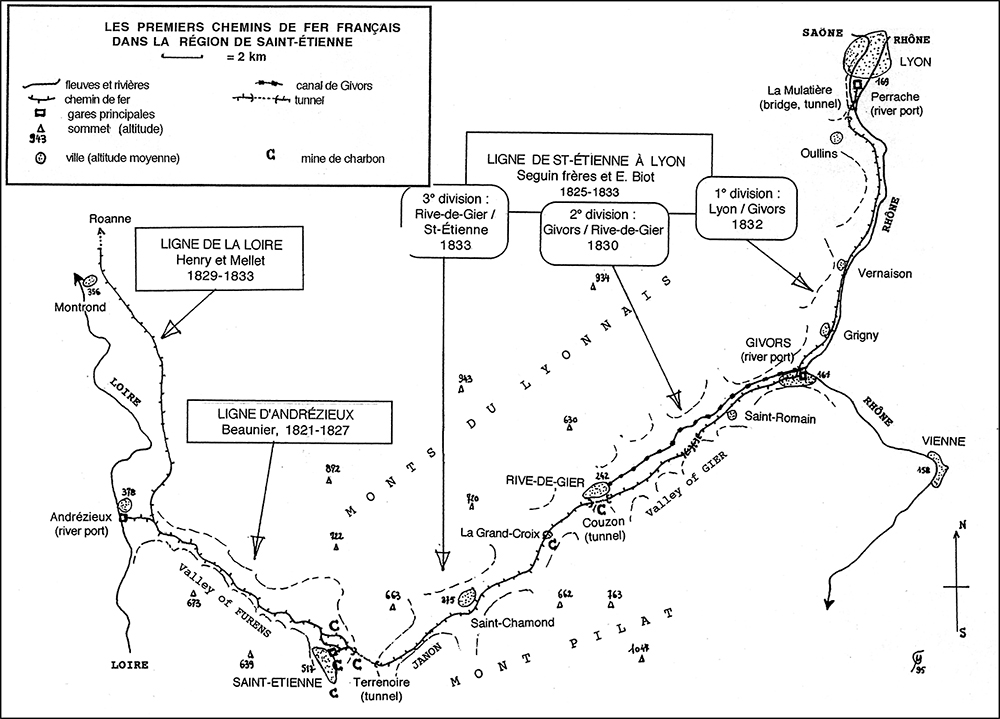
Carte des premiers chemins de fer autour de Saint-Étienne.

Comparativement au chemin de fer de Saint-Étienne à la Loire, il s'agit dans les deux cas d'une ligne à vocation industrielle (le transport de la houille, pas de voyageurs), concédée à perpétuité, qui n'a fait l'objet d'aucun débat parlementaire, dont le délai de construction est sensiblement identique, le tarif ne différencie pas la remonte de la descente et qui est qualifié d'ouvrage d'utilité publique autorisant ses propriétaires, comme pourrait le faire l'État, à exproprier les propriétaires de terrain. Mais, à la différence du premier, le chemin de fer de Saint-Étienne à Lyon est concédé par adjudication publique (mise en concurrence avec publicité et, pour corollaire, dépôt d'une caution pour participer à l'adjudication afin de garantir la « solidité » des soumissionnaires), la ligne est à double voie, le tarif ne distingue pas le transport de la houille des autres marchandises et l'administration se donne le droit du contrôle de la bonne exécution du cahier des charges (elle n’intervient pas dans le domaine financier de la compagnie). Aucune clause de rachat ou de déchéance n'est mentionnée, seulement la possibilité d’une nouvelle adjudication en cas de retard ou de difficultés.
L'enjeu du projet pour l'administration est d'obtenir une baisse significative du prix des transports afin de rendre la houille de Saint-Étienne compétitive à Lyon comme dans le Midi et, par suite, favoriser un important volume de marchandises transportées propice au développement du commerce. Or, à la période de préparation du cahier des charges, à l’automne 1825, l’administration ne dispose, en matière de transport ferroviaire, que de l’exemple du chemin de fer de Darlington, pratiquant un tarif de 0,12 F/t/km, et de celui de Saint-Étienne à la Loire, non encore en exploitation, dont le tarif a été fixé à 0,2325 F/t/km pour la houille et 0,372 F/t/km pour les autres marchandises. Pour le versant rhodanien de son chemin de fer, Beaunier a proposé, en 1823, un tarif de 0,29 F/t/km. Le tarif du transport par roulage et le canal de Givors oscille entre 0,30 F et 0,35 F/t/km. À l’inverse, en fixant un tarif trop élevé, l’administration risque de décourager l’initiative privée.
Par lettre du 26 mars 1826, la compagnie du chemin de fer de Saint-Étienne à la Loire conteste, le principe de l’adjudication estimant que la liaison de la Loire au Rhône forme un tout indivisible. Tout en regrettant que ne soit pas reconnus la primauté de ses droits consécutifs à la réalisation par ses soins, en 1822, de modèles de pièces constitutives d'un chemin de fer, que ne soit pas pris en compte le désavantage d’un morcellement d'un chemin de fer joignant la Loire au Rhône ainsi que le risque de distraire les revenus d'un chemin de fer entre Givors et Lyon d'un projet plus vaste joignant Lyon à Beaucaire, elle souhaite néanmoins que l'administration introduise dans le cahier des charges des dispositions pour que :
- le chemin de fer de Saint-Étienne à Lyon débute au lieu-dit du Pont-de-l'Âne terminus du chemin de fer de Saint-Étienne à la Loire ;
- la voie soit du même écartement entre les deux chemins de fer afin, dans le cas contraire, d'éviter des transbordements nécessairement coûteux[note 20] ;
- les deux compagnies acceptent réciproquement le passage de leurs « voitures » de l'un à l'autre sous réserve d'un arrangement pécuniaire amiable entre elles[note 21].

Cette réclamation n'est pas entendue ; considérant qu'il s'agit d'entreprises industrielles, l'administration laisse les deux compagnies s'entendre entre elles. Manifestement, la notion de réseau n'est pas encore à l'ordre du jour de l'administration. Malgré tout, force est de constater, que les deux compagnies retiennent le même écartement permettant le passage réciproque des convois.
La compagnie du canal de Givors conteste la concurrence faite par le chemin de fer et rappelle son monopole des transports dans la direction de Saint-Étienne au Rhône. Elle réclame une indemnité en dédommagement. Le directeur général des Ponts & Chaussées, Becquey, rejette ces prétentions aux motifs suivants :
- bien que certaines parties du tracé du chemin de fer soient parallèles au canal, on ne peut comparer l'utilité du premier au second puisque l'un s'étend sur un parcours de 15 lieues (1 lieue = ~4 km) et que l'autre n'a que 3,5 lieues d'étendue ;
- le chemin de fer vise à faciliter les nombreux échanges entre Saint-Étienne et Lyon alors que le canal ne permet des échanges qu'entre Rive-de-Gier et le Rhône ;
- le chemin de fer soulagera la route des transports les plus lourds, notamment le charbon, la rendant viable aux autres transports[36] ;
- alors qu'à l'origine il avait été envisagé un canal pour joindre la Loire au Rhône, l'administration a accepté, compte tenu des difficultés techniques (rareté des eaux pour alimenter le canal et pentes excessives multipliant le nombre d'écluses), de réduire le parcours de Rive-de-Gier au Rhône. Ainsi d'un intérêt général, la Nation en a été réduit à un intérêt limité ;
- le remplacement du canal par un chemin de fer entre la Loire et le Rhône est évoqué depuis 1822 (exactement, depuis 1821) lorsque les promoteurs du chemin de fer de Saint-Étienne à la Loire envisageaient originellement de joindre les deux fleuves par ce nouveau moyen de transport. Si dans un premier temps, un chemin de fer a été dirigé vers la Loire, la question d'un chemin de fer dirigé vers le Rhône était ainsi en suspens depuis longtemps ;
- rien dans les documents officiels de concession du canal (arrêt du Conseil et lettres patentes) ne permet d'affirmer que le canal dispose d'un monopole. Les propriétaires du canal ne peuvent donc s'opposer à la réalisation du chemin de fer.

En appui à ces considérations, Becquey souligne que le prix du transport est de 0,50 F/t/km par le canal, 0,25 F/t/km par la route et qu'il sera de 0,3920 F/t/km pour le chemin de fer. Cette diminution du coût du transport sera bénéfique aux producteurs qui pourront augmenter leur production pour mieux répondre à la demande des consommateurs et donc de la Nation tout entière.
Des oppositions se manifestent également de la part des exploitants de mines et des propriétaires de magasins d'entreposage de Rive-de-Gier.
L'adjudication est annoncée au Moniteur du 7 février 1826 et se déroule à Paris, au ministère de l'Intérieur, direction générale des Ponts & Chaussées, le 27 mars 1826.

## Adjudication
L'adjudication de la concession ne porte pas sur la durée, car perpétuelle, mais sur le tarif (0,15 F t/km) pour lutter contre le monopole du canal de Givors et dans un enthousiasme pour le nouveau mode de transport que représente le chemin de fer.
Le chemin de fer de Saint-Étienne à la Loire a suscité des émules ; il « met en appétit d'autres intérêts locaux ». Aussi, les trois groupes initiaux en présence tendent-ils à se recomposer au cours de l'hiver 1825-1826 au gré des intérêts des acteurs et industriels potentiels.
Trois offres sont remises pour l'adjudication du chemin de fer :
- celle de Bérard[38], banquier parisien, qui représente les intérêts du groupe lyonnais[note 25]. Il s'appuie sur la compétence technique de l'ingénieur des Ponts & Chaussées du Rhône, Favier. Il propose un rabais de 0,0026 F ; soit un tarif de 0,1474 F ;
- celle d'Alexandre César de La Panouse[39], banquier parisien[note 26], qui propose un rabais de 0,015 F ; soit un tarif de 0,135 F ;
- enfin, celle de Marc Seguin, qui propose un rabais de 0,052 F ; soit un tarif de 0,098 F[note 27].

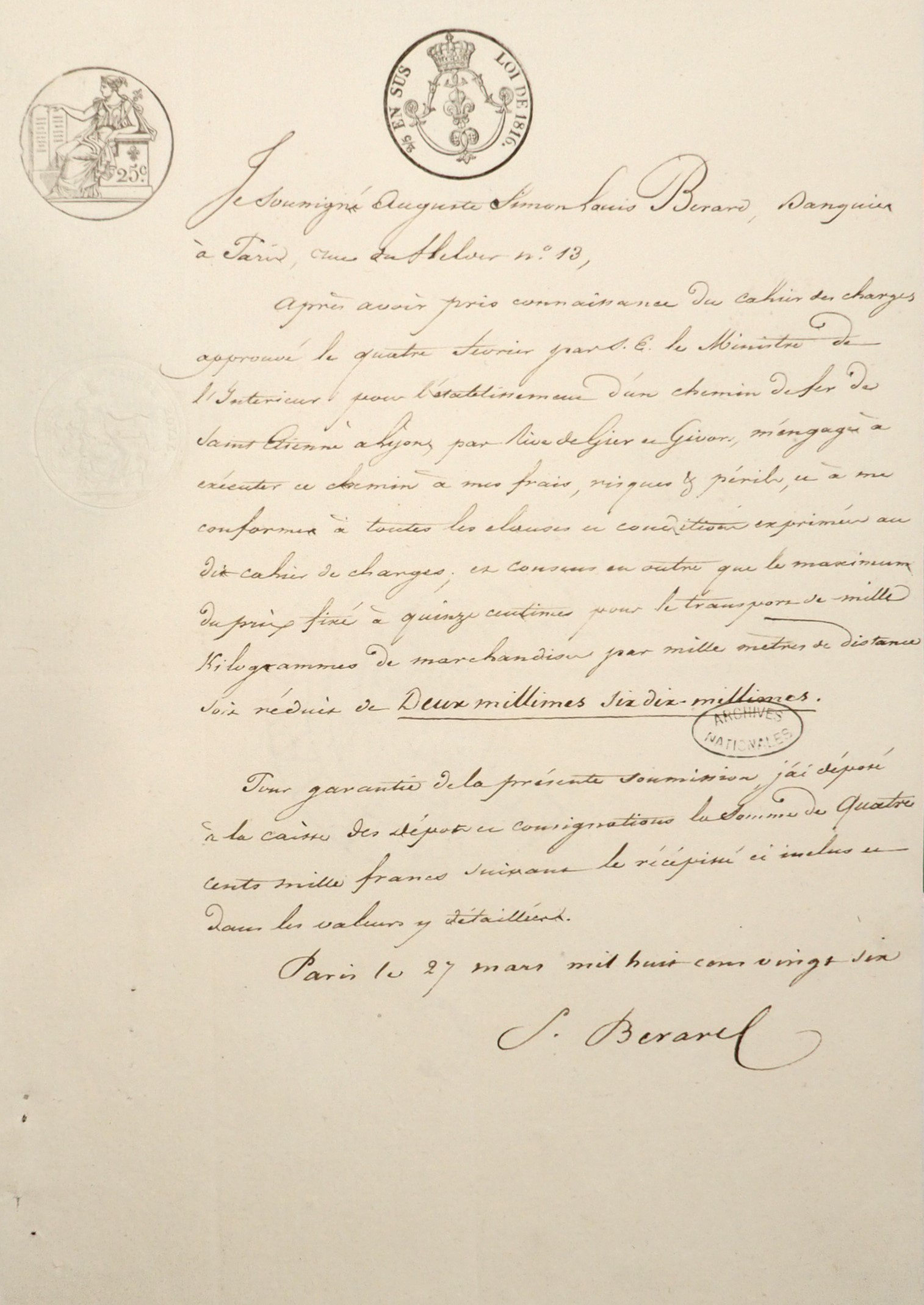
Offre de soumission du banquier Bérard (27 mars 1826).
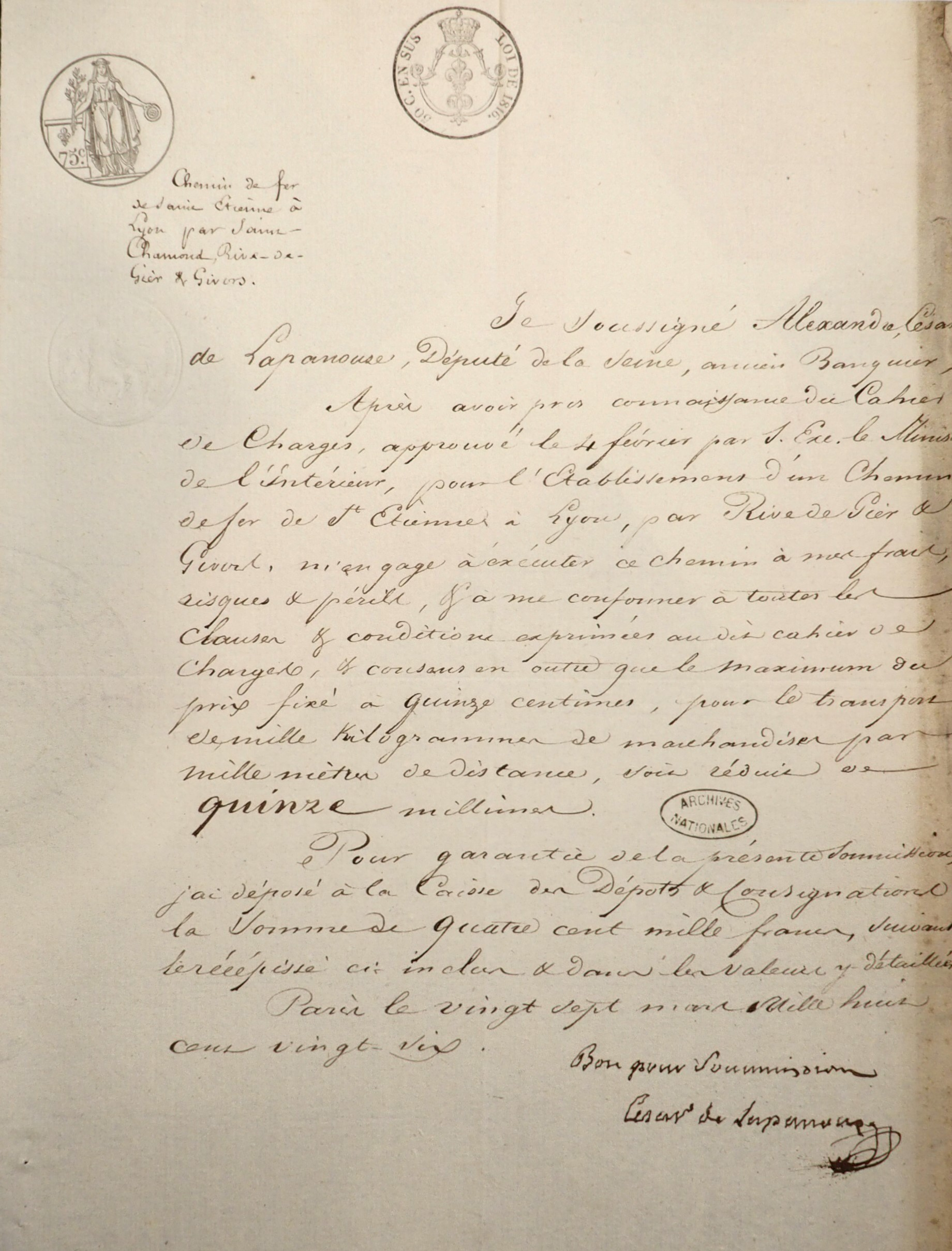
Offre de soumission de César de Lapanousse (27 mars 1826).
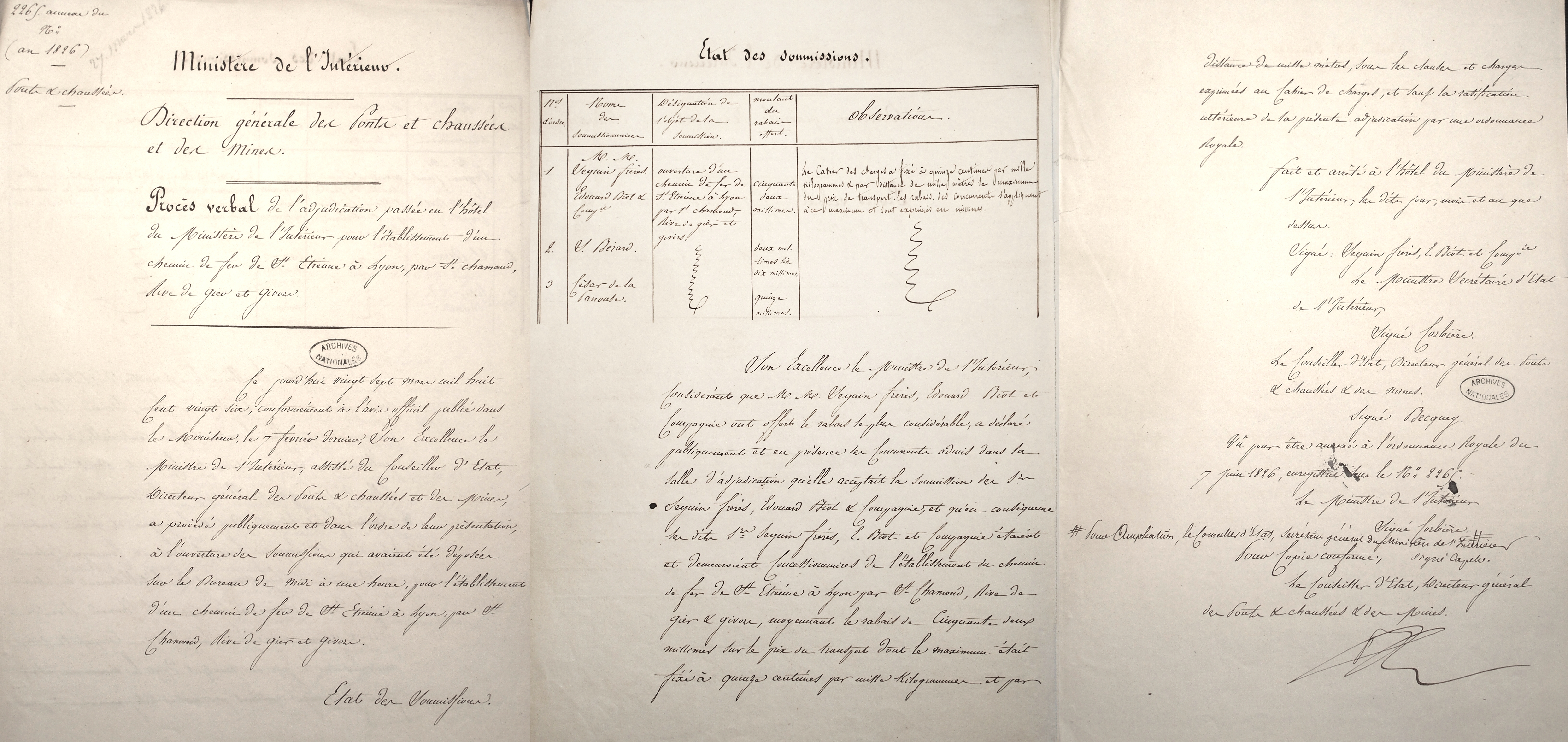
Procès-verbal d'adjudication du chemin de fer (27 mars 1826)[9].

Beaunier a renoncé à présenter une offre estimant le tarif trop bas. Bodin, derrière le groupe des industriels du Gier, agissait avant tout pour garantir une place aux banquiers lyonnais dans l'offre Seguin-Biot. Enfin, les offres de Bérard et de La Panouse, apparues au dernier moment, reflètent une pratique courante de groupes de financiers lors des adjudications afin d'obtenir la concession dans l'espoir de voir rallier à eux, à des conditions moins avantageuses, les techniciens et ingénieurs soumissionnaires écartés. C'est pour éviter ce « coup financier » que Marc Seguin soumet une offre aussi basse (rabais de 35 % sur le tarif fixé par le cahier des charges). L'offre de Marc Seguin dénote la compétition engagée par les différents protagonistes depuis la première proposition de Beaunier, en 1823, pour obtenir la concession dont on escompte une forte rentabilité.
Compte de tenu du rabais proposé, fixant le tarif à 0,098 F t/km, l'adjudication est accordée à Seguin frères, Édouard Biot et compagnie et est approuvée par ordonnance royale du 7 juin 1826. Ce tarif n'est pas sans susciter des craintes parmi les actionnaires de la société concessionnaire sur la rentabilité de l'entreprise.
L'administration trouve, au contraire, avantage à cette adjudication : « Au fond, le gouvernement apparait comme le principal bénéficiaire de la compétition entre les différents groupes d'intérêts : il concrétise un projet majeur [désenclavement du bassin stéphanois], nouveau [chemin de fer], difficile à réaliser [travaux de génie civil importants], en principe au moindre coût d'utilisation [0,098 F] ; non seulement il ne dépense pas un franc, mais il obtient une caution importante [800 000 F] comme garantie d'achèvement des travaux et un délai de livraison imposé au 1er janvier 1832 ! »,.
À Lyon, certains manifestent leur hostilité au chemin de fer.

## Devis
Marc Seguin justifie la modicité du tarif par la faible valeur des marchandises transportées (houille), dont le transport est pénalisé par le prix élevé pratiqué par la route, et par le souci d'anticiper la concurrence du canal de Givors qu'il ne manquera pas de pratiquer en baissant son péage. En outre, contrairement au canal, le chemin de fer offre un service régulier toute l'année permettant aux entreprises un approvisionnement continu des matières premières et leur évitant le stockage de leurs produits finis. Pour toutes ces raisons, le tarif ne doit pas dépasser 0,10 F,. Les frais de construction sont estimés à :
| Dépense d'établissement                                                           | (en francs) |
| --------------------------------------------------------------------------------- | ----------- |
| Infrastructure (achat terrain, ponts, franchissement routes),                     | 2 460 000   |
| Superstructure (rails en fer forgé, coussinets, dés en pierre, pose)              | 3 738 000   |
| Frais imprévus de construction                                                    | 1 002 000   |
| 35 locomotives (15 000 F/unité)                                                   | 525 000     |
| Chariots (700 F/unité)                                                            | 490 000     |
| Halage par chaîne ou machine fixe                                                 | 600 000     |
| Frais imprévus de matériel                                                        | 185 000     |
| Versement intérêt garanti (4 %) au fur et à mesure des appels de fonds successifs | 1 000 000   |
| Total                                                                             | 10 000 000  |

| Charges annuelles                                                    | (en francs) |
| -------------------------------------------------------------------- | ----------- |
| 20 gardes                                                            | 10 000      |
| Frais administration à compter de l'achèvement des travaux           | 58 000      |
| Frais consommation charbon des locomotives                           | 78 750      |
| 3 hommes par convoi (35 convois au total)                            | 105 000     |
| Entretien matériel (~ 15 % de la valeur des chariots et locomotives) | 150 000     |
| Aléas (gardes, administration, entretien)                            | 118 000     |
| Intérêt à 4 % sur capital de 10 000 000 F                            | 400 000     |
| Total                                                                | 919 750     |

Selon leurs études sur le terrain durant l'hiver 1825-1826, les Seguin évaluent le trafic entre Saint-Étienne et Lyon à environ 250 000 tonnes au total,. Le coût d'exploitation du chemin de fer est estimé à 0,0567 F/km, dégageant un bénéfice de près de 0,0413 F/km. Cette évaluation optimiste est fondée sur l'emploi de locomotives à vapeur sur la ligne, à l'exception de la gravité à la descente entre Saint-Étienne et Givors.

## Société concessionnaire
Pour la réalisation du chemin de fer, une société anonyme par actions dénommée Compagnie du chemin de fer de Saint-Étienne à Givors et Lyon (dite communément Compagnie du chemin de fer de Saint-Étienne à Lyon) est formée, dont les statuts sont approuvés par ordonnance royale du 7 mars 1827. Ces statuts font suite à ceux établis le 24 avril 1826 qui avaient appelé des observations du ministre de l'Intérieur.
La compagnie est établie à Paris mais elle peut, dans un délai de cinq ans suivant la réalisation du chemin de fer, être transportée à Lyon si l'assemblée générale le décide.
La constitution du capital de la société fut difficile à réaliser notamment en raison du dépôt préalable d'une caution de 800 000 F. De plus pour attirer des capitaux, il est nécessaire de proposer un intérêt en échange de l'immobilisation des fonds. C'est pour ces raisons que le projet initial de société anonyme en commandite a été abandonné au profit d'une société anonyme par actions. La Haute banque parisienne a été sollicitée pour réunir les capitaux nécessaires. James de Rothschild a été approché pour lui proposer le tiers du capital et le rôle d'intermédiaire financier afin de placer les actions auprès de personnalités fortunées en échange d'une part réservée du bénéfice, mais la négociation n'aboutit pas. Casimir Perier est également approché mais sans résultats. Delessert est quant à lui hostile aux Seguin reprochant aux techniciens de s'aventurer sur le terrain des affaires jusqu'à prétendre partager les bénéfices. Finalement, les promoteurs du projet font appel à des banquiers de moyenne importance (Boulard (30 % du capital) et Garcias (25 %)) et à des personnalités (J.-B. Biot (6 %), Seguin frères (22 %), Armand (3,3 %)) qui pourront placer les actions auprès de leurs clients et amis, ou les vendre à la bourse le moment venu. Le 24 mars, trois jours avant l’adjudication, la Haute banque, représentée par Lefèvre, régent de la banque de France, Perier, Mallet frères et André & Cottier, entreprend une tentative de la dernière chance pour entrer au capital de la compagnie mais il ne restait plus que 1,5 million à placer ; « ce qui les vexa ». La caution est apportée par Boulard (200 000F), Humblot et Thénard (300 000 F), Cauminet (100 000 F), les Biot et Brisson (100 000 F), Seguin frères (100 000 F).
Le capital de la société est formé de la concession du chemin de fer et d’une somme de 10 millions de francs (2 000 « actions de capital » de 5 000 F chacune) répartie entre les fondateurs :
- Seguin frères[49] (432 actions) ;
- Edouard-Constant Biot[note 37] (10 actions) ;
- comte Alexis de Noailles, ministre d’État[50],[note 38],[note 39], aide-de-camp du roi, député (35 actions) ;
- Henri-Simon Boulard aîné[51], notaire honoraire à Paris, ancien maire du 11e arrondissement, député, propriétaire à Plainval (Oise) (500 actions) ;
- Laurent, André, Antoine Garcias[52], propriétaire, domicilié à Paris (500 actions) ;
- Arnould Humblot-Conté[53], propriétaire et manufacturier, domicilié à Paris (20 actions) ;
- Melchior-André Bodin[note 39], banquier à Lyon agissant pour la maison de commerce « Bodin frères et compagnie » à Lyon (50 actions) ;
- Baron Louis-Jacques Thénard[54],[note 39], propriétaire, membre de l’Institut, domicilié à Paris (20 actions) ;
- Antoine Palais, avocat, domicilié à Paris (40 actions) ;
- Barnabé Brisson[note 39], inspecteur divisionnaire des Ponts & Chaussées, domicilié à paris (20 actions) ;
- Jean-Baptiste Biot[55],[note 39], membre de l’Institut, domicilié à Paris (132 actions) ;
- Amable-Henri-Pierre Boulard jeune[56], propriétaire à Plainval (Oise) (100 actions) ;
- Théophyle Comynet, agent de change, domicilié à Paris (30 actions) ;
- Félix Biot[57], propriétaire, domicilié à Paris (6 actions) ;
- Michel-Victor Millière, avocat, ancien notaire à Beauvais, domicilié à Beauvais (10 actions) ;
- Jean-François Armand[58], ingénieur des Ponts & Chaussées, domicilié à Soissons (65 actions) ;
- Samuel Bernard, propriétaire, membre du comité des sciences de l'Institut d'Égypte, ancien sous-préfet, domicilié à Paris (10 actions) ;
- Marie-Théodore Gueulluy, vicomte de Rumigny, aide-de-camp du duc d'Orléans, domicilié à Paris (10 actions) ;
- Jean-Louis Roard de Clichy[59],[note 39], manufacturier, domicilié à Paris (10 actions).

Ces actions donnent droit à un intérêt de 4 % par an prélevé sur les produits du chemin de fer auquel s'ajoute, pour chaque action, la 2 000e partie de la moitié des bénéfices nets de la société (art. 22 des statuts), soit la 4 000e partie du total des bénéfices nets (art. 83).
À ces 2 000 « actions de capital » s'ajoutent 400 « actions d’industrie » réparties entre 60 actions (15 %) aux fondateurs et 340 actions (85 %) à MM. Seguin frères et Édouard Biot « comme auteurs du projet de chemin de fer et comme prix de l'industrie qu'ils apporteront à sa confection » (art. 23 et 24). Chaque action d’industrie donne droit à la 400e partie de l'autre moitié des bénéfices nets de la société (art. 23), soit la 800e partie du total des bénéfices nets (art. 83). Les actions d’industrie de Seguin frères et Biot leur seront remises après achèvement et réception du chemin de fer.
Pour prix de leur confiance dans la réalisation à bonnes fins du chemin de fer et de sa rentabilité, les Seguin et Biot s'engagent, pour une durée de 30 ans (art. 95), à ne percevoir une part des bénéfices qu’au-delà d’un seuil de 7 % acquis aux seuls porteurs d’actions de capital (3 % de dividende + 4 % garantis par la compagnie) (art. 94). Si les actionnaires expriment avec « empressement » leur satisfaction de cette proposition, qui va « au-delà des conventions primitivement acceptées par mes parties », il n’en demeure pas moins qu’ils obligent Seguin frères et Édouard Biot, adjudicateurs du chemin de fer, à se consacrer exclusivement à la réalisation de cette entreprise (art. 13).
Lorsque les revenus des 10 millions du capital social sont inférieurs à 10 %, le partage s’effectue entre, d’abord, le dividende de 7 % dévolus aux actions de capital, puis la part des 15 % de la moitié des bénéfices aux 60 actions d’industrie et, enfin, la part des 85 % de la moitié des bénéfices aux 340 actions d’industrie. Lorsque les revenus sont supérieurs à 10 %, les actions de capital perçoivent l’intérêt garanti de 4 %, et le surplus est partagé par moitié entre les 2 000 actions de capital et les 400 actions d’industrie,. Outre cette règle de répartition des bénéfices, les Seguin ne sont pas rémunérés pour la conduite des travaux de construction.
Durant les travaux, le conseil d'administration, dont ne font pas partie les Seguin ni Ed. Biot, nomme les employés et agents nécessaires à ses opérations. Après réception des travaux, il nomme les ingénieurs et directeurs nécessaires à l'exploitation, et détermine le nombre, qualités, fonctions et traitements des employés.
Avec un capital de 10 MF, la société est à l'époque l'une des plus importantes jamais constituée en France. Alors que la concession est perpétuelle, la société est constituée pour 99 ans, comme pour le chemin de fer de Saint-Étienne à la Loire. Parmi les 22 fondateurs de la compagnie, on ne trouve aucun stéphanois ni forézien, ni un membre de la compagnie du chemin de fer de Saint-Étienne à la Loire, seulement un banquier lyonnais. Ils appartiennent principalement au monde scientifique et technique (Seguin, Biot, Brisson, Thénard, Armand), à celui des affaires (Boulard et Garcias anciens banquiers reconvertis dans l’industrie et détenteurs du plus grand nombre d’actions), secondairement au monde des entrepreneurs (Humblot-Conté et Roard de Clichy), de la banque (Bodin, banquier de second rang) et, non le moindre, à la politique (de Noailles, Gueulluy vicomte de Rumigny et Boulard). Certains actionnaires sont liés par parenté (Brisson, Biot [Jean-Baptiste, Edouard et Félix] et Millière, Thénard et Humblot-Conté ainsi que les frères Boulard), parfois éloignée (les Seguin et Bodin apparentés par les Montgolfier). Certains autres sont déjà liés entre eux par des relations d’affaires. Mais on ne trouve parmi les actionnaires aucun industriel intéressé à la sidérurgie, comme Beaunier et Boigues, ou propriétaire de mines et d’entrepôts de charbon, comme Boggio, qui sont tous les trois actionnaires de la compagnie du chemin de fer de Saint-Étienne à la Loire.
Comme les mines et la sidérurgie, les chemins de fer demandent des fonds importants (capital et caution) que seuls les hommes rompus aux affaires, ou disposant de sommes d’argent suffisantes, sont en mesure de fournir. En outre, la construction d’un chemin de fer est une entreprise nécessitant la mise en œuvre de moyens techniques conséquents.
L’opinion à cette époque étant peu informée de ce qu’est un chemin de fer, les fondateurs font toute confiance aux frères Seguin et on savait que l’action du canal de Givors avait décuplé depuis son ouverture.

## Tracé
Le cahier des charges ne mentionne pas l’obligation de présenter un tracé au moment de soumissionner.
Le matériel de relevé pour le nivellement du terrain arrive à Lyon le 25 mai 1826, suivi de Jean-Baptiste Biot, fin juin, qui retourne à Paris avant la fin des travaux de relevé du tracé. Il laisse derrière lui son fils Édouard, qui n’a pas l’envergure pour s’imposer aux Seguin. Brisson, lui-même fait un court déplacement pendant les travaux.
Les études du tracé débutent le 28 juin 1826 et, cinq mois après l'adjudication, Seguin frères et Biot soumettent à Becquey un mémoire décrivant le tracé.
Décrit dans le sens Lyon - Saint-Étienne dans leur mémoire, les promoteurs avaient envisagé, à partir de Lyon, un parcours sur la rive gauche du Rhône qui offrait la possibilité de longs alignements et de larges courbes. À la suite des réclamations des édiles de Givors et de la contrainte d’y construire un pont pour traverser le Rhône, le tracé suit la rive droite du fleuve.
Le cahier des charges n'ayant fixé aucun point de départ ni d'arrivée, les promoteurs font débuter la ligne à l’extrémité de la presqu'île de Perrache sur un terrain qui sera cédé par la ville de Lyon à la Maison Seguin et compagnie. Ultérieurement, un arrêté du préfet du département du Rhône, daté du 15 mars 1830, fixe le point de départ place de l’Hippodrome, dans la presqu’île de Perrache. L’année suivante, l’ordonnance royale du 27 avril 1831 précise le tracé qui traverse la gare d’eau de Perrache puis suit le cours Rambaud pour rejoindre la chaussée Perrache et atteindre le pont de La Mulatière.
Pour rejoindre la rive droite du Rhône et traverser la Saône, un pont suspendu est construit dans l'axe de l’allée de Perrache en remplacement du pont en bois existant ; il s’agit d’un pont à péage, composé d’une travée suspendue encadrée par deux arches en pierre. La partie centrale du tablier laisse le passage à la voie ferrée encadrée de chaque côté d’un trottoir pour les piétons. Les voies latérales sont destinées à la route Lyon - Saint-Étienne. Au débouché du pont, la voie ferrée traverse la route Lyon - Saint-Étienne et rejoint le quai de La Mulatière. Jusqu’à ce point depuis Lyon, et sur le pont suspendu, la voie ferrée ne comporte qu’une seule voie. La ligne traverse ensuite la rivière d’Oullins par un pont à trois arches et suit le Rhône jusqu'à Givors en passant par Pierre-Bénite, où se situe un promontoire traversé au moyen d’une tranchée profonde de 10 mètres, puis rejoint Vernaison, Grigny et Givors.
Du pont de La Mulatière jusqu'à la rivière d'Oullins, sur une distance de 2 410 m, la pente est de 1,6 ‰. De là jusqu'à la rivière de Garon, près de Givors, sur une distance de 13 172 m la pente est de 0,4 ‰, puis, sur 2 295 m jusqu'à Givors, la pente est de 0,056 ‰. Sur cette première section de la ligne, la pente est descendante jusqu'à Givors.
À Givors, la ligne traverse tout d'abord le canal par un pont en bois, laissant libre passage à la navigation, puis la rivière du Gier par un autre pont. Au débouché de Givors, la ligne emprunte les terrains cédés par la Société des graviers du Gier, où pourra être construite une gare d’eau sur la rivière, puis emprunte la rive droite du Gier plus escarpée, le canal étant situé sur la rive gauche. À Saint-Romain, distant de 5 451 m de Givors, la ligne se rapproche de la rivière. Sur ce parcours, la ligne longe le coteau traversant les quelques ravins par des ponceaux ou des levées de terre. Au-delà de Saint-Romain, le lit étroit de la rivière est entravé par des masses rocheuses formant autant d’obstacles à l’établissement parallèle de la ligne de chemin de fer. Aussi, un « percement » (tunnel) de 250 m de long est-il établi suivi de deux ponts sur le Gier. Jusqu’à Rive-de-Gier, le tracé ne présente pas de difficulté. La ligne traverse la ville au moyen d’un quai construit sur la rive droite du lit de la rivière. Toutefois, la possibilité d’une traversée par un tunnel est laissée à la libre appréciation de l’administration.
De Givors à Rive-de-Gier, sur une distance de 13 613 m, la pente ascendante est de 5,6 ‰. C'est à cette dernière localité que finit la pente praticable par simple adhérence des locomotives. En effet, au-delà, commence une pente ascendante de 13,4 ‰ sur une distance de 19 890 m pour rejoindre Pont-de l’Âne, près de Saint-Étienne ; le dénivelé entre Rive-de-Gier et Pont-de-l’Âne est de 267 m.
Après Rive-de-Gier, la ligne rejoint Saint-Chamond, tout en restant à l’écart de la ville. Ensuite la ligne atteint le lieu-dit Terre-Noire face à la montagne du bois d’Avaise, qui sépare les versants dirigés vers la Loire et le Rhône, traversée par un « percement » (tunnel) droit et plan, de 1 500 m de long. Au-delà, la ligne arrive à Pont-de-l’Âne, point de jonction avec le chemin de fer de Saint-Étienne à la Loire. Soucieux de donner au chemin de fer tout le développement nécessaire au trafic, les promoteurs ont prolongé la ligne jusqu’au lieu-dit La Monta (sic mémoire Seguin et Biot), nouveau quartier à la périphérie de la ville de Saint-Étienne entre la route de Lyon et celle de Roanne, où se situent des emplacements pour établir des magasins et entrepôts ainsi qu’un petit cours d’eau pouvant servir à alimenter les locomotives. Avant le terminus de La Monta, la ligne croise, au lieu-dit La Verrerie sur la route de Saint-Étienne à Lyon, l’embranchement du chemin de fer de Saint-Étienne à la Loire dirigé, par le Grand Treuil, vers le plateau du Soleil et de Bérard.
Depuis le pont de La Mulatière jusqu’à La Monta, la ligne est longue de 55 156 m ; 17 877 m de La Mulatière à Givors et 37 279 m de Givors à La Monta. Le dénivelé de La Monta à Givors est de 375,348 m.
Au total, les ouvrages d’art se décomposent en 112 ponts ou ponceaux, 24 arceaux pour le passage de chemins, deux « percements » (tunnels, en aval de Rive-de-Gier et à Terrenoire) et un mur de quai (traversée de Rive-de-Gier) Les terrassements sont évalués à 100 000 m3 de déblai, 500 000 m3 de roches et 900 000 m3 de remblai. Le tracé retient des courbes de 150 m.
Ce tracé provoque le mécontentement de Saint-Chamond insatisfaite de voir passer la ligne en dehors de la ville alors que le cahier des charges stipulait qu’il devait « passer par Saint-Chamond ». La commune craint de perdre des taxes sur les habitations et entrepôts construits en dehors de son territoire. Elle n’obtient pas satisfaction.
Le conseil général du Rhône conteste le pont suspendu de La Mulatière lui préférant un pont en pierre pour le passage de la route de Lyon à Saint-Étienne, distinct du pont pour le chemin de fer.

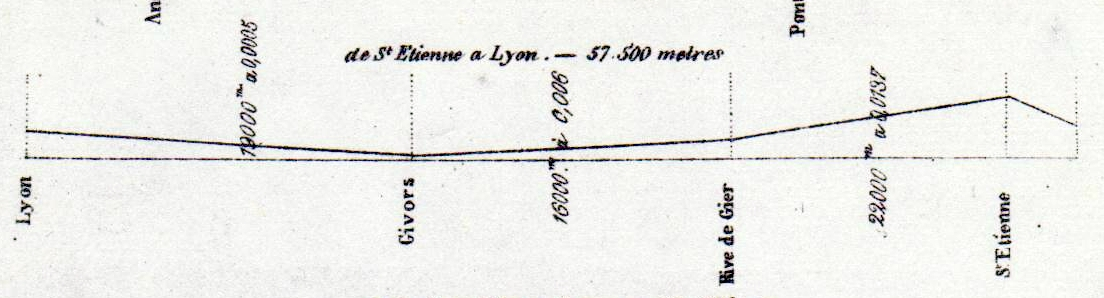
Profil de la ligne Saint-Étienne - Lyon.

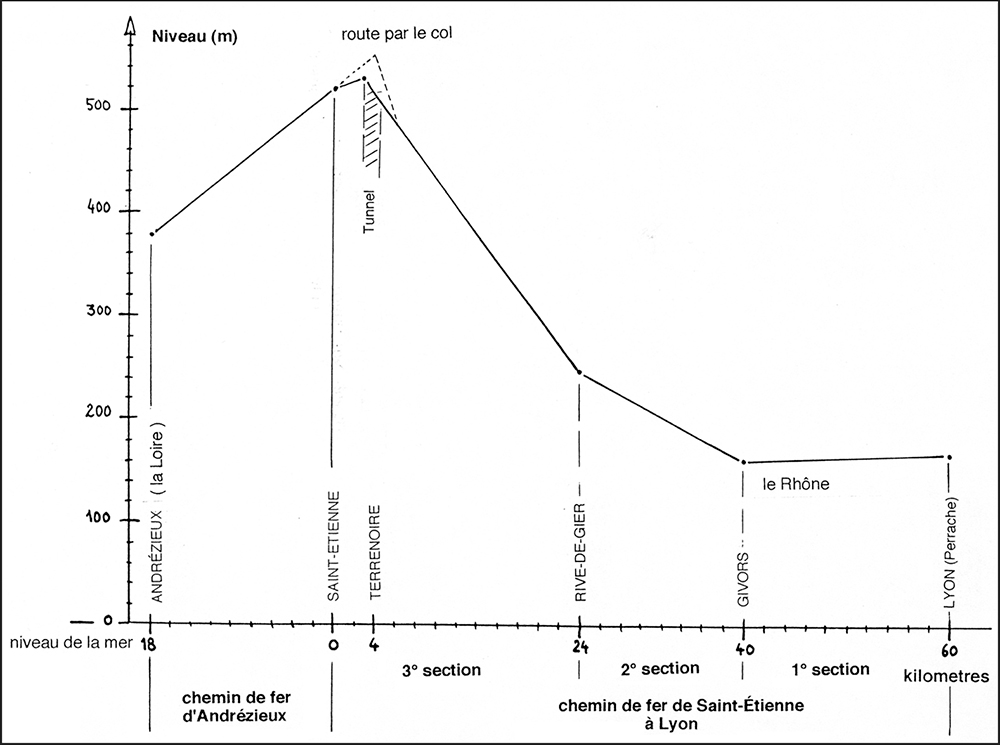
Profil des premières lignes de chemin de fer autour de Saint-Étienne.

Contrairement à celui du chemin de fer de Saint-Étienne à la Loire qui épouse la configuration du terrain sur le modèle d’une route escarpée de montagne, le tracé du chemin de fer de Saint-Étienne à Lyon tente au mieux de s’en exonérer au moyen d’ouvrages d’art conséquents. Mais à l’inverse du chemin de fer de Saint-Étienne à la Loire, le tracé ne maintient pas une pente continue dans le même sens tout le long de la ligne ; descendant de Saint-Étienne à Givors, puis légèrement ascendant de Givors à La Mulatière. Il s’agit avant tout de concevoir une ligne supportant un service intense, notamment à la descente vers Givors, nécessitant donc une exploitation simple et régulière. C’est la raison pour laquelle, Marc Seguin est opposé au système de plan incliné qu’il juge dangereux et contrariant l’exploitation, même pour la partie terminale la plus raide du tracé, entre Rive-de-Gier et Terrenoire, pour laquelle il propose un système de « touage » par point fixe à l’image de celui qu’il expérimente sur le Rhône.
Dans la réalisation d’une pente quasi continue nécessitant de nombreux ouvrages d’art, dont certains importants (pont sur la Saône, tranchée de Pierre-Bénite, franchissement de la rivière et du canal à Givors, quai dans la rivière à Rive-de-Gier, tunnel de Terrenoire), Marc Seguin fait œuvre de pionnier à rebours de la conception britannique du moment mais qui, malheureusement, ne sera pas suivie par la suite.
Toutefois, au retour de son voyage en Angleterre à l'hiver 1826-1827 et à la lecture des comptes rendus envoyés par son frère Charles, qui l’accompagnait mais qui est resté sur place, après le retour de Marc en France, pour rencontrer George Rennie et George Stephenson à Manchester sur le chantier du Manchester-Liverpool, Marc Seguin décide de réviser radicalement le tracé de la ligne pour généraliser les courbes de grand rayon, pas inférieures à 500 m,. Ce nouveau tracé entraîne la réalisation de nouveaux ouvrages d’art ; dans la vallée du Gier, 9 petits percements (900 m au total, dont celui de Couzon) au lieu de 3 ; un percement à La Mulatière (~400 m) dans une roche particulièrement dure ; de nouveaux ponts.
Ce nouveau tracé, rédigé en février 1827, ne sera pas sans conséquence en matière de coût et de délais, sources d’inquiétude parmi les actionnaires.
Le tracé répond à plusieurs objectifs :
- faciliter le trafic à la descente qui sera prépondérant ;
- tirer profit de la gravité à la descente et rendre l’effort de traction constant à la remonte par le choix d’une pente continue ;
- refuser les plans inclinés jugés dangereux et contrariant l'exploitation ;
- recourir à de larges courbes pour garantir l’adhérence et éviter les déraillements.

Le tracé modifié est approuvé par ordonnance royale du 4 juillet 1827 :
- Art. 2 : les concessionnaires doivent présenter des projets particuliers pour les points de chargement et de déchargement à Saint-Chamond, Rive-de-Gier et Givors ainsi que pour les points de départ à Lyon et à Saint-Étienne et la liaison avec le chemin de fer de Saint-Étienne à la Loire ;
- Art. 4 : pour le croisement avec la route royale Lyon – Saint-Étienne, les concessionnaires doivent employer des « barreaux »[63] (rails) qui ne font pas obstacle à la circulation des voitures ;
- Art. 8 : les acquisitions de terrains se font sous les formes prescrites par la loi de 1810 (relative aux expropriations pour cause d’utilité publique) ;
- Art. 9 : les concessionnaires disposent des droits de l'administration en matière d'ouvrage d’utilité publique pour se procurer les matériaux de remblai ou d’empierrement nécessaires sous réserve d’indemniser les propriétaires des terrains endommagés.

## Construction et mise en service
En désignant les Seguin et Édouard Biot pour la direction des travaux, le conseil d'administration, tout en reconnaissant leur apport technique, les écarte opportunément d’un lieu de décision important pour la vie de la compagnie tout en les plaçant sous son contrôle vigilant : « à eux en somme de réaliser ce qu’ils avaient conçu et estimé, et de tenir les promesses qu’ils avaient faites à leurs associés ». Les frères Seguin et Biot sont tous les cinq nommés directeurs « sans doute pour ne pas froisser les susceptibilités des uns et des autres.

### Achats

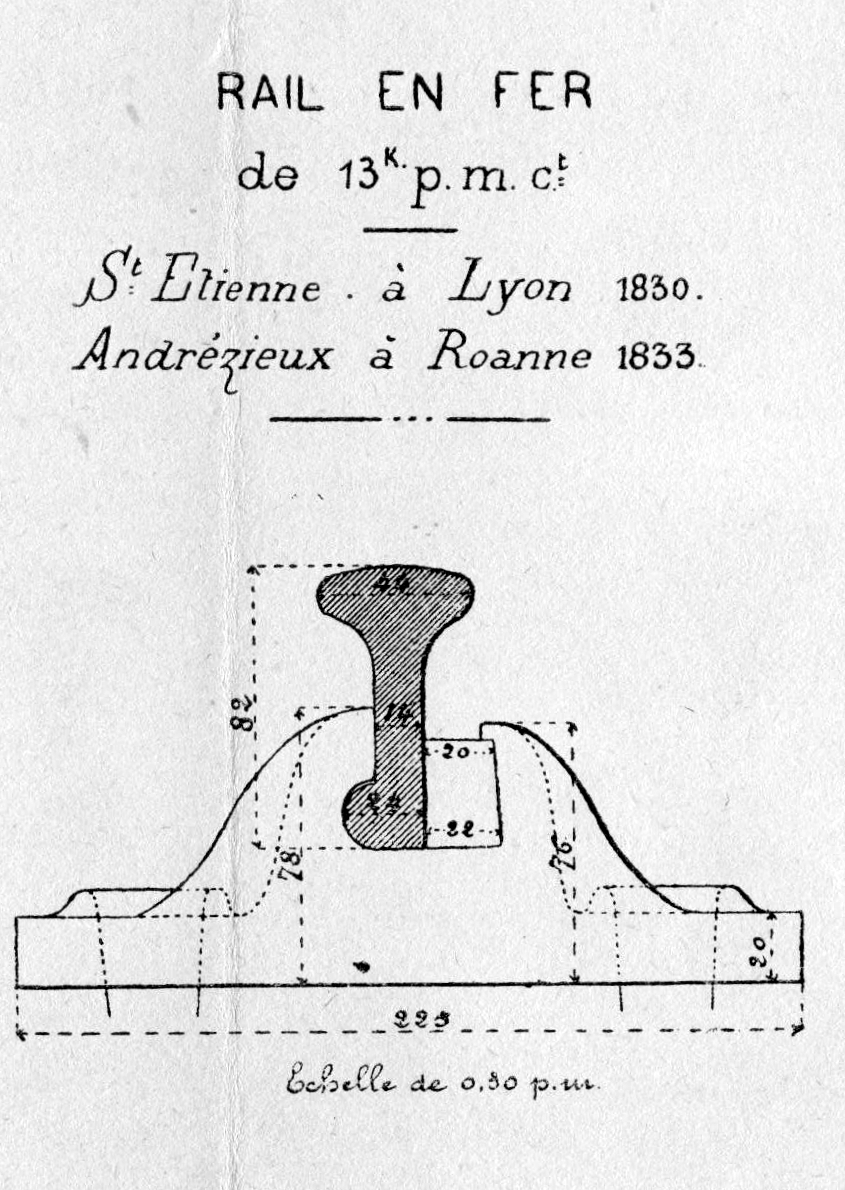
Coupe transversale d'un rail.

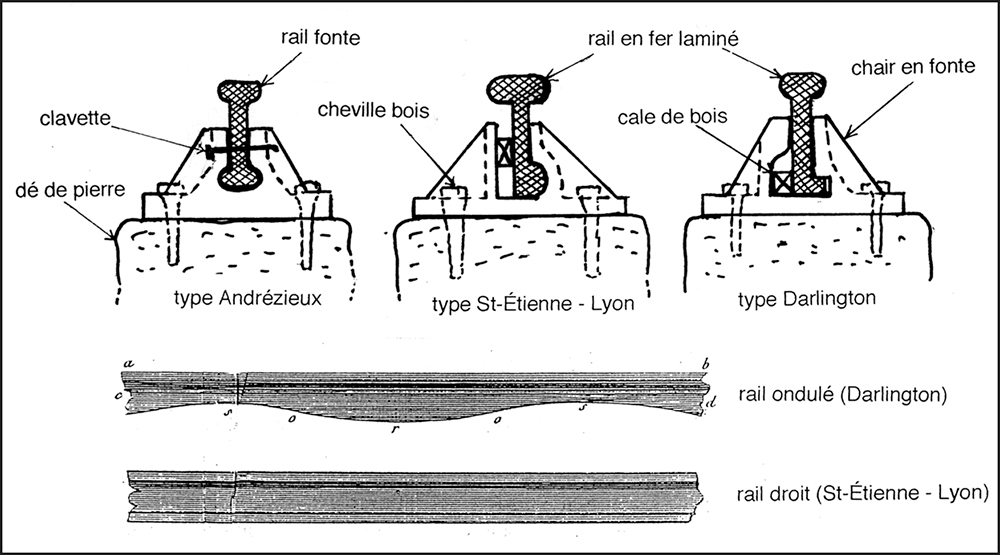
Comparaison des rails utilisés par les premières compagnies de chemin de fer.

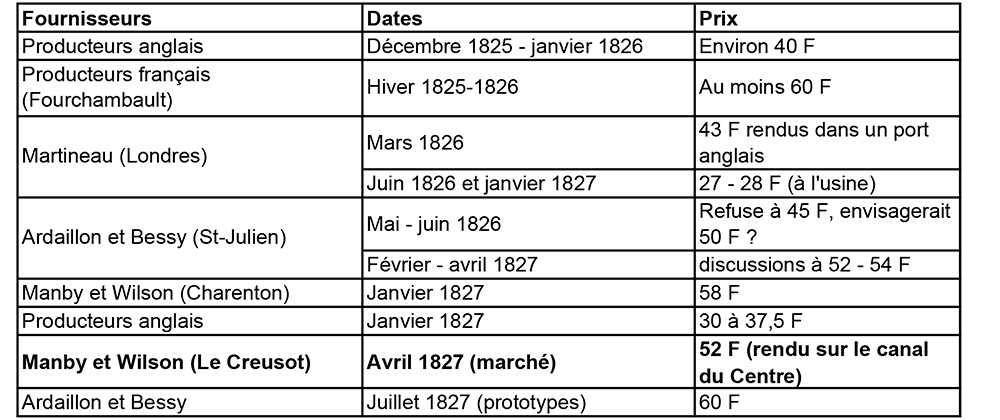
Les prix des rails en fer, français et anglais dans les négociations des Seguin (en F. courants aux 100 kg).

Préalablement aux travaux, les achats de terrains ont commencé dès la préparation du tracé, en 1826, selon des procédures à l’amiable. Les procédures judiciaires ne peuvent débuter qu’après l’intervention de l’ordonnance du 4 juillet 1827 et s’avéreront difficiles, soulevant les premières inquiétudes sur ce poste de dépense. Exceptionnellement, un achat de parcelles ou un droit de passage est payé avec une action du chemin de fer. Au total, 900 parcelles ont été achetées,.
Parallèlement, les Seguin se préoccupent de l’achat de rails. C’est au retour du voyage de Charles en Angleterre, à l’hiver 1826-1827 avec son frère revenu plus tôt, que Marc passe commande à Martineau, à Londres, de modèles de rails droit en fer laminé de 15 kg/m et de coussinets conformément à un brevet de son associé Taylor. Villèle a refusé à Marc Seguin l’importation en franchise de droit de douane de la totalité des rails fabriqués en Angleterre par crainte de l’opposition des maîtres de forge siégeant à la chambre des députés. Livrés tardivement et au poids unitaire de 10 kg/m, sans leurs coussinets, les modèles ne serviront finalement pas à la fabrication des rails. Marc Seguin commande les « chairs » (coussinets) en fonte moulée à Berger, à Lyon, au prix de 40 F les 100 kg. Les « barres » (rails) sont commandés à Mamby et Wilson, sidérurgistes et mécaniciens à Charenton, près de Paris, et fabriqués dans leur usine du Creusot qu’ils ont acheté en 1826. Il s’agit de rails en fer laminé d’un poids de 13 kg/m, longs de 4,60 m, posés sur des coussinets en fonte pesant 4,6 kg (3 kg / pièce sous les joints et 3,5 kg en intermédiaire, avec une portée 1,05 m près des joints et 1,25 m pour les autres). Les rails sont tenus dans les coussinets, au moyen de coins en bois, qui sont fixés par des chevilles en bois sur des dés en pierre (bloc de pierre supportant les extrémités des rails fixées au coussinet) extraits d’une carrière de Pierre-Bénite. L’accord est signé le 10 mai 1827 pour une livraison de 50 t de rails à partir de novembre 1827, puis de 200 t par mois au début de 1828. Édouard Biot est envoyé au Creusot pour surveiller leur fabrication ; c’est un prétexte pour l’éloigner momentanément du chantier de construction à un moment où les relations entre les Seguin et le Biot se dégradent. Alors que la voie provisoire pour faciliter les travaux sur les chantiers est montée sur des traverses en bois, la voie définitive repose sur des dés en pierre laissant l’entrevoie libre pour le pas des chevaux. La livraison des rails et des coussinets s’échelonne de l’automne 1827 à août 1829 sans aucun retard, signe que les sidérurgistes se sont adaptés à une telle production de masse.

### Travaux
Sans attendre l’intervention de l’ordonnance du 4 juillet 1827 approuvant le tracé, les travaux de construction sont engagés dès le début de l’année tout le long de la ligne ; le constructeur est tenu au respect du délai de livraison et les actionnaires ne souhaitent pas prolonger déraisonnablement l’immobilisation de leurs capitaux sans en retirer un revenu. La réalisation des ouvrages d’art importants est entreprise en priorité ; tunnel de Terrenoire, pont de La Mulatière, pont de pierre d’Oullins et les ateliers de Perrache.
En octobre 1827, 10 km de terrassement sont achevés pour une dépense de 1 MF. Au début de l’hiver 1827-1828, tous les ouvrages d’art de la première section (Lyon-Givors) sont commencés à l’exception du tunnel de La Mulatière. Sur la deuxième section (Givors – Rive-de-Gier), cinq petits tunnels sont achevés et la digue supportant la voie dans le lit du Gier commence à s'élever. Sur la troisième section (Rive-de-Gier - Saint-Étienne), le percement du tunnel de Terrenoire prend du retard dû à la difficulté de creuser les puits d’accès. L’assemblée générale de décembre 1827 affiche cependant sa satisfaction. On prévoit que la dépense excédera les prévisions à cause des percements, mais que des économies seront faites sur les équipements (« barres » (rail) et « dés » de pierre).

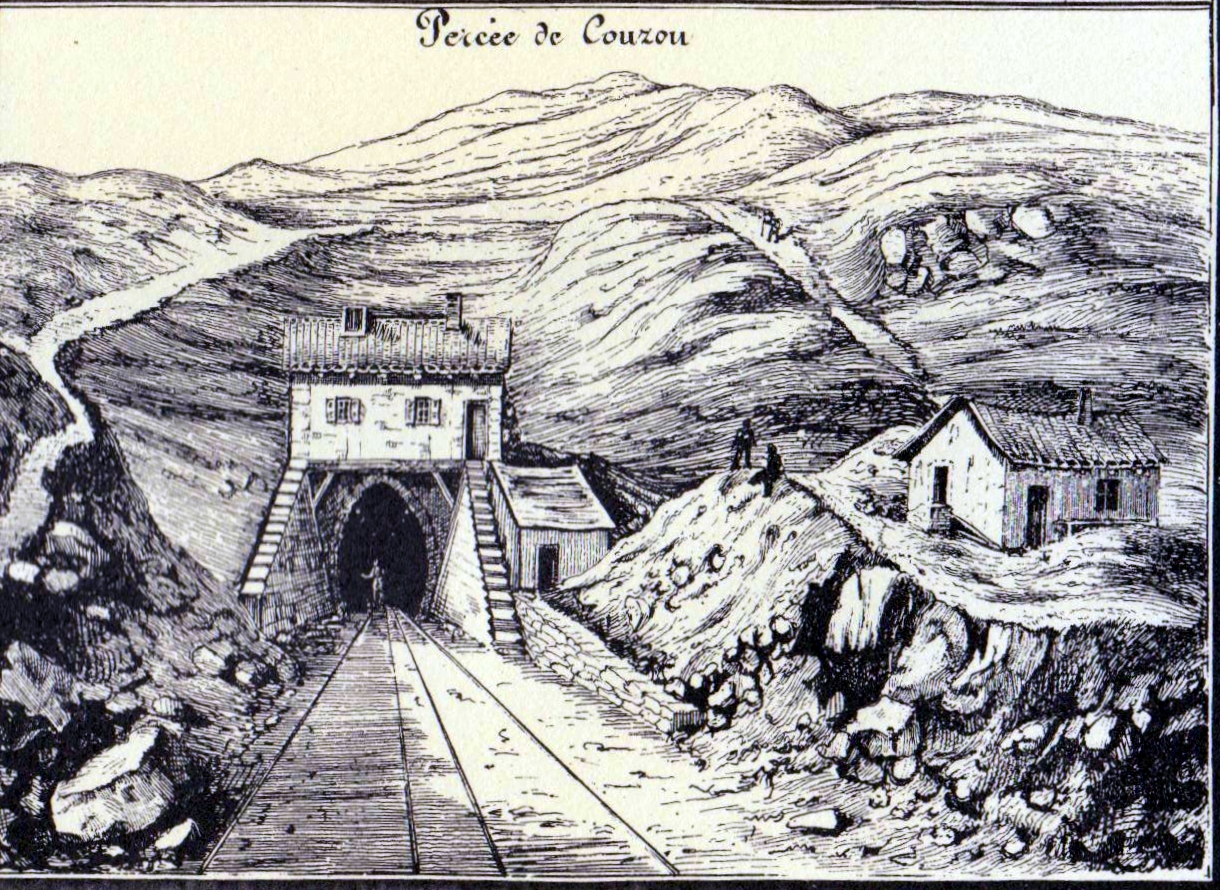
Tunnel de Couzon (Rive-de-Gier) (Nota : l'auteur a pris des libertés avec la réalité ; à l'origine, le tunnel de Couzon est à voie unique).

En mars 1828, les travaux des ponts sur le Gier et sur le canal à l’entrée de Givors n’ont pas débuté. Ceux du pont de La Mulatière sont interrompus par l’administration, sans compter les difficultés judiciaires du tunnel de La Mulatière. Les lieux de chargement et de déchargement font toujours l’objet de débats entre la compagnie, l’administration et les localités traversées. Les travaux de la 1re division (Lyon-Givors) font l’objet d’une inspection en mai 1828 pour décider si, conformément à l’article 11 du cahier des charges accompagnant l’ordonnance du 7 juin 1826, la demande de la compagnie d’une restitution du cautionnement (800 000 F) peut être satisfaite ; tel n’est pas le cas. Finalement, seuls les travaux de la deuxième section semblent avancer régulièrement et selon les prévisions malgré la contrainte du relief ; « Toute cette 2e [division] est remarquable par la disposition du tracé. La montagne à laquelle on a dû s'appuyer présente dans la vallée du Gier une suite alternative de saillants et de rentrants. Il a fallu pour donner aux courbes de 500 mètres de rayon, traverser des caps en souterrain et se soutenir à leur sortie par de grands remblais. Ces difficultés ont été franchement abordées et heureusement vaincues ». Ces premières réalisations encourageantes permettent à la compagnie de récupérer sa caution facilitant ainsi la poursuite du paiement des travaux. Pourtant, dès l’été 1828, certains actionnaires doutent de la capacité de la compagnie à limiter les dépenses au montant du capital social (10 MF). Boulard vend un nombre élevé d’actions faisant baisser son cours, pour la première fois. Durant l’année 1828, l’inquiétude relative aux dépenses d’acquisition des terrains s’amplifie. Une spéculation s’installe notamment sur les terrains environnant les éventuels lieux de chargement et de déchargement, à laquelle les Seguin ne sont pas étrangers. En effet, ils achètent en leur nom des terrains au motif de l'urgence quitte à ce qu'ils proposent de les revendre à la compagnie (voir infra). Enfin, les juges et les experts donnent souvent raison aux propriétaires, en particulier au droit du tracé des tunnels obligeant la compagnie à payer de fortes indemnités aux mineurs propriétaires du sous-sol.

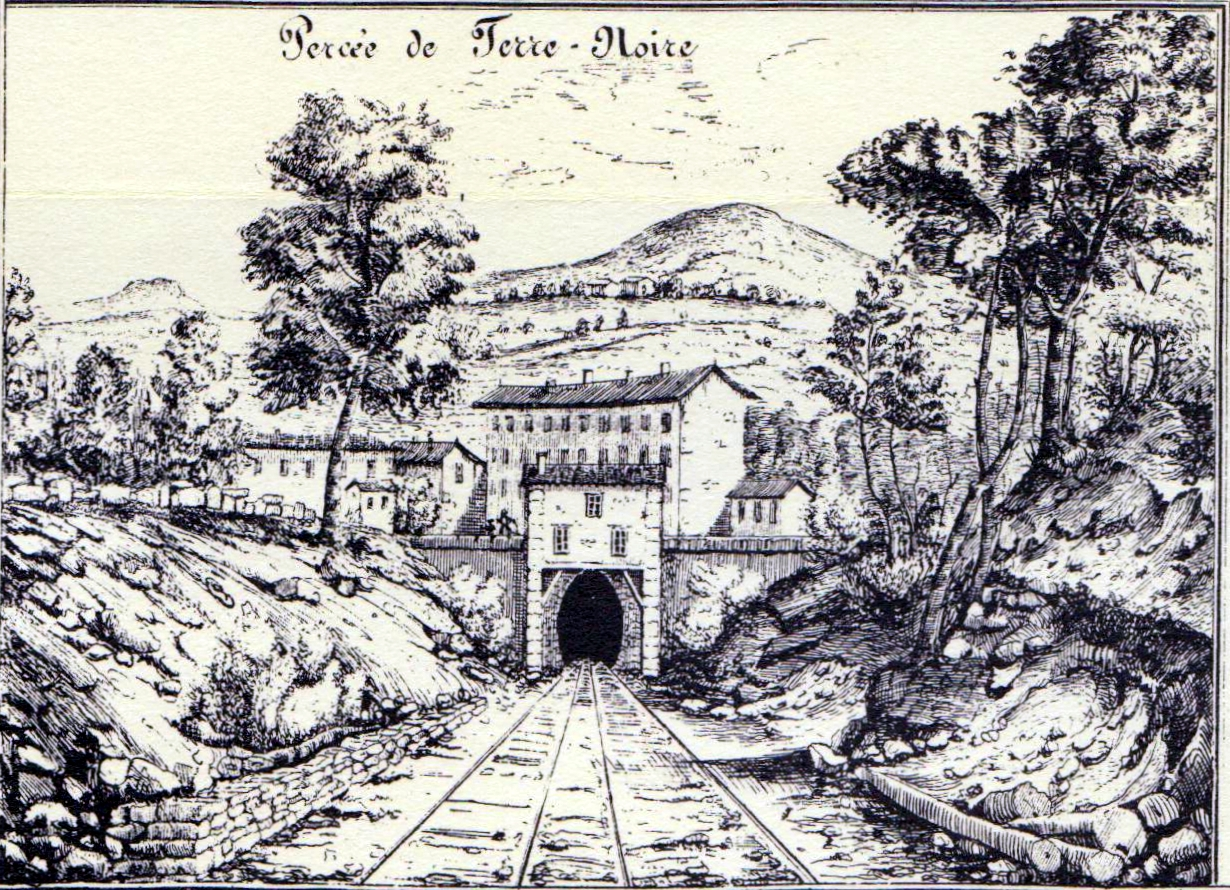
Tunnel de Terrenoire (Nota : l'auteur a pris des libertés avec la réalité ; à l'origine, le tunnel de Terrenoire est à voie unique).

L'hiver très froid 1828-1829 occasionne, du fait du dégel, de nombreux dégâts aux terrassements. Au printemps, à l’exception du pont de La Mulatière, dont on souhaite percevoir rapidement les premiers péages de la voie routière, les travaux de la première section sont arrêtés ; les péripéties judiciaires du tunnel de La Mulatière se poursuivent. Sur la deuxième section, le tunnel de la montagne Saint-Lazare est abandonné en raison de la nature instable du sous-sol et remplacé par deux tranchées. Le tunnel de Rive-de-Gier (Couzon) est percé à 80 %. Sur la troisième section, les travaux se concentrent sur le tunnel de Terrenoire et la tranchée de Saint-Chamond.
En mai 1829, la compagnie a dépensé 5,3 MF, mais les dépenses d’acquisition de terrains augmentent fortement par l’accumulation des litiges, la flambée des prix et les réclamations tardives. En novembre, 7 MF ont été dépensés alors que l’encaisse de trésorerie est nulle. Il devient évident que le devis sera dépassé ; seul l’achèvement de la deuxième section, déjà bien avancée, peut être mené à bien sans appel à des fonds supplémentaires.
L'assemblée générale du 20 octobre 1829 précise que la compagnie a dépensé 6 955 000 F, dont 1 092 000 F pour l’acquisition des terrains ; il restait à en acquérir pour 650 000 F. Les terrains ont coûté fort cher ; « Tout ce qu’on pourrait se figurer de l’exigence et des prétentions des propriétaires et des communes resterait au-dessous de la vérité ». L'état des dépenses et des recettes escomptées fait apparaître un solde suffisant pour le paiement de l’intérêt du capital et la distribution d’un bénéfice. Le succès semble assuré selon le rapporteur.
Pourtant à l’automne 1829, les Seguin présentent un devis révisé à la hausse. Dans l'immédiat, afin de ne pas se discréditer, la compagnie décide d’achever prioritairement la section de Grand’Croix à Givors pour le début de l’année 1830 afin de recueillir les premiers fruits d’une mise en exploitation partielle.

### Première mise en service partielle

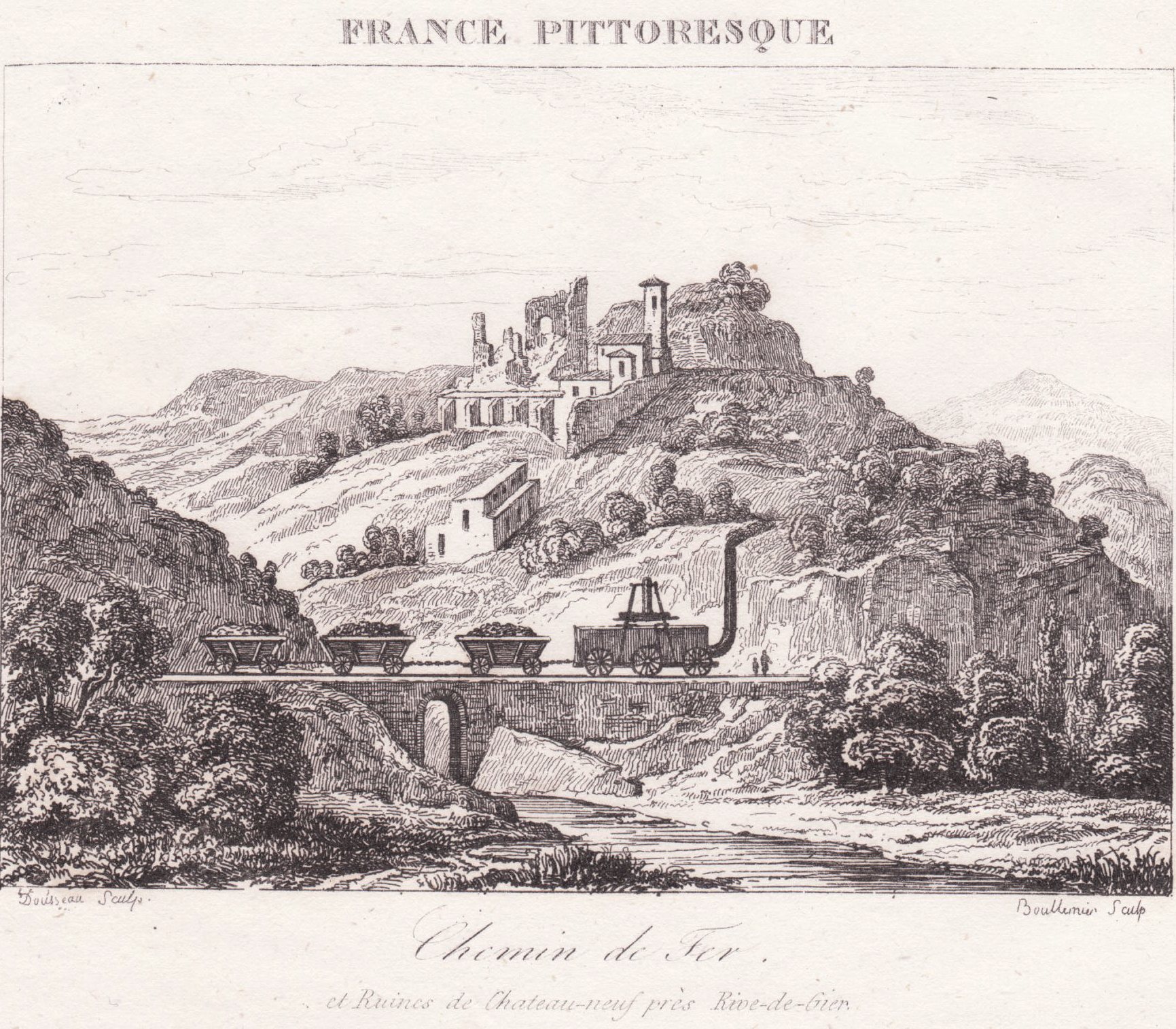
Ruines (Grand-Croix - Givors) de Chateauneuf près de Rive-de-Gier.

Initialement prévue le 1er janvier 1830, la mise en service de la section Grand’Croix à Givors (environ 20 km) est reportée de trois mois à la suite de l’effondrement d’un tunnel faute d’être vouté, par contre le tunnel de Couzon est achevé. Fin juin, la section est achevée, et le 30 juin Marc Seguin l’inspecte.
Un premier convoi s'élance le 1er juillet 1830 sur cette section.
Cette première mise en service anticipe de quelques mois le délai fixé au cahier des charges (art. 7) prévoyant un achèvement du tiers de la ligne à la fin de la troisième année suivant la date d’approbation du tracé (4 juillet 1827). Mais les débuts de l’exploitation sont marqués par les Journées révolutionnaires de juillet 1830 avec ses conséquences financières.
Au 30 avril 1830, la compagnie a dépensé 8 MF. Elle décide le versement anticipé du solde du capital social, initialement prévu au 31 décembre 1830 et, dans un contexte de crise financière nationale, fait appel au million supplémentaire pour augmenter le capital social (art. 80 des statuts de la société). Parallèlement, la compagnie décide de recourir à l’emprunt, pour un montant immédiat de 1 MF afin de solder le compte des expropriations, d’achever la première section et payer son matériel roulant. Malgré tout, les difficultés financières s’aggravent et les travaux sont arrêtés ; le cours de l’action s’effondre. L’aura technique des Seguin en pâtit et les relations avec le conseil d’administration se tendent. À la même époque, les procédures judiciaires relatives au tunnel de La Mulatière se débloquent sans pour autant que les travaux de percement commencent. Cette situation incertaine quant à l’achèvement de la ligne est mise à profit par la compagnie pour demander une révision à la hausse du tarif (voir infra).

### Ouverture totale de la ligne

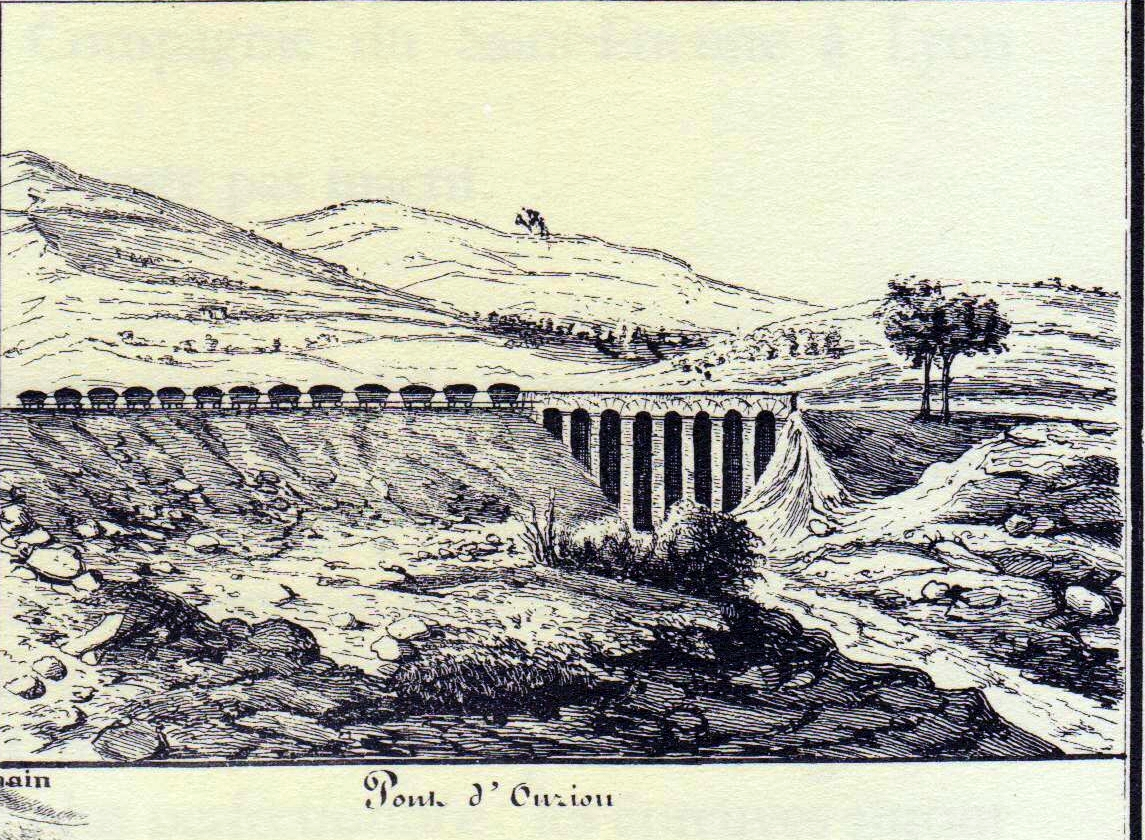
Pont sur la rivière Onzion à L'Horme, près de Saint-Chamond.

Lentement, dans un contexte de crise financière, les travaux reprennent, au début de 1831, sur la première section ; le percement du tunnel de La Mulatière avait commencé au second semestre 1830 et se poursuit au moyen d’un tunnelier. La compagnie espère une mise en exploitation au début de 1832 mais l’achèvement de la ligne s’avère laborieuse.
Le tunnel de La Mulatière est percé fin mars 1832 permettant un service provisoire sur la première section (Givors - Lyon) dès le 3 avril 1832. Il est envisagé un service entièrement ouvert, sur les deux voies, de Grand’Croix à Lyon pour la fin juin 1832.

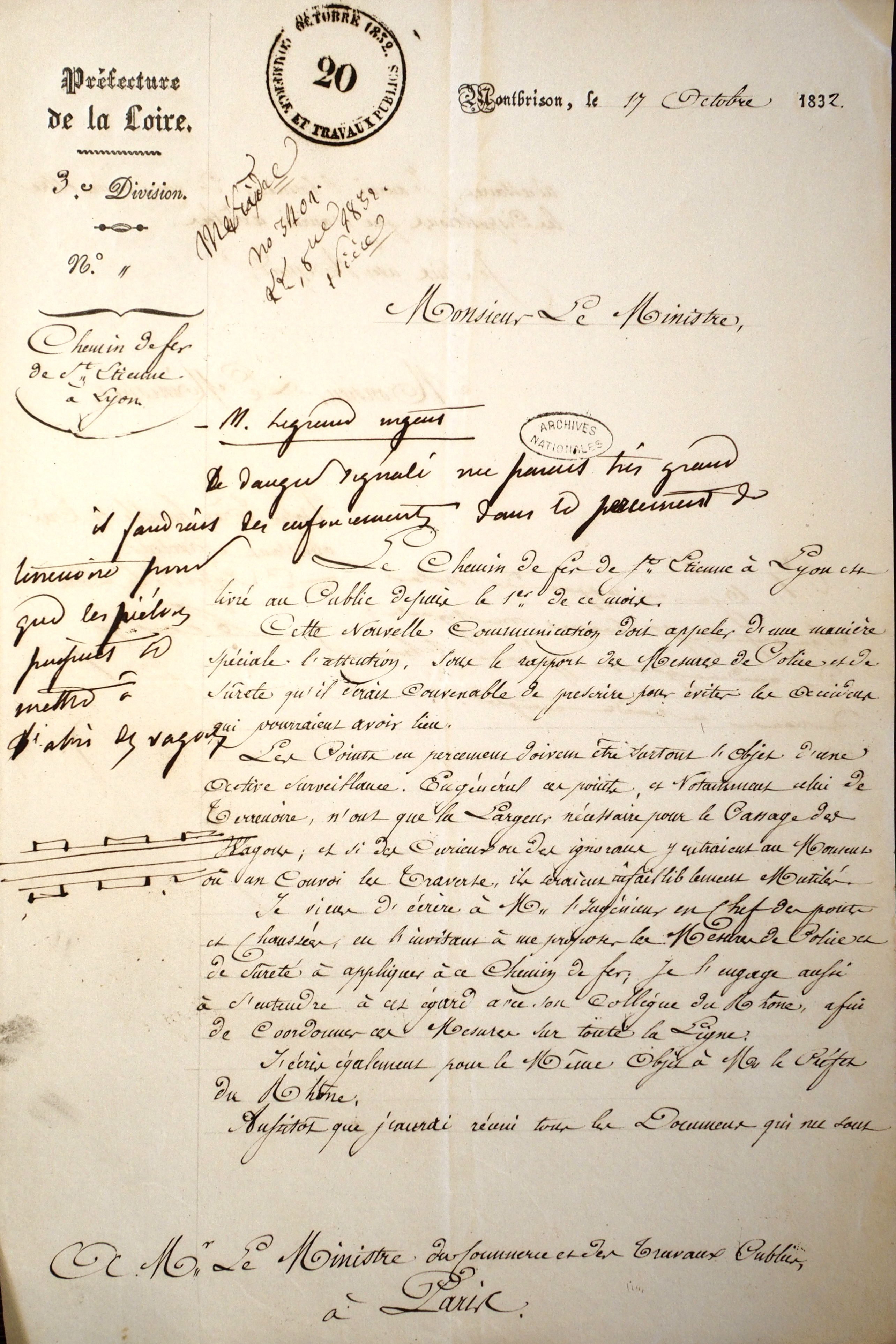
Courrier du préfet de la Loire au ministre du Commerce et des Travaux publics (17 octobre 1832).

Finalement, un service, limité aux voyageurs, est ouvert sur toute la ligne, avec une seule voie, le 1er octobre 1832, de Saint-Étienne à Lyon.
Le trajet Lyon - Saint-Étienne est effectué en 5 heures et le retour en 4 heures ½, en tenant compte des arrêts et des relais pour les chevaux ; soit une vitesse moyenne entre 11 km/h et 13 km/h. Les chevaux sont attelés « en plus ou moins grand nombre, suivant la charge et l’inclinaison de la route. Les chevaux vont au trot. ». Peu à peu, deux convois par jour, dans chaque sens sont proposés transportant environ 80 voyageurs. Les entrepreneurs de diligence (Galline et Descours & Récamier) tentent de survivre en pratiquant de fortes baisses de prix.
L’ouverture de la ligne intervient en retard au regard du cahier des charges qui fixe au 1er janvier 1832 l’achèvement de la ligne.
Le trafic houiller tout le long de la ligne, débute le 25 février 1833 à l’achèvement des travaux de construction.
Le début de l’exploitation n’est pas présenté des difficultés : « La descente de Rive-de-Gier à Givors offre le plus de difficultés ; les chariots (…) s’arrêtent souvent dans les courbes de 500 m de rayon, quand ils ne sont pas très chargés (…). On essaie de diminuer le frottement en jetant de l’eau sur les rails. » De même les passages à voie unique dans les tunnels (« …il arrivait quelquefois que des convois, marchant dans sens différens, venaient à se rencontrer. »), ont conduit à élargir tous les tunnels de faible longueur pour une double voie. Conformément au cahier des charges et en raison des difficultés de percement, les tunnels de La Mulatière, de Rive-de-Gier et de Terrenoire sont à voie unique et d’un gabarit juste suffisant pour le passage des convois ; section ovale de 5 m de haut et 3 m de large ; pour ces tunnels « On a inscrit à l’entrée et à la sortie cet avis significatif « Défense de passer dans ce souterrain sous peine d’être écrasé » ». La partie de la ligne du tunnel de La Mulatière à Perrache est également à voie unique.
L'écartement de la voie est identique à celle du chemin de fer de Saint-Étienne à la Loire permettant ainsi des transports du Rhône à la Loire et réciproquement.
La réception de la ligne par le conseil d’administration a lieu le 1er mai 1833. L'assemblée générale du 5 juillet porte l'emprunt à 3,8 MF pour solder les comptes des terrains et construire du matériel roulant de la troisième section.

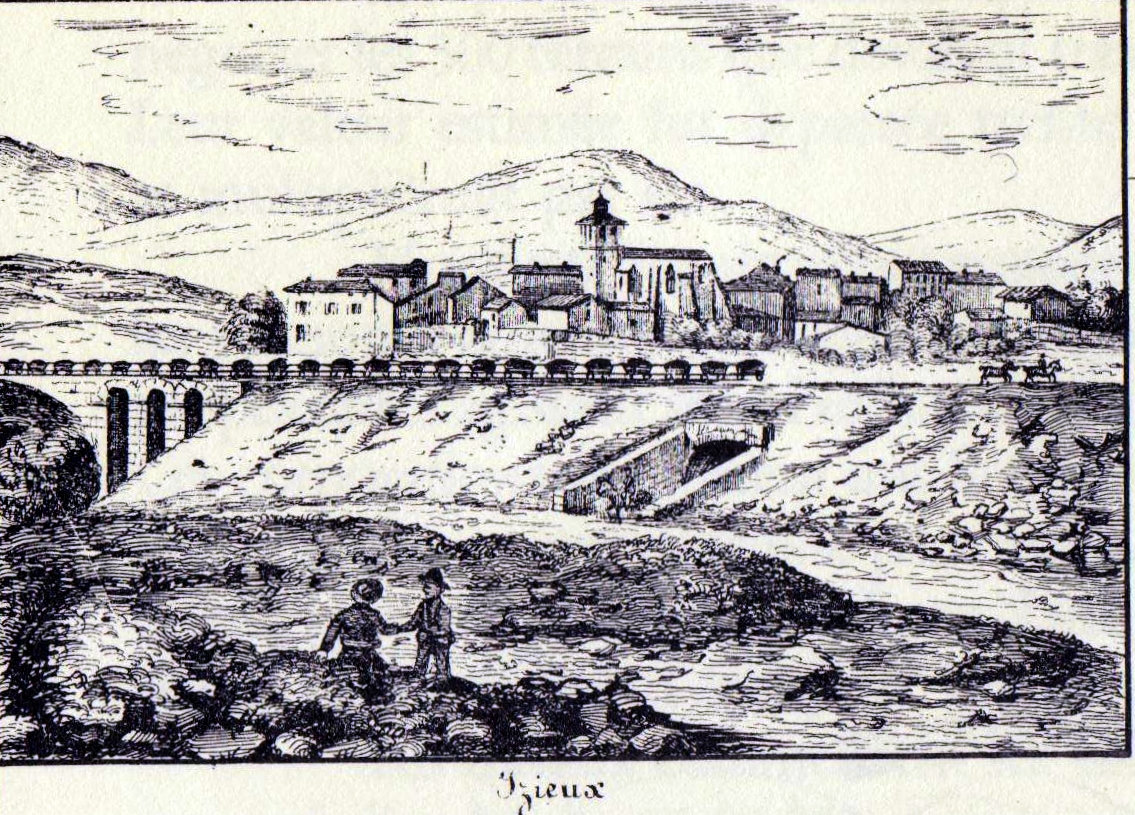
Vue du chemin de fer à Izieux.

À la réception complète des travaux, en juillet 1833, le capital investit est de 14,8 MF (fonds social de 11 MF + 3,8 MF d’emprunts) correspondant quasiment aux dépenses totales engagées, soit au regard du devis initial estimé à 10 MF, un dépassement de 48 %. Si toutefois sont déduites de ces dépenses, celles non directement indispensables au chemin de fer (gares d’eau et autres achats fonciers annexes), les dépenses totales sont de 13,6 MF, soit un dépassement de 36 %. Ce dépassement est principalement lié au dérapage du coût d’acquisition des terrains, pour environ 1,2 MF (12 %), et au surcout du génie civil consécutif à l’augmentation du rayon des courbes, pour environ 2,4 MF (24 %).
En outre, peu après l’ouverture de la ligne et malgré l’augmentation du capital social [NB : 1MF en 1830], les gérants décident de consacrer l’excédant des produits du chemin de fer au-delà des 4 % garantis à couvrir les dépenses.
L'imprévision des devis sera une constante dans l'histoire des compagnies de chemin de fer.

## Lieux de chargement et de déchargement
Le mémoire descriptif du tracé prévoit à Saint-Chamond, Rive-de-Gier et Givors des « branches latérales » (voies de garage) pour le chargement et le déchargement des wagons. Rien de bien précis en définitive.
L’ordonnance royale approuvant le tracé a renvoyé la question des points d’arrivée à Lyon et Saint-Étienne ainsi que des lieux de chargement à la décision des autorités locales. Les lieux de chargement et de déchargement (ou « ports secs ») deviennent un enjeu entre les Seguin et la compagnie.
Pour la compagnie, le chemin de fer, à l’instar d’un canal (selon la terminologie de l’époque, un chemin de fer est assimilé à « un canal sec »), n’a pour vocation que le transport de marchandises, en l’espèce la houille de Saint-Étienne à Lyon ; toute autre activité annexe (entreposage, manutention, ateliers...) est étrangère à sa raison sociale. C’est la raison pour laquelle la compagnie n’achète que les terrains nécessaires à la construction de la ligne. Au contraire, très rapidement, les Seguin sont convaincus que le chemin de fer doit s’intégrer dans un ensemble régional de transport plus vaste tant d’un point de vue géographique que d’un point de vue commercial. C’est la raison pour laquelle la compagnie doit être maîtresse des lieux de rupture de charge afin de garantir une bonne exploitation du chemin de fer.
Cet antagonisme sera source de conflits entre les deux parties quand bien même, finalement, la compagnie reconnaîtra aux Seguin leur prévoyance en matière foncière malgré son caractère spéculatif.
Les Seguin investissent à Lyon où ils achètent à la ville de vastes terrains sur la presqu’île de Perrache (cf. supra) en vue de l’édification d’une gare d’eau et de huit fabriques. Ils envisagent d’y réaliser un centre de transit entre la voie d’eau, le chemin de fer et la route en vue de créer un complexe sidérurgique qui ferait de Perrache un « Manchester français ». En réalité, seul un atelier pour la construction de wagons et de locomotives est créé, à l’origine des ateliers de Perrache, le reste des terrains est loué à des particuliers principalement des marchands de charbons.
Ils acquièrent également des terrains à Givors en association avec la Société des graviers du Gier pour la création d’une gare d’eau concurrente à celle du canal. Initialement, le tracé prévoyait un petit embranchement sur la ligne en direction du Rhône, au sud du Gier, du côté de la ville. Par arrêté du 15 mars 1830, le préfet du département du Rhône fixe le point de chargement et de déchargement du chemin de fer à la confluence du Gier et du Rhône. Le débarcadère est fixé près de la gare d’eau.
Enfin, avec la participation de notables stéphanois, ils achètent des terrains dans le quartier de La Montat où sera établi le « débarcadère » (« station » ou « gare voyageur » de nos jours) du chemin de fer, notamment un vaste entrepôt de vin dit de Bérard pour les débords du chemin de fer (exactement, face à la Verrerie de Bérard), ainsi que le puits de mine du Gagne-Petit proche de la voie ferrée.
D’autres terrains sont achetés le long de la ligne, notamment à Saint-Chamond.
Parallèlement à la construction du chemin de fer, les Seguin entreprennent des travaux d’aménagement sur les terrains qu’ils ont acquis en propre.
La politique foncière des Seguin, outre leurs projets industriels indépendants du chemin de fer, vise à contrôler dans le cadre de leurs propres installations, payantes, les opérations d’entreposage et de manutention des marchandises transportées ; c’est la raison pour laquelle, ils sont hostiles aux embranchements aux mains de particuliers, ou d’entreprises, qui priveraient le chemin de fer de revenus. Selon eux, le chemin de fer est certes public mais sous le contrôle des concessionnaires.
Au fil du temps, la compagnie comprend que sa politique foncière restrictive risque de la desservir ; commence alors un rapprochement avec les Seguin qui aboutit au rachat par la compagnie des terrains acquis par eux.
Malgré plusieurs offres toujours refusées jusqu’alors, c’est la perspective de la mise en service de la section Grand’Croix-Givors, en 1830, qui décide la compagnie à traiter avec les Seguin. Fin mars 1830, un accord, approuvé par l’assemblée générale d’avril, est trouvé au terme duquel les droits fonciers des Seguin attachés à la gare d’eau de Givors sont rachetés par la compagnie du chemin de fer. Cette opération a pu se concrétiser grâce à l’appel de fonds du onzième million au capital social de la compagnie.
La crise financière consécutive aux journées révolutionnaires de juillet 1830 met en péril la maison Seguin frères. Aussi, Marc décide-t-il, en décembre 1830, de vendre à prix coûtant les terrains pouvant intéresser la compagnie ; gare d’eau de Perrache et terrains industriels attenants, complément de terrains à la gare d’eau de Givors, terrains à Rive-de-Gier et ceux de Saint-Étienne. La transaction est validée par l’assemblée générale de la compagnie le 25 août 1831 pour un montant de 0,8 MF couvert par une nouvelle tranche d’emprunt.
Grâce à la perspicacité et à la prévoyance des Seguin, la compagnie contrôle les lieux de chargement et de déchargement. Cependant cette issue préfigure la place réduite des Seguin dans la vie de la compagnie après la livraison de la ligne.
Un arrêté du préfet du département de la Loire, du 11 septembre 1829,est venu réglementer les lieux de chargement et de déchargement :
- (Art. 2) : à Saint-Étienne, les propriétaires adjacents au port sec sont autorisés à charger et décharger devant leur propriété sans devoir transporter leurs marchandises dans les magasins de la compagnie ;
- (Art. 5) : à Saint-Chamond, une voie publique sera construite aux frais de la compagnie parallèlement au « port sec »[note 87] ;
- (Art. 6) : outre le point de chargement et de déchargement prévu entre Verchère et l’ouverture supérieure du « percement » (tunnel) d’Egarante, un second point sera établi à l’issue inférieure du percement à Couzon du côté de Givors[note 88] ;
- (Arts. 9 et 10) : les chargements et déchargements sont librement effectués dans les ports secs aux frais des propriétaires et exploitants, qu’ils les fassent par eux-mêmes ou qu’ils les fassent faire par la compagnie selon des arrangements particuliers entre eux et la compagnie.

D’autres ports secs sont créés ultérieurement. En 1846, l’administration décide de l’établissement de trois nouveaux ports secs ; Pont-de-l’Âne, Terrenoire et Couzon. Estimant que la construction de ces ports secs ne figure pas à son cahier des charges, la compagnie diffère leur construction et se pourvoie en Conseil d’État. Pourtant, dans l’attente de la décision du Conseil, la compagnie continue à percevoir un prix de transport équivalant à la distance entière séparant deux ports secs mentionnés au cahier des charges, tout en chargeant et déchargeant à sa guise les marchandises entre les ports secs ; « Elle n’avait pas intérêt à multiplier les ports secs. Plus les points légaux de chargement étaient éloignés, plus elle encaissait ». C’est un décret du 24 mars 1852 qui décide, sans attendre la construction de ces trois nouveaux ports secs, que ces trois points de chargement/déchargement serviraient d’origine aux distances de calcul du prix du transport.

## Embranchements
Le mémoire descriptif du tracé indique que pour les grands établissements industriels situés entre les points intermédiaires (Saint-Chamond, Rive-de-Gier et Givors), seront construits des embranchements d’un commun accord avec la compagnie.
La conception simpliste de l’époque voulait qu’un industriel expéditeur, disposant d’un embranchement, puisse atteler ses chariots à l'un des convois de la compagnie en la prévenant un peu à l’avance pour qu’elle fasse partir, du point de départ voisin, un convoi avec un nombre de wagons autant en moins qu’il devra prendre en cours de route, et de les retirer au point que l’industriel a choisi lui-même. Ce droit était, aux yeux des usagers, la contrepartie du droit d’expropriation accordé à la compagnie pour acquérir les terrains nécessaires à l’établissement du chemin de fer. Cette conception libérale de l’utilisation du chemin de fer renvoie également à son assimilation au réseau routier qui autorise le libre accès des riverains en tout point de la voirie publique.
L'arrêté du préfet du département de la Loire, du 11 septembre 1829, est venu réglementer les embranchements :
- (Art. 4) : la jonction avec le chemin de fer de Saint-Étienne à la Loire s’effectue, au frais de la compagnie, par un embranchement partant de l’entrepôt de la Montat jusqu’au lieu du Treuil. La compagnie demeure obligée, comme mentionné dans le tracé du chemin de fer, à réaliser une jonction à Pont-de-l’Âne avec le chemin de fer de Saint-Étienne à la Loire.
- (Art. 8) : les propriétaires et directeurs d’établissements industriels, agricoles ou de mines peuvent s’embrancher librement aux ports secs sans limite de tonnage annuel et selon les mêmes droits que ceux afférents aux ports secs ;
- (Arts. 9 in fine et 10) : les chargements et déchargements sont librement effectués sur les embranchements aux frais des propriétaires et exploitants, qu’ils les fassent par eux-mêmes ou qu’ils les fassent faire par la compagnie selon des arrangements particuliers entre eux et la compagnie ;
- (Art. 12) : les propriétaires et directeurs d’établissements industriels, agricoles ou d’exploitation peuvent établir des embranchements entre deux ports secs à la double condition d’un tonnage annuel de 5 000 t de marchandises, ou 50 000 « quintaux métriques », et de payer le prix du transport sur la distance entière séparant deux ports secs entre lesquels l’embranchement se situe.

Le droit d'embranchement reconnu par l'arrêté préfectoral ne figure ni dans l’ordonnance de concession, ni dans le cahier des charges, ni dans l’ordonnance approuvant le tracé,. Circonstance qui ne va pas sans créer des conflits entre la compagnie et les industriels.
La compagnie conteste l’arrêté préfectoral au motif qu’il n’a pas été sanctionné par une ordonnance royale, que la multiplication des embranchements perturbent le service enfin que les embranchements ne sont pas prévus au cahier des charges ; les embranchements contreviennent à son monopole de l’exploitation du chemin de fer. Sans le dire, la compagnie est réticente aux embranchements car, par ailleurs, ils la privent de revenus afférents aux opérations d’entreposage et de manutention des marchandises si elles avaient lieu dans les ports secs placés sous son emprise.
Cet arrêté est également contesté par le Conseil général des Ponts & Chaussées en 1837 qui évoque lui aussi l’absence de l’intervention d’une ordonnance royale pour décider de telles mesures ; il recommande annulation des dispositions des articles 8 et 12. Un arrêté du 10 avril 1837 régularise la situation ; la compagnie est libre d’accepter ou non des embranchements. Or des embranchements existaient déjà au moment de l’avis du Conseil général des Ponts & Chaussées. Aussi, l’arrêté de 1837 autorise-il ces anciens embranchements mais moyennant des traités particuliers dont la compagnie demeure l’arbitre.

## Premières locomotives

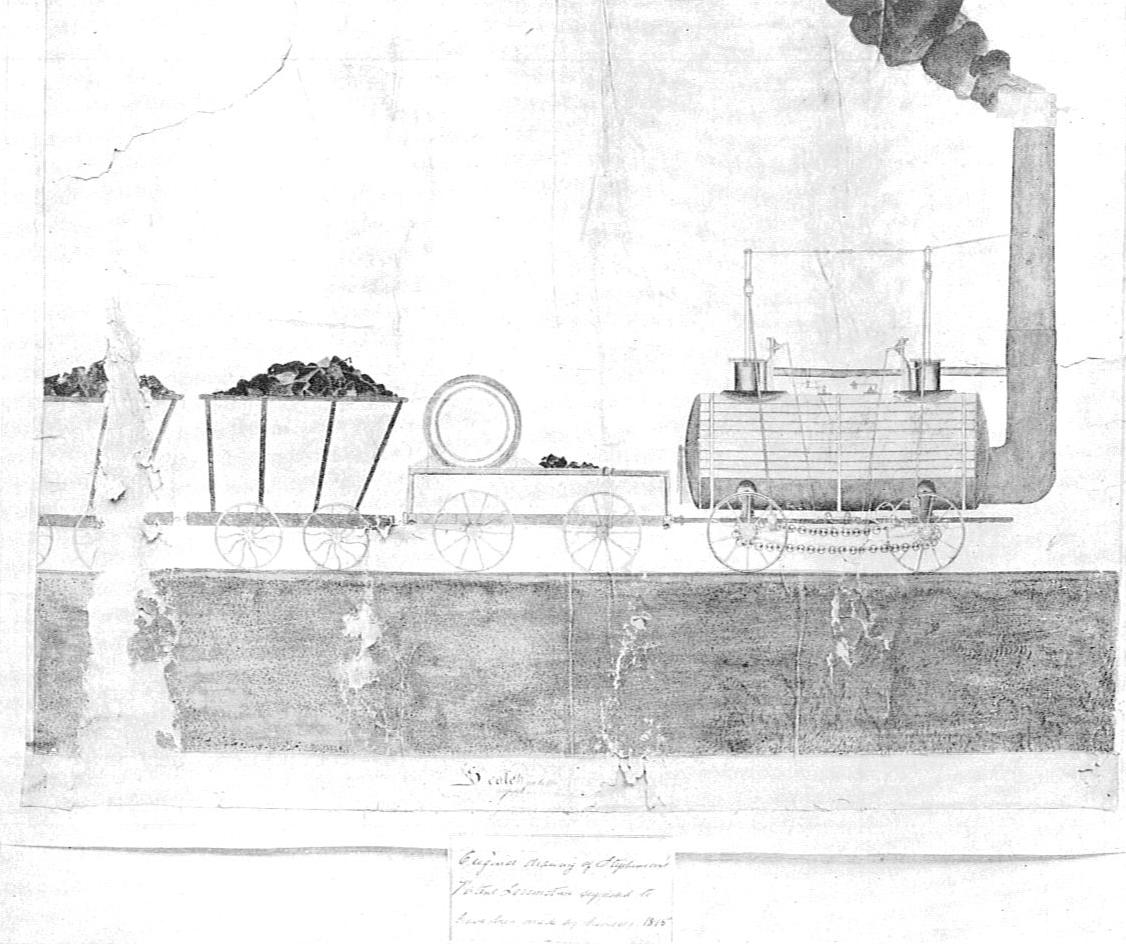
Locomotive Stephenson (1815) circulant sur le chemin de fer des houillères de Killingworth à Wallsend sur la Tyne, près de Newcastle (Nota : les cylindres sont l'un derrière l'autre en partie immergés dans la chaudière).

Marc Seguin prévoit, en 1826, un parc de 35 locomotives selon le modèle de machine fabriqué dans les ateliers de Stephenson à Newcastle et qui était employé sur le chemin de fer de Darlington,. Lors de son voyage en Angleterre (hiver 1825-1826) accompagné de son frère Paul, même si son déplacement était avant tout motivé par une commande de machine à vapeur pour le halage sur le Rhône, Marc Seguin en profite pour se renseigner sur les chemins de fer ; il visite un chemin de fer minier près de Leeds, celui des houillères de Hetton près de Sunderland, puis celui de Darlington, et se rend à Newcastle où il rencontre pour la première fois George Stephenson. Après avoir envisagé plusieurs modes de traction dans son devis de 1826, à l’exception des plans inclinés, son second voyage en Angleterre en janvier 1827 et les informations recueillies par Charles resté sur place après le départ de son aîné, conforte Marc Seguin dans son choix des locomotives comme mode de traction à privilégier, même dans la partie terminale du tracé la plus pentue entre Rive-de-Gier et Saint-Étienne.
Une négociation pour la commande de locomotives auprès de George Stephenson s’amorce à l’occasion de la visite de Charles du chemin de fer Manchester-Liverpool où il rencontre George Rennie (concepteur) et George Stephenson (constructeur). Tout d’abord sont commandées à George Stephenson des pièces détachées pour des wagons, puis en mars 1827, après le retour de Charles en France, deux locomotives (de type 020) sous forme d’option.

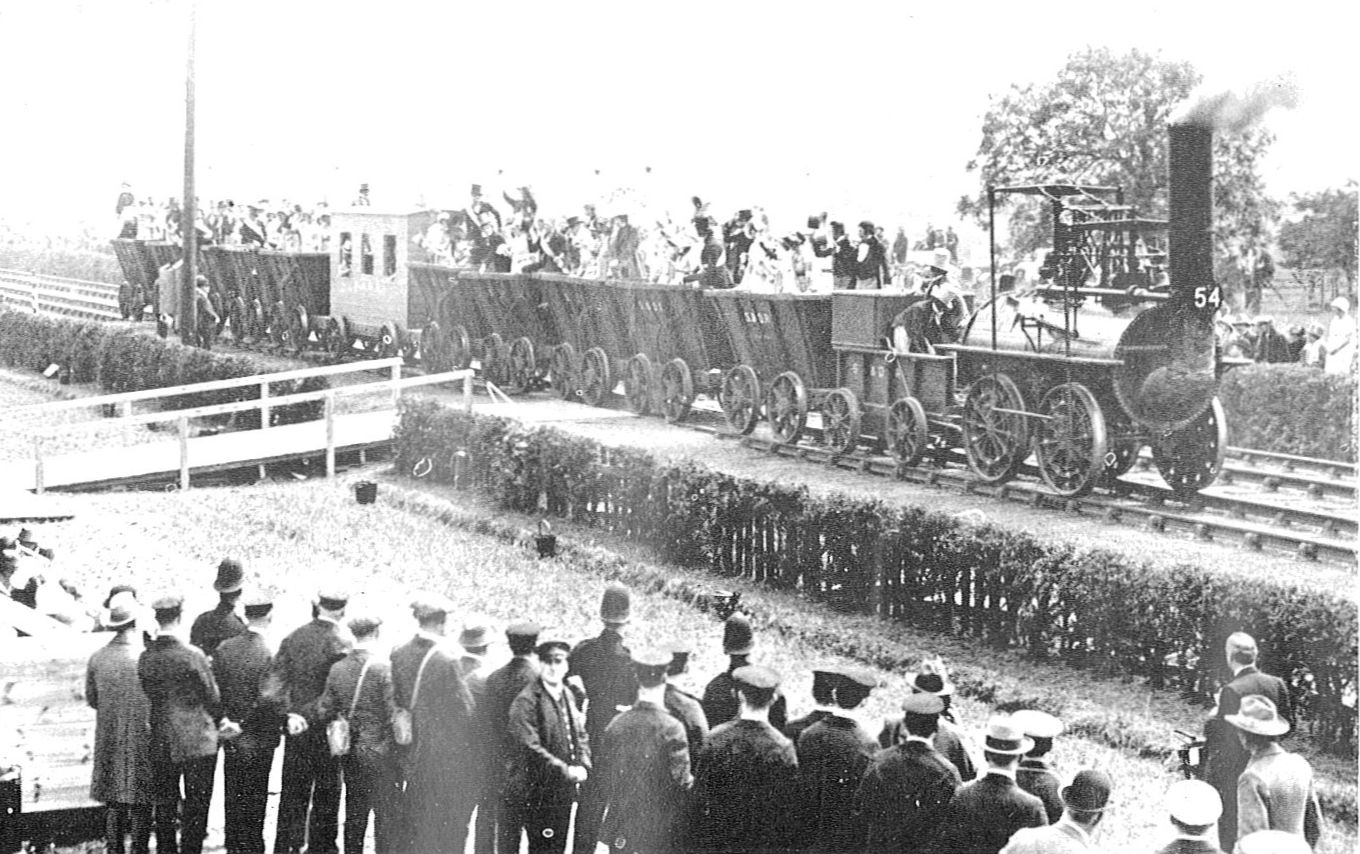
Locomotive Stephenson (1825) "Locomotion" no 1 ayant circulé sur le chemin de fer de Stockton à Darlington (Nota : les cylindres sont l'un derrière l'autre en partie immergés dans la chaudière).

Après bien des retards, ces deux locomotives arrivent l’une chez Hallette, près d’Arras, en juin 1828 en dépôt provisoire gratuit pour étude, l’autre à Lyon fin juillet 1828
Ces machines coûtent 16 000 F, port compris. Elles doivent servir de modèle, les Seguin n’ayant pu obtenir du gouvernement Villèle d’importer sans franchise un lot de plusieurs machines fabriquées à l’étranger.
Aucun accord n’ayant pu être trouvé avec Hallette pour qu’il fabrique des machines selon le modèle anglais, à un prix inférieur à celui de Stephenson, Marc Seguin décide de construire lui-même, à Perrache, les locomotives nécessaires. Livrée en pièce détachée et remontée sur place, la machine Stephenson arrivée à Lyon est mise à l’essai à partir du 11 août 1828. Attendant le retour de Marc Seguin, la machine est testée à partir du 13 septembre 1828 à l’intérieur des ateliers de Perrache ; elle remorque, ce jour-là, 20 T.

« Il n’y a jusqu’à présent sur les chantiers qu’une seule machine locomotive venue d’Angleterre ; je l’ai vu manœuvrer sur un plan incliné de 0,014 millimètres par mètre, et j’ai dû admirer cette belle application de l’emploi de la vapeur. M. le préfet et M. le lieutenant général, ainsi que beaucoup d’autres personnes, assistaient à cette expérience. Nous avons tous reconnu que la machine fonctionnait sans trop de bruit, et sans trop de fumée, et il nous a paru qu’au moyen de quelques précautions, ce mode de transport n’effaroucherait pas les chevaux du roulage ordinaire dans le points où la route royale et le chemin de fer se trouveraient en contact. La seule machine locomotive pèse dix tonnes, ou dix mille kilogrammes… »

— Cavenne, Chemin de fer de St Etienne à Lyon, rapport sur la situation des travaux de ce chemin au 15 octobre 1828 (Paris, 5 novembre 1828).
 Les résultats des tests ne sont pas convaincants en matière de puissance. En outre, son poids détériore la voie ; les dés de pierre s’enfoncent et s'écartent.
Avec celle livrée à Arras pour Hallette et celle livrée à Lyon pour Marc Seguin, ces deux locomotives à vapeur Stephenson sont les premières locomotives fonctionnant en Europe continentale.
Insatisfait de la locomotive Stephenson qui ne produit pas suffisamment de vapeur, Marc Seguin, à la fin de l’année 1828, met en chantier la transformation de cette locomotive en remplaçant la chaudière originelle par sa chaudière tubulaire construite pour le halage à vapeur sur le Rhône et brevetée en février 1828 ; il garde le châssis et le mécanisme de transmission de la locomotive livrée par Stephenson mais alimentée en vapeur par sa chaudière tubulaire placée sur un wagon. Cette machine expérimentale est testée, fin janvier 1829, et donne des résultats encourageants. Fort de ces premiers résultats, Marc Seguin décide de construire entièrement une nouvelle machine (de type 020) qui reprend le même système de transmission par parallélogramme déformable et dont la chaudière tubulaire est achevée en mai 1829 ; toutes les pièces de cette première machine Seguin ont été fabriquées à Lyon. Le montage des pièces se déroule pendant l’été 1829 et le 17 septembre ont lieu les premiers essais sur cales.
Il s'agit de la première locomotive à vapeur de construction française. Le mécanisme particulier de transmission fait surnommer les machines Seguin de « sauterelle » ou « scieurs de long ».

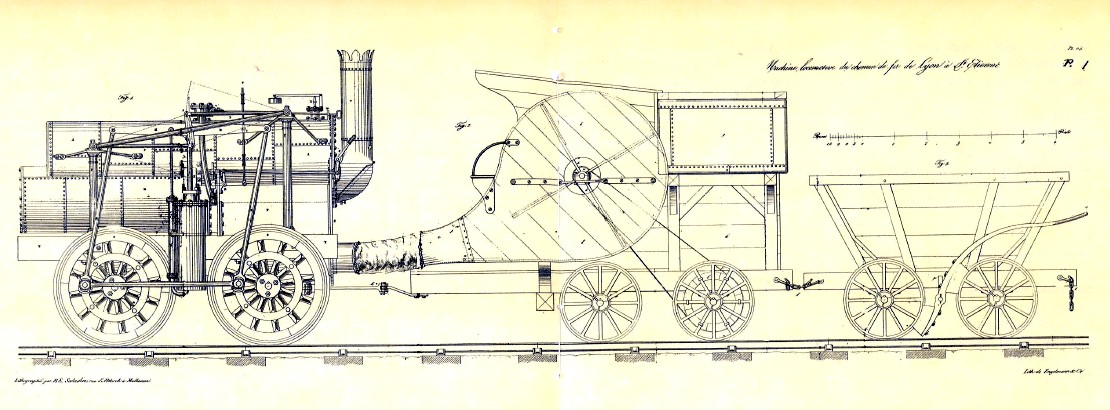
Locomotive Seguin (1831), (Nota : les cylindres sont extérieurs placés de chaque côté de la chaudière).

Au début d'octobre 1829, Marc et Paul conduisent la locomotive sur une portion de voie installée à Perrache. Les premiers résultats concluants poussent Seguin à déposer un second brevet le 16 octobre 1829, accordé le 25 mars 1830, transposant sa chaudière tubulaire aux locomotives à vapeur. En matière de vitesse, les résultats de cette locomotive sont bien inférieurs à ceux obtenus au concours de Rainhill, mais Marc Seguin ne voulait réaliser qu’une machine de marchandise. Cette première locomotive est facturée 12 000 F à la compagnie du chemin de fer. Une seconde locomotive du même type est livrée en 1830 et immédiatement essayée à Givors, en juin 1830, sur la section achevée. Ces locomotives sont plus légère que la Stephenson (6 t contre 9,5 t) et sont 15 % plus puissante.

« …c’est à la France qu’appartient le plus grand perfectionnement qui aye (sic) été donné de nos jours aux machines à vapeur par l’introduction des chaudières à tuyaux sans lesquels l’Angleterre a reconnu qu’il était impossible d’employer utilement les machines locomotives sur les chemins de fer. Ce fait encore peu connu est constaté par la lettre du Ministre du commerce en date du 22 février 1828 et par une ordonnance Royale qui assure pour dix ans la propriété de cette invention à ma famille.

Ces chaudières n’ont été mises en usage en Angleterre qu’à la fin de 1829 c'est-à-dire deux ans après leur emploi sur le chemin de fer de St Etienne à Lyon, l’usage qui en, a été fait depuis lors soit en france soit en angleterre a fait reconnaitre ainsi que je l’avais indiqué à l’époque ou je demandai (sic) et obtint le Brevet d’invention qu’elles étaient entièrement à l’abri du danger d’explosion… »

— Lettre de Seguin aîné au ministre du Commerce, Lyon 24 janvier 1834.
Cependant le conseil d'administration de la compagnie reste réticent à l’emploi de locomotive trop sujettes à des pannes et au coût de maintenance élevé. En outre, elles détériorent la voie ; « il leur arrive de temps à autre de sortir des rails. »
Marc Seguin construit au total 12 locomotives entre 1829 et 1834 sur le même modèle présentant toutefois des améliorations au fur et à mesure de leur construction et des retours d’expérience au cours de leur exploitation. Les ateliers de Perrache occupent, en 1830, 12 ouvriers sous la direction du contremaître Auguste Deruol. Un atelier annexe existe à Givors sous la direction de Dibos.
Au fil du temps, les principes de la machine Seguin seront distancés par les standards mis au point par Stephenson, la rendant très vite obsolète mais robuste et répondant à la vocation de la ligne ; traction lente de lourds convois de pondéreux sur de longues et fortes pentes.

## Historique

### Début de l’exploitation et révision du tarif (1830-1832)
Le démarrage de l’exploitation (juillet 1830) est confiée aux Seguin jusqu’à la livraison de la ligne (mai 1833) ; Paul s’occupe du matériel roulant et du mouvement, Marc, à Perrache monte les wagons et poursuit la construction des locomotives, Camille à Rive-de-Gier pour l’organisation du trafic et les relations commerciales, Charles dirige le bureau parisien des Seguin.

#### Premiers convois

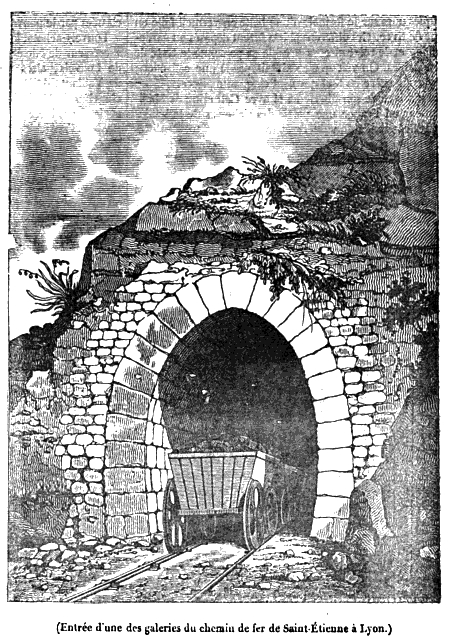
Portail d'entrée d'un tunnel (section ovale).

À l’ouverture de la section Grand’Croix - Givors (22 km) (début de juillet 1830), le service des wagons vides à la remonte est assurée par traction hippomobile et à la descente par gravité pour les wagons chargés de houille, jusqu’à la gare d’eau de Givors où s’organise le relais fluvial en direction de Lyon et du Midi. À la remonte, un cheval tracte 6 wagons de 1 000 kg chacun de Givors à Rive-de-Gier et seulement 3 wagons de Rive-de-Gier à Grand’Croix. La vitesse est de 3 km/h. La remonte est payée 0,80 F à 0,90 F par wagon. À la descente, les chevaux sont installés dans un wagon et le convoi descend par gravité, en une heure, ralenti par les conducteurs au moyen de doubles freins à leviers dont sont munis la plupart des chariots. Chaque jour, 100 à 200 wagons chargés de 2 880 kg de houille chacun effectue le trajet à la descente.
Le début de l’exploitation est marqué par des revendications sociales des crocheteurs, ouvriers spécialisés chargés du chargement/déchargement de la houille, à propos du transbordement mécanisé des wagons dans la cale des bateaux à la gare d’eau de Givors. Conflit social auquel s’ajoutent les troubles des Journées révolutionnaires de juillet 1830. Le mouvement des crocheteurs s’étend sur toute la ligne, rejoint par celui des voituriers qui refusent de tracter les wagons avec leurs chevaux. Le trafic est interrompu.
C’est alors que Camille Seguin conçoit l’idée, pour redorer l’image du chemin de fer, de transporter dans les wagons les amateurs de la « vogue » à Givors, fête traditionnelle locale au mois d’août comprenant notamment des joutes rhodaniennes. Prévu ponctuellement pour cette occasion, le transport de personne se maintint les jours suivants jusqu’à ce qu’il devienne un usage constant toléré, puis réglementé par la compagnie et payant.
Le transport de voyageurs est né bien que non prévu au cahier des charges ; aussi, la compagnie pratique-t-elle un tarif à sa convenance.
Pour autant le conflit social des crocheteurs se poursuit. La compagnie obtient le droit de faire surveiller la voie par des gardes armés. Finalement, Paul Seguin réussit à composer une compagnie de manutentionnaires, dévoués à la compagnie et bien rémunérés, et réglementée par une charte qui ne va pas sans créer des différends avec les crocheteurs restés fidèles au service du canal de Givors. Afin de ne pas compromettre le tarif bas du transport, la compagnie fait payer à ses usagers le coût supplémentaire des manutentionnaires en appliquant des frais spéciaux qui n’étaient pas prévus au cahier des charges.
Les essais de remonte des convois par locomotive tractant 12 wagons vides jusqu’à Rive-de-Gier reprennent à la mi-août 1830 mais ne donnent pas satisfaction. Une troisième locomotive arrive en septembre donnant de meilleurs résultats avec 20 wagons, mais seulement 9 wagons de Rive-de-Gier à Grand’Croix, et accomplissant un voyage et demi par jour. Toutefois les convois hippomobiles entraînent des détériorations à la voie (encrassement des rails) néfastes à l’adhérence des locomotives. Les moyens de traction déficients rendent Givors engorgé de wagons vides alors que Rive-de-Gier en manque, quand bien même le chemin de fer ne prend pas de marchandises à la remonte. Les conditions d’exploitation s’améliorent en octobre et les marchandises sont prises à la remonte. À raison de deux voyages par jour, les locomotives remorquent dix-huit wagons jusqu’à Rive-de-Gier ; à la descente les convois, accompagnés de serre-freins, sont composés de sept à huit wagons vides et une locomotive en roue libre. Cependant, plus l’exploitation s’intensifie plus le coût d’entretien et de maintenance des locomotives augmente.

#### Révision du tarif
C’est à la même époque, tirant profit de la crise du crédit de l’hiver 1830-1831, consécutif aux événements politiques, et faisant valoir la situation incertaine quant à l’achèvement de la ligne, compte tenu de l’envolée des coûts de construction, que les Seguin formulent une demande de révision à la hausse du tarif à la remonte, à savoir 0,13 F de Givors à Rive-de-Gier et 0,17 F de Rive-de-Gier à Saint-Étienne ; requête du 7 octobre 1830.
Lyon n’est pas concernée par cette demande d’augmentation, le concessionnaire craignant la concurrence de la batellerie du Rhône. Les chambres consulaires de Saint-Étienne ainsi que la ville de Rive-de-Gier sont les plus critiques au motif que le « contrat initial » (cahier des charges) est inviolable ; la compagnie doit assurer le risque pris par son offre tarifaire basse, sinon elle doit être expropriée, ses biens vendus ou repris par une autre compagnie. Le conseil municipal de Saint-Chamond accepterait, pour dix ans, un tarif de 0,13 F de Givors à Rive-de-Gier mais à condition d’abaisser le tarif à 0,14 F de Rive-de-Gier à Saint-Étienne. Les villes de Saint-Étienne et Saint-Chamond sont favorables à une augmentation de 0,13 F mais le tarif doit être perçu pour la distance réellement parcourue, et non d’un port sec à l’autre. Le conseil municipal de Givors n’est pas opposé à la demande. La chambre de commerce de Lyon propose d’attendre la mise en service complète du chemin de fer et d’accorder, après trois exercices, une augmentation proportionnelle au déficit afin d’assurer un intérêt de 6 %.
Pour l’administration des Ponts & Chaussées, la déchéance de la compagnie est inenvisageable compte tenu des délais pour relancer la procédure qui auraient retardé d’autant l’achèvement des travaux. La révision d’un tarif a été acceptée pour d’autres ouvrages, comme les canaux. Les mouvements de transport devaient surtout s’effectuer à la descente, or le tarif de la descente et d’une partie de la remonte n’est pas touché par la demande d’augmentation. Par suite, l’augmentation de tarif est acceptée pour une durée de dix ans, jusqu’au 31 décembre 1841 :
- à la remonte :
  - de Lyon à Givors : 0,098 F t/km ;
  - de Givors à Rive-de-Gier : 0,12 F t/km ;
  - de Rive-de-Gier à Saint-Étienne : 0,13 F t/km.
- à la descente :
  - de Saint-Étienne à Lyon : 0,098 F t/km.

De fait, désormais, le nouveau tarif distingue la remonte de la descente, contrairement au tarif lors de l’adjudication. Pour certains, la présence de membres des ministères, de conseillers d’État, de membres de Cour et de tribunaux parmi les actionnaires, n’est pas étrangère à l’approbation de la demande d’augmentation du tarif. Le canal lutte contre le chemin de fer en abaissant son tarif pour ses plus gros clients au même niveau que son concurrent.

#### Poursuite de l’exploitation
Bien que les premiers essais de traction des convois avec les deux premières locomotives entre Givors et Rive-de-Gier, en juin/juillet 1830 puis à la mi-août, ne soient pas satisfaisants, les difficultés à trouver suffisamment de chevaux pour la traction des convois, conduit les Seguin à accélérer le passage à la traction par locomotive. Toutefois, l’exploitation s’améliore rendant possible, en février 1831, le passage de deux à cinq convois journaliers tractés par des locomotives avec, en moyenne, deux locomotives sur trois disponibles pour le service. Toutefois, la remonte est effectuée soit par des chevaux soit par des locomotives. Elles sont placées en avant ou au centre de chaque convoi.

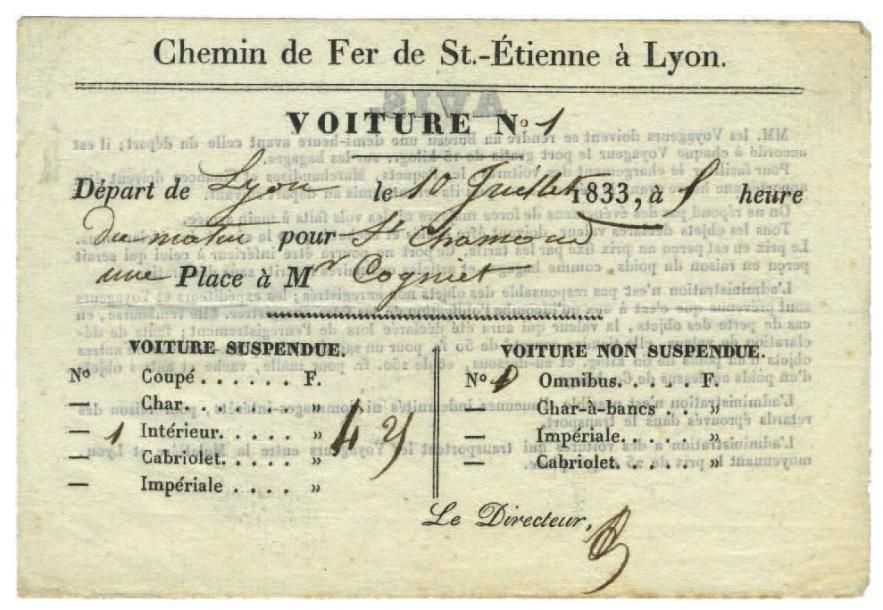
Billet ancien de voyageur (1833).

Durant la première période d'exploitation (juillet 1830-octobre 1831), malgré les difficultés de démarrage, le résultat net de la compagnie n’est pas négligeable permettant de verser une part substantielle des intérêts garantis (4 %). À noter que le péage routier du pont de La Mulatière participe pour 37 % au résultat net. Le prix du billet pour les voyageurs est de 1 F.
L'année 1832 est marquée par l'importance du trafic voyageur dans le résultat d’exploitation (14 % des recettes), circonstance liée à l’ouverture complète de la ligne de Givors à Lyon et partiellement jusqu’à Saint-Étienne ainsi qu’à la mise en circulation de chars à bancs et de diligences « rustiques », accrochés en queue des convois de marchandises. En moyenne, on transporte 50 à 60 voyageurs par jour.

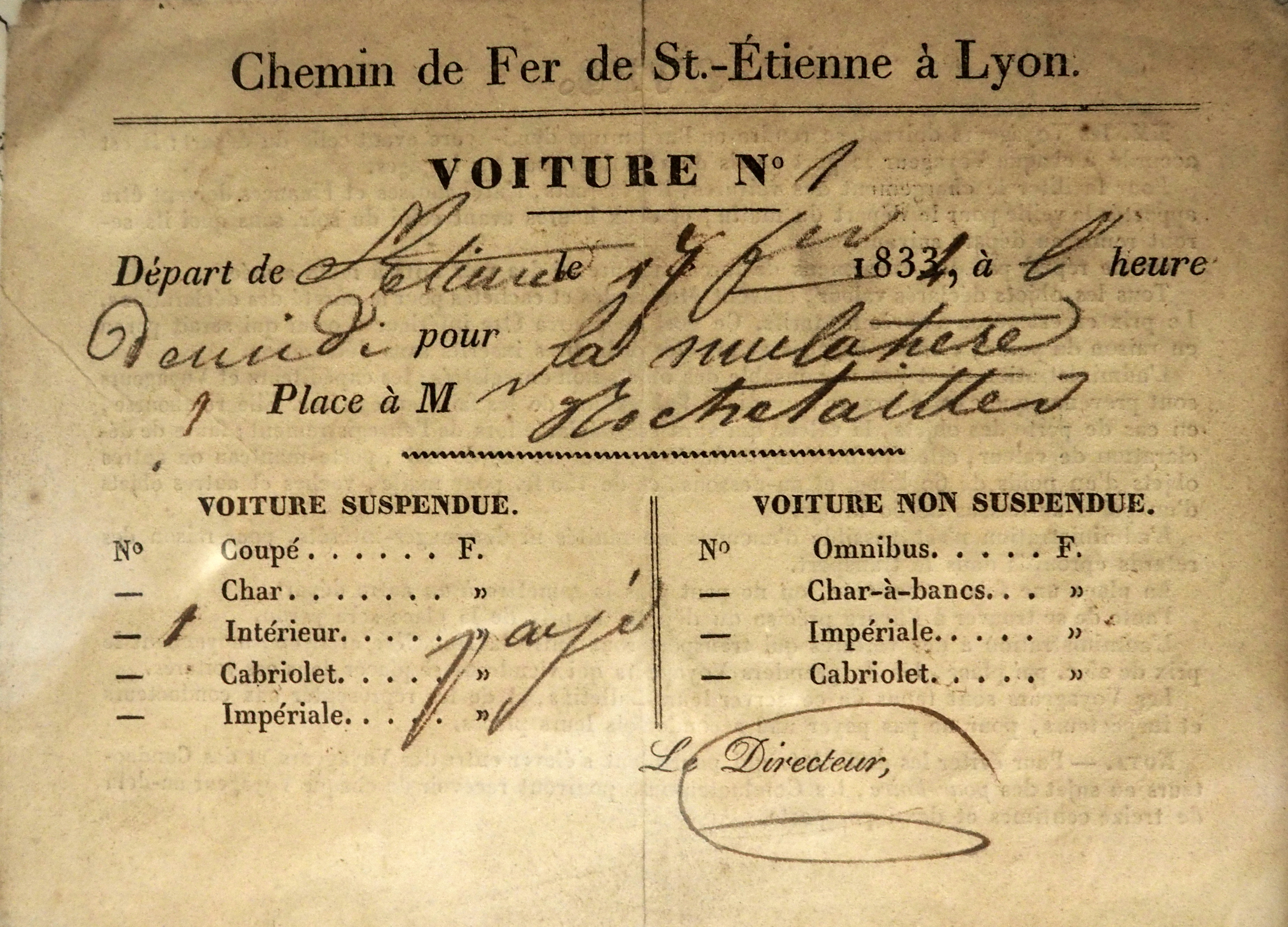
Billet ancien de voyageur (1834).

La même année un service d’omnibus est mis en service à Lyon ; les voyageurs sont pris à Bellecour (hôtel du Forez, rue Saint Dominique) par une voiture à chevaux qui amène les voyageurs à la tête du tunnel de La Mulatière. En effet, entre autres issue du conflit de la reconstruction du pont de La Mulatière (printemps-été 1828), il a été décidé d’interdire la circulation des locomotives sur le pont afin de ne pas effrayer les chevaux empruntant la voie routière accolée à la voie ferrée. À l’entrée du tunnel, ils prennent un convoi de diligences tiré par des chevaux jusqu’au débouché opposé du tunnel où le convoi est repris par une locomotive Seguin qui tracte le convoi jusqu’à Givors. Le convoi est alors repris par des chevaux qui remontent jusqu’à Grand’Croix.
Parallèlement, le trafic de la houille descendue à Givors augmente de 20 %.
Le résultat net de l’exercice de 1832, bien qu'en forte augmentation par rapport à l'exercice précédent, reste insuffisant car seuls l'intérêt aux porteurs d'action de capital et le remboursement des emprunts peuvent être assurés. Les porteurs d'action d'industrie et les gérants ne perçoivent encore rien. Le chemin de fer devrait transporter 300 000 t/an de houille pour atteindre le seuil de rentabilité permettant de distribuer les premiers bénéfices et satisfaire à toutes les charges financières.

### Marc Seguin à la direction de la compagnie (1833-1835)

#### Nomination

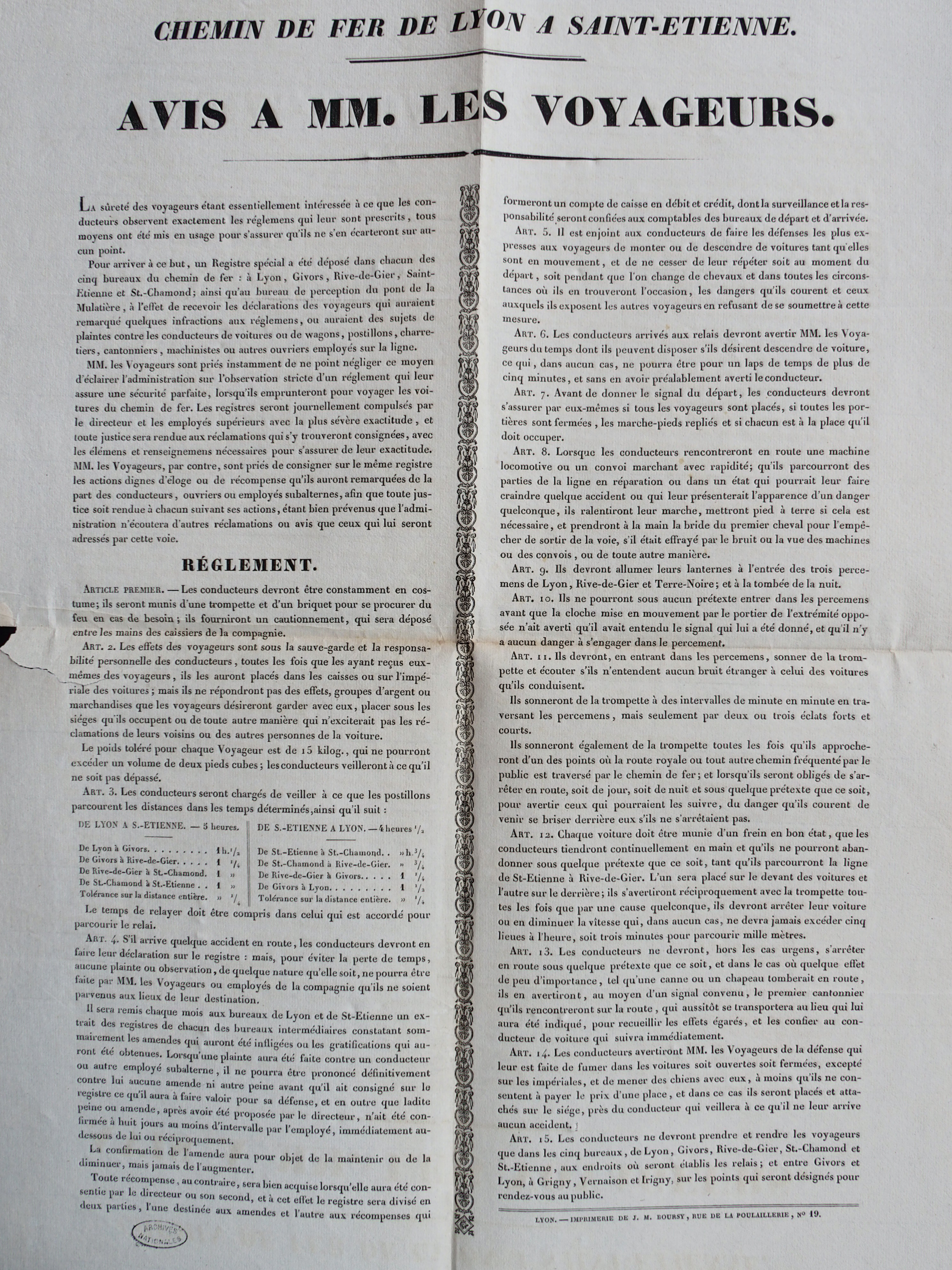
Avis à MM les voyageurs (circa 1840).

La traction par locomotives, défendue par Marc Seguin dès l'origine du projet, a rapidement rencontrée une opposition du conseil d'administration qui s'interroge sur la poursuite de la construction de locomotives ; les locomotives par leur poids fatiguent la voie, ne sont pas fiables et leur entretien est onéreux. Dans sa séance du 20 décembre 1831, le conseil décide d’arrêter la construction de locomotives. Cependant, cette opposition s’atténue progressivement consécutivement aux améliorations techniques et d’entretien sur les machines en service. Marc Seguin est alors autorisé à reprendre la construction de locomotive.
Par ailleurs, au fur et à mesure de l’ouverture de la ligne, se met en place un jeu de pouvoir pour la direction du chemin de fer ; l’intervention du conseil d’administration devenant de plus en plus prégnante dans l’exploitation (contrôle, avis, ordre, aval avant toute décision d’importance…) au détriment des Seguin, relégués à de simples gérants. À cette circonstance s’ajoute, depuis quelque temps déjà, l’amoindrissement de leur figure de pionnier, des doutes sur leurs capacités techniques au moment où la compagnie a rencontré des difficultés financières, les critiques sur leurs opérations foncières spéculatives, leur mise à l’écart du capital à la suite du recours à l’emprunt, la réduction de leurs prétentions d’actionnaire d’industrie à la suite des sentences arbitrales et une marginalisation « dans les nouvelles allées du pouvoir ». Depuis l’automne 1831, ils n’ont plus de responsabilité dans la gestion administrative et commerciale du chemin de fer dorénavant confiée à des hommes du conseil d’administration ; Thomas Baronnet (1785-1837), agent général de la compagnie chargé des affaires financières, et Ed. Biot.
Cependant, les émeutes des canuts en novembre 1831 et les maladresses de Biot envers les employés servent les Seguin pour se rendre incontournables dans la direction du chemin de fer. C’est pour faire valoir ses idées en matière de traction par locomotive, et soutenus par Thénard et Humblot-Conté, que Marc Seguin se porte candidat à la direction de la compagnie, confirmé par l'assemblée de réception des travaux le 5 juillet 1833 ; il prend le titre de « Directeur général du mouvement, chargé de la partie active et commerciale de l’exploitation ». Thomas Baronnet se voit confirmer exclusivement aux affaires financières et comptables. E. Biot « ressort comme le grand perdant de la lutte pour le pouvoir, définitivement éliminé au grand désappointement de son père ». Le clan Seguin voit également Camille entrer au conseil d’administration comme censeur.

#### Trafic
En 1833, le transport de houille atteint 300 000 t/an, seuil de rentabilité. Ces résultats résultent du recours plus intensif à la traction par des locomotives : « C’est en 1833 seulement que les premières machines de Marc Seguin ont été mises en service sur la rampe de 1 demi-millième entre Lyon et Givors, et plus tard entre Givors et Rive-de-Gier sur une rampe de 6 millimètres. ». Les résultats de l’année 1833 apparaissent comme record mais ne seront retrouvés et dépassés qu’en 1839 ; dans l’intervalle les frais d’entretien/renouvellement (voie et matériel) seront venus grevés les recettes. L’infrastructure est sujette à des désordres causés par les intempéries et les rails doivent régulièrement être replacés sur les coussinets et les dés de pierre. En fer laminé, les rails se dégradent rapidement sous l’effet du poids des nombreux convois par suite de l’intensification du trafic assuré, avec difficultés, tous les jours y compris le dimanche, de jour comme de nuit. Les premiers renouvellements de rails par de plus lourds interviennent en 1835. Les wagons doivent être réparés ou remplacés.
En 1834, un service de messagerie, en partenariat avec les entrepreneurs de voitures publiques Gorrand et Thiers, est mis en place concurrençant le roulage et la poste. Avec les mêmes entrepreneurs, la compagnie met en place un service d’omnibus entre le centre de Saint-Étienne, place de l’hôtel de ville, et l’embarcadère de Bérard à La Montat. La même année, avec 12 locomotives en service, la remonte des wagons vides mais aussi de certains convois de voyageurs peut se faire de Givors à Rive-de-Gier.
Après un démarrage rapide, le nombre de voyageurs stagne et ne retrouvera sa croissance qu’après 1837 (cf. tableau infra). Le tarif appliqué librement par la compagnie (principalement à la hausse) et les dénigrements par voie de presse des concurrents (entreprises de diligence et de messagerie) ne sont pas étrangers à cette situation. Mais également la compagnie n’offre pas un service irréprochable ; priorité aux convois de houille, absence d’horaires fixes, voitures au confort sommaire, etc. Marc Seguin tente d’y remédier par l’édiction d’un règlement daté du 25 février 1833 et la mise en service de voitures « diligence ».
Dès son ouverture la compagnie de chemin de fer n’a cessé de soulever des récriminations relayées par la presse locale de la part des propriétaires et exploitants de mines, des ouvriers crocheteurs lui réclamant la mise à disposition de wagon pour le transport de la houille, le droit d’embranchement et celui de faire circuler librement leur wagons sur le chemin de fer considéré comme un chemin ordinaire. De même le préfet de la Loire soulève la question de la sécurité eu égard aux nombreux accidents survenant dans l’exploitation du chemin de fer, notamment dans le « percement » de Terrenoire,.

« M. Seguin, habile ingénieur, n’a peut être pas la même portée comme administrateur. Les défauts du service actuel s’expliqueraient peut être autant par les rapports de la compagnie avec son ingénieur que par la difficulté de toute organisation qui n’a pas de modèle. »

— Lettre du préfet de la Loire du 20 janvier 1834 à Legrand.
S’ajoutent les critiques sur le tarif pour le transport des voyageurs, non prévu initialement lors de l’octroi de la concession et fixé librement par la compagnie dont les agissements ont conduit à éliminer la concurrence par la route et sont dénoncés comme relevant d’un monopole « du roulage de Saint-Étienne à Lyon ». Pour tenter de remédier à ces critiques, l’administration centrale des ponts-et-chaussées sollicite les ingénieurs-en-chef de la Loire et du Rhône, Dumas et Kermaingant, pour un rapport et un projet de règlement de police et de tarif voyageur, qu’ils remettent, le premier le 22 septembre 1833, le second le 23 décembre 1833.

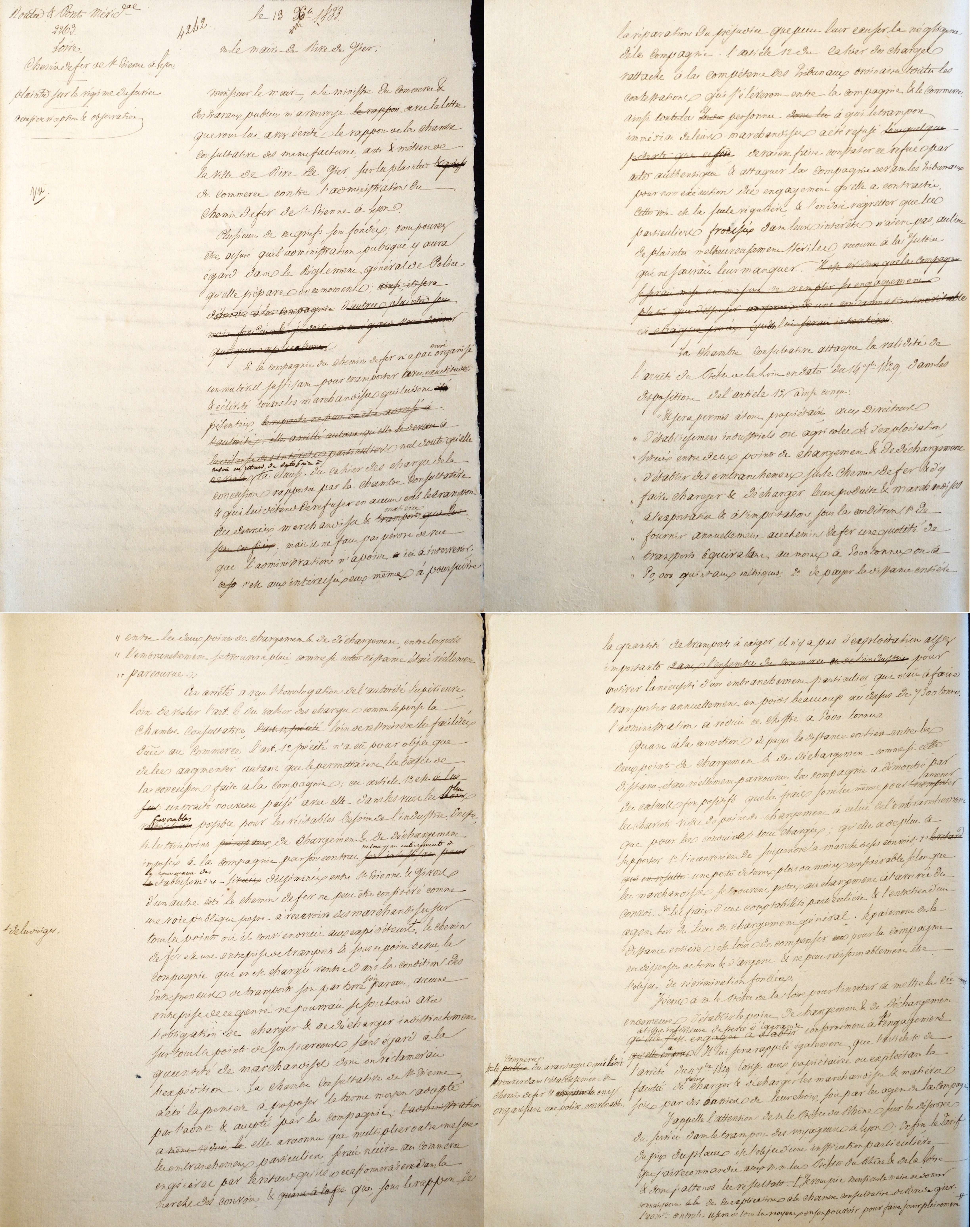
Lettre du 19 décembre 1833 de Legrand au maire de Rive-de-Gier.

Face aux récriminations des expéditeurs contre la compagnie, l’administration renvoie les plaignants vers la justice estimant qu’il s’agit d’un contentieux commercial entre un entrepreneur de transport et ses clients. Par ailleurs, le minimum de chargement édicté par l’arrêté préfectoral du 11 septembre 1829 (cf. supra) concilie les intérêts d’une bonne exploitation du chemin de fer et ceux des exploitants de mines. L’administration veillera à la réalisation du point de chargement au débouché du tunnel d’Egarande prévu à l’arrêté précité. Les conditions du transfert des voyageurs de Perrache au centre-ville de Lyon relève de la compétence du préfet du Rhône. Enfin un tarif voyageur est en cours d’instruction.
Legrand rappelle que l’article 12 du cahier des charges :

« rattache à la compétence des tribunaux avoisinants toutes les contestation qui s’élèveront entre la compagnie & le commerce. … Cette voie est la seule régulière & et l’on doit regretter que les particuliers protégés dans leurs intérêts n’aient pas, au lieu de plaintes malheureusement stériles, recouru à la Justice qui ne saurait leur manquer. …le chemin de fer ne peut être considéré comme une voie publique propre à recevoir des marchandises sur tous les points convenables aux expéditeurs. (…) L’administration centrale usera de tous les moyens en son pouvoir pour faire jouir pleinement le commerce des avantages qu’il doit trouver dans l’établissement du chemin de fer et en y organisant une police convenable.  »

— Lettre du 19 décembre 1833 de Legrand au maire de Rive-de-Gier en réponse à son courrier adressé au ministre du Commerce et des Travaux publics auquel était joint le Rapport de la chambre consultative des manufactures, arts et métiers de la ville de Rive-de-Gier du 15 juin 1833.

#### Démission
Fort de la reprise de la construction de locomotives et de leurs avantages en matière de traction », Marc Seguin propose, au second semestre 1834, une politique de traction qui permette la réalisation du projet initial ; la traction par locomotive sur toute l’étendue du chemin de fer. Après une étude économique, il estime nécessaire de porter le parc de locomotives à 30 unités, soit un coût de construction, d’entretien et de conduite de 1MF qui serait couvert par une partie des bénéfices. Son frère, Camille, conscient de l’impact défavorable que pourrait avoir cette proposition, revoit à la baisse le coût (610 000 F) et privilégie le recours à l’emprunt plutôt que le bénéfice. Le conseil d’administration peu enclin à sacrifier les bénéfices à ce projet « alors que des arriérés d’intérêts s’accumulent dans la comptabilité », lui répond moins sur les aspects techniques de sa proposition que sur le rappel pointilleux des règles à observer par le directeur dans la conduite de son entreprise (formalités, délais…). Lassé, Marc Seguin présente sa démission le 1er février 1835, qui est acceptée ; « Il n’est pas assez docile vis-à-vis du comité d’administration qui a nommé directeur M. Coste »,. Il est remplacé le 1er mars par Pierre-Léon Coste.

#### Bilan
Durant cette période, la direction de Marc Seguin a permis d’augmenter fortement le trafic malgré un parc de locomotives réduit (12 machines) ; jusqu’à 500 wagons/jour dans chaque sens. Cette exploitation intensive se heurte à de nombreuses difficultés, telles la voie unique dans les tunnels les plus longs, le freinage défaillant des convois descendant par gravité, l’utilisation parfois des deux voies dans le même sens de circulation, la priorité donnée aux convois de houille sur les convois voyageurs qui cèdent difficilement le passage par insuffisance de voies d’évitement, le poids de la tradition qui incite à une extraction saisonnière de la houille et son expédition au gré du marché rendant difficile la mise en place d’abonnements annuels avec les exploitants de mines afin de régulariser le trafic tout le long de l’année,. Pour autant, proche de celui du Stockton-Darlington, le tonnage transporté est plus important que sur les chemins de fer en service, entre 1833-1835, tant en Angleterre (Manchester-Liverpool) qu’en France, et même, pour cette dernière, le Saint-Étienne - Lyon pourra tenir largement la comparaison avec les autres lignes ouvertes jusqu’au milieu du XIXe siècle. Par contre, la comparaison des recettes (marchandise et voyageur) donne un avantage significatif au Manchester-Liverpool. Cette différence entre les deux compagnies tient à une différence du tracé et de la vocation entre les deux chemins de fer ; le Manchester - Liverpool, tracé pour la vitesse, a été conçu pour le transport rapide de voyageurs et de marchandises, de grande valeur peu volumineuses ; le Saint-Étienne - Lyon, tracé avec une pente importante dans sa partie terminale, a été conçu exclusivement pour le transport lent et intense de pondéreux de faible valeur, sans considération du transport de voyageurs.

Comparaison entre lignes de chemins de fer
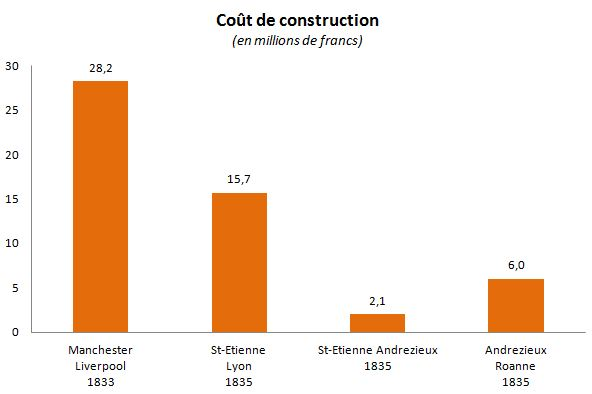
Coût de construction
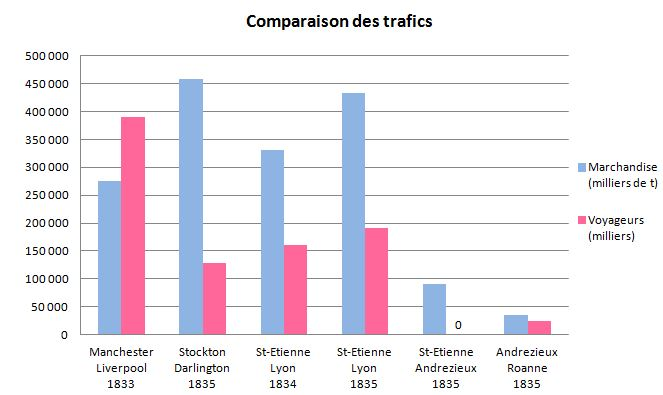
Trafic[141],
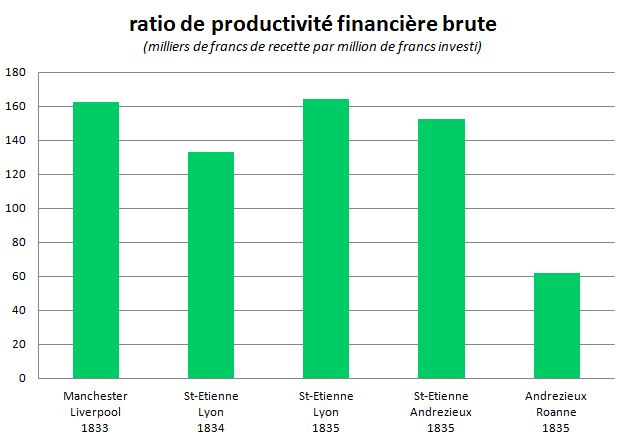
Ratio de productivité financière

Malgré tout, en 1833 et 1834 la compagnie n’a dégagé aucun bénéfice et versé aucun dividende aux actionnaires. Représentant le tiers des recettes annelles brutes, les recettes du transport voyageur (400 000 F) ont permis de couvrir quasiment les dépenses hors capital ; le solde des recettes annuelles a été consacré au versement de l’intérêt garanti attaché aux actions (le capital social est d’environ 10 MF) ainsi qu’aux échéances de remboursement de l’emprunt contracté en 1830 (1 MF).

### Direction de Coste (1835-1840)

#### Remise en état
Ingénieur des mines, Pierre-Léon Coste dirige le chemin de fer jusqu’à son décès, le 11 novembre 1840, lors d’une inspection de la ligne durant les inondations dévastatrices de 1840 à Lyon. À la mort de Coste et après un intérim de Pernot, Gervoy, ingénieur de mines, gendre de Camille Seguin, prend la direction du chemin de fer jusqu’à la fin de la compagnie, en 1853. L’ingénieur mécanicien Tourasse, antérieurement ingénieur mécanicien à la Compagnie de la Loire (Andrézieux-Roanne), remplace Marc Seguin aux ateliers de Perrache et poursuit la construction de locomotives. Eugène Locard, ingénieur du matériel, est maintenu à la même fonction après le départ de Marc Seguin.

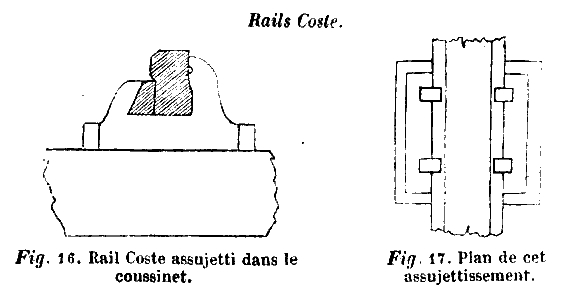
Rail Coste.

Léon Coste, entreprend de redresser la situation financière de la compagnie et d’améliorer l’exploitation de la ligne.
Il doit rapidement faire face aux conséquences de l’augmentation croissante du trafic qui, par le développement de l’extraction du charbon qu’il induit, se heurte aux limites techniques mises en œuvre pour l’assurer (voie imparfaite, locomotives trop peu puissantes pour tracter des convois plus lourds, wagons en nombre insuffisant ou mal répartis le long de la ligne, locomotives et wagons non suspendus fatiguant la voie, personnel insuffisant et mal formé…).
Des travaux d’amélioration de la ligne sont entrepris (reconstruction d’ouvrages d’art [reprise des tunnels qui s’affaissent et élargissement pour la pose d’une second voie dans celui de La Mulatière] et terrassement). En 1836, les rails d’origine sont remplacés par des rails de section rectangulaire, dus à Coste, d’un poids de 26 kg/m, porté ensuite à 31 kg/m. Les rails sont toujours fixés sur des dés en pierre plus rapprochés les uns des autres pour donner à la voie plus de résistance au poids croissant des locomotives.
En 1838, le service voyageur est entièrement assuré par des locomotives du tunnel de La Mulatière jusqu’à Rive-de-Gier. De l’entrée sud du tunnel jusqu’à Perrache, les convois sont toujours relayés par des chevaux.
En même temps qu'il reconstitue l'ancienne ligne, Coste s'occupe d'accroître sa vitalité en l'étendant. La navigation sur le Rhône étant sujette à de fréquentes interruptions entre Lyon et Vienne, par suite des brouillards, il étudie un embranchement de Givors à Vienne. De concert avec quelques capitalistes de ses amis, il propose à la Compagnie de s'en charger, à ses risques et périls, sous la seule condition qu'elle garantirait pendant un certain nombre d'années un minimum d'intérêt de 4 %. La Compagnie, repousse ce projet.

#### Nouvelle politique en matière de locomotives

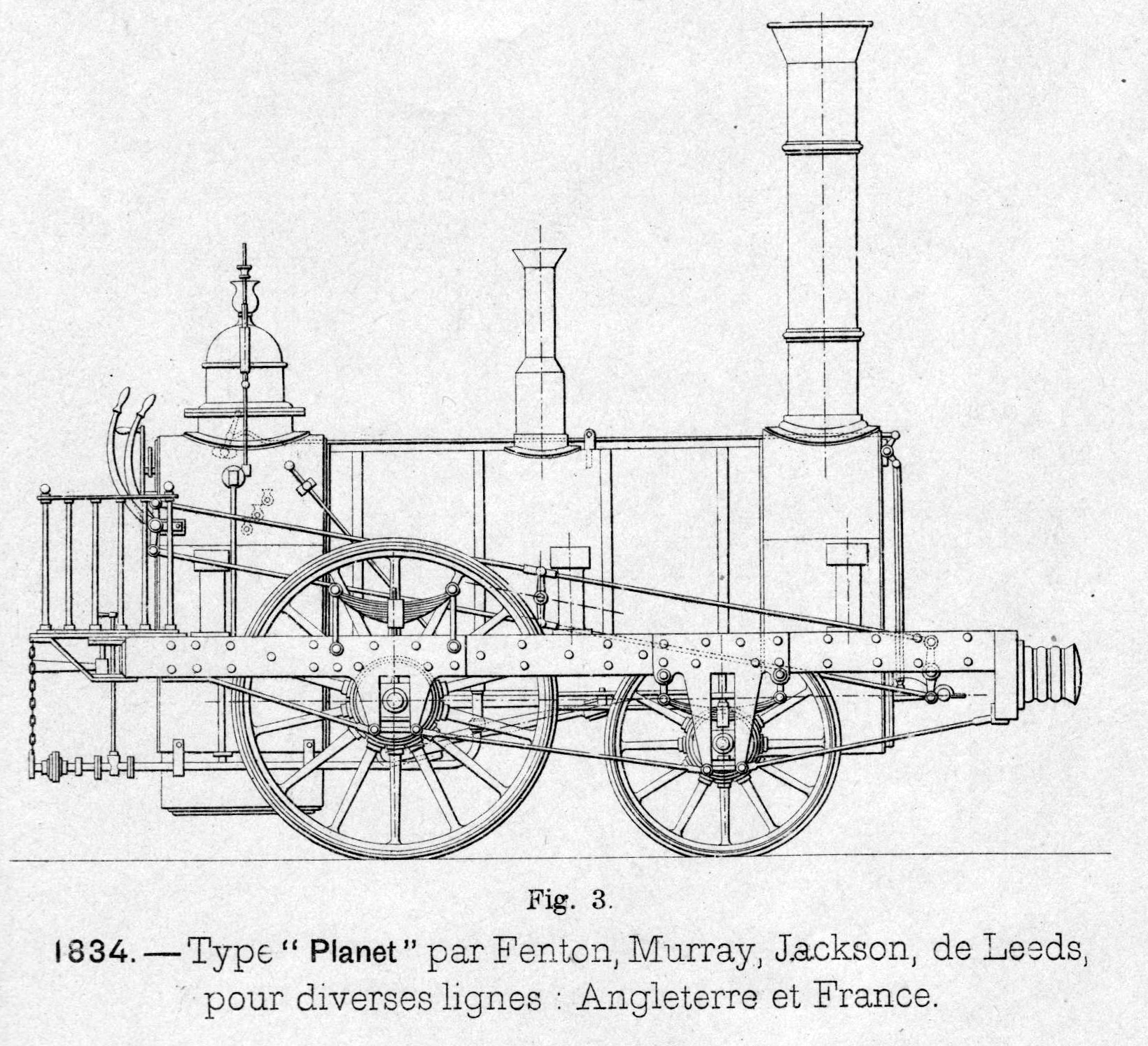
Modèle de locomotive (type "Planet") de Fenton, Murray & Jackson de Leeds.

En matière de traction, plutôt que d’investir dans la recherche de développements des locomotives, Coste opte pour l’achat de modèles français ou étrangers ayant fait leur preuve. Antérieurement déjà, des essais entre la machine « Jackson » (de type Planet), de la Compagnie de la Loire (Andrézieux-Roanne) et construite par les ateliers Fenton, Murray & Jackson, et une locomotive Seguin eurent lieu en mai 1834, alternativement sur la ligne de chacune des deux compagnies. Satisfaite de cet essai, la compagnie Saint-Étienne - Lyon décide d’acheter deux locomotives anglaises ; « À partir de cette date le système Seguin peut être considéré comme définitivement surclassé sur la ligne. Ce n’est peut-être pas sans rapport avec le départ de Marc Seguin. »,. Marc Seguin se rend en Angleterre du 13 au 30 juin 1834 visitant les chemins de fer de Liverpool-Manchester et Stockton-Darlington. Une seule locomotive, de type Planet, est finalement livrée en juin 1835, après le départ de Seguin, par le constructeur Fenton-Murray & Jackson.
En 1836, quatre autres machines de type 020 sont commandées à Perrier - Edwards & Cie aux ateliers de Chaillot; deux sont livrées en 1837, les deux autres, à la suite de la liquidation du constructeur en 1838, seront livrées en 1839 par Schneider au Creusot. Une cinquième machine est construite à Perrache par Tourasse et livrée en 1838. Les tenders de ces machines sont construits à Perrache.
En 1839, Tourasse construit quatre nouvelles machines mises en service entre 1839 et 1843, pesant 12 à 13 tonnes, puis trois autres mises en service entre 1842 et 1844 en remplacement de machines Seguin.
Pour la remorque des trains entre Rive-de-Gier et Saint-Étienne, Tourasse conçoit deux prototypes pour franchir la rampe de 14 ‰. Mis en service en 1842 à l’essai en tirant des convois de wagons vides, ils ne donnent pas satisfaction. Trop lourds pour la voie, ces prototypes seront transformés par Clément-Désormes. L’échec de ces prototypes et les déboires de ses locomotives ne sont peut-être pas étrangers au départ de Tourasse, fin 1843.

#### Enquête de 1835
Depuis l’ouverture du chemin de fer, en octobre 1832, de nombreuses plaintes, relayées par la presse, les maires et les organismes consulaires locaux (parfois entre les mêmes mains), s’élèvent contre la compagnie concessionnaire. Ces plaintes portent sur :
- l'absence d’un tarif voyageur fixé par l’administration[note 131] ;
- l'absence d’un règlement de police pour assurer la sécurité, tant des usagers, du public que des agents, afin de prévenir les accidents et assurer la sûreté des transports[note 132] ;
- l’interprétation et la mise en œuvre de l’article 6 du cahier des charges qui opposent les propriétaires de mines et les extracteurs à la Cie :
  - Pour les premiers, la Cie à l’obligation d’assurer, à tout moment et à n’importe quel endroit de la ligne, tous les transports qui lui sont demandés en fournissant le nombre de wagons qu’ils jugent nécessaires. Les extracteurs se plaignent des retards apportés par la compagnie au transport de la houille (3 à 6 jours et parfois 10 à 15 jours) et du manque de matériels ; certains jours les wagons sont trainés par des vaches[160],[note 133]. Les clients du chemin de fer estiment, en vertu de l’article 6 du cahier des charges, pouvoir bénéficier de la ligne comme d’une route ; « Chaque exploitant réclame des wagons vides en permanence à sa disposition, le droit d’embranchement ou de chargement en tout point de la ligne, le départ immédiat de son charbon une fois chargé ! »[C1 25],[note 134]. Ils se plaignent également des suppléments de prix qui s’ajoutent au tarif de base du transport[163]. D’une manière générale, on reproche à la compagnie de ne pas servir les intérêts locaux[note 135] ;
  - Pour la Cie le transport de houille doit être régulier tout le long de l’année en raison du nombre limité de wagons dont la construction et l’entretien pèse lourdement sur ses finances, en raison de la nécessité de concilier le transport de houille avec celui des voyageurs, en raison des contraintes techniques de la ligne qui ne comporte qu’une seule voie dans les tunnels. La compagnie transporte déjà un tonnage de houille bien supérieur à ses prévisions établies au moment de son devis initial et ne peut augmenter sans limite ses transports pour répondre à la hausse croissante d'extraction dans les mines que le chemin de fer suscite ;
  - Pour Legrand, ces difficultés relèvent d’un différend commercial entre un entrepreneur de transport et ses clients dont le contentieux doit être trancher par les tribunaux ordinaires[note 136]. Cependant cette position de désintérêt (renvoi aux autorités locales) de l’administration devient intenable lorsque le propriétaire de mines Neyron obtient, en novembre 1834, du tribunal de commerce la condamnation de la Cie « …à transporter dans un délai de 85 jours 7 150 tonnes de houille [contre 5 000 tonnes fixés par l’article 12 de l'arrêté préfectoral de la Loire du 11 septembre 1829 - cf. supra] pour M. Neyron de mehon [Méons], & par fraction de 60 à 90 tonnes par jour ; sinon & à défaut par lui [elle] de payer trois francs par tonne d’indemnité par chaque jour de retard[166]… » ;
  - Pour le préfet de la Loire, compte tenu de cette condamnation et après avoir récapitulé les arguments et réponses des parties, « Entre la compagnie qui affirme que dans l’état actuel ses moyens de transport ont le plus grand développement possible et les exploitants qui en réclament l’extension indéfinie… », il convient de faire droit à une demande de la chambre de commerce afin d’évaluer les moyens actuels de transport du chemin de fer, les limites à atteindre sans nuire à aux intérêts de la compagnie, d’envisager un autre mode de traction. Sur ce dernier point, il précise que MM. Humbert Conté et Seguin vont proposer l’assemblée générale de la compagnie de substituer aux chevaux des machines à vapeur[167]. Une même proposition d’enquête est adressée par Seguin aîné à Legrand, en ajoutant que l’on doit s’interroger sur l’ordre dans lequel devront être remis les wagons lorsque la demande sera supérieure à ceux déjà mis à disposition[168].

Poussé par le préfet et Seguin, Legrand se décide à mettre en place une commission d’enquête, qui se réunit à Lyon et à Saint-Étienne, pour examiner les questions relatives à l'interprétation de l’article 6 du cahier des charges dont les membres sont désignés par le préfet le 12 juin 1835. La commission étend ses travaux à toutes les difficultés soulevées par l’exploitation du chemin de fer. Les travaux de la commission sont terminés en août et font l’objet d’un procès-verbal le 24 novembre 1835 présenté par le rapporteur aux autres membres de fin octobre à fin novembre 1835. Un résumé est adressé le 16 janvier 1836 par le préfet de la Loire à Legrand suivi d’un rapport complet (34 pages) de rappel des faits et de synthèse proposant des recommandations.
Les conclusions de la commission ne débouchèrent sur rien de nouveau. L'administration ne prend aucune mesure sans doute pour ménager la compagnie de chemin de fer qui ne verse, depuis l’origine, aucun dividende à ses actionnaires, seulement l’intérêt sur les actions. L’administration fait un complément d’enquête en 1836 et rend, en 1838, son interprétation de l’article 6 en des termes ambigus ; il s’agit d’une « interprétation modérée de l’article 6 et une réglementation du droit d’embarquement des marchandises plutôt favorable à la compagnie ».
Les réponses de Legrand aux plaintes soulevées révèlent l’ignorance de l’administration dans l’exploitation d’une ligne de chemin de fer et les hésitations à contrevenir aux intérêts privés dans une industrie naissante par des exigences nouvelles ou des travaux supplémentaires.

#### Nouvelle révision du tarif
Une loi du 9 août 1839 donne délégation à l’administration pour statuer, à titre provisoire, sur les demandes de révision des tarifs formulées par les compagnies. Par suite, la compagnie sollicite une nouvelle augmentation de son tarif au motif de difficultés financières, de l'augmentation du prix de la houille et des bénéfices importants réalisés par les exploitants. La chambre de commerce de Saint-Étienne critique cette demande et celle de Lyon suggère le rejet de la demande tout en émettant le vœu que l’État accorde un prêt de 4 MF à la compagnie pour achever les doubles voies sous les tunnels et renouveler le matériel. En novembre 1839, le gouvernement tout en refusant une révision du tarif au motif de « l'invasion des charbons étrangers », propose un prêt à la compagnie à la condition d’envoyer ses wagons sur les embranchements au tarif de 0,50 fr/wagon, d’un tarif maximum pour les voyageurs et d’employer des locomotives sur tout le trajet de Lyon à Saint-Étienne. La compagnie refuse ces conditions, en particulier la dernière qui représenterait un surcoût estimé à 250 000 fr.
Profitant des effets désastreux pour Lyon et le bassin minier de Saint-Étienne des inondations de novembre 1840, la compagnie renouvelle sa demande d’augmentation du tarif au motif des dégradations subies sur le chemin de fer. Cette demande est contestée par les exploitants et de tous les représentants du commerce.
Pourtant, un arrêté ministériel du 8 décembre 1840, tout en imposant la reconstruction du pont de La Mulatière détruit par les inondations, accorde une augmentation du tarif, venant modifié celui de 1831 :
- à la remonte :
  - de Lyon à Givors : 0,12 F ;
  - de Givors à Rive-de-Gier : 0,14 F ;
  - de Rive-de-Gier à Saint-Étienne : 0,15 F.
- à la descente :
  - de Saint-Étienne à Lyon : 0,12 F.

Face aux réclamations des exploitants, des chambres de commerce de Lyon et de Saint-Étienne, le ministre prend un nouvel arrêté le 17 juillet 1841 qui met la compagnie en demeure d’en accepter les conditions sinon l’arrêté de 1840 sera rapporté ; par suite, l’augmentation précédente serait supprimée et comme l’augmentation accordée en 1831 n’est valable que jusqu’au 31 décembre 1841, le tarif reviendrait à celui en vigueur lors de l’adjudication en 1826.
L’arrêté de juillet 1841 est la contrepartie de conditions relatives aux embranchements que la compagnie a contestées jusque-là, au tarif voyageur, aux droits accessoires (par ex. suppression du droit de trappe), aux traités particuliers, à l’accès aux ports secs, au prolongement de la ligne à l’intérieur de Lyon, à la reconstruction du pont de La Mulatière selon les plans fixés par l’administration.
Les conditions fixées par l’arrêté (art 1er) sont autant de modifications au cahier des charges primitif. La compagnie les juge onéreuse et refuse de s’y soumettre. Une décision ministérielle du 15 août 1841 remet les choses dans l’état précédent, c'est-à-dire celui de l’arrêté du 8 décembre 1840. Mais, en l’absence de compromis entre le ministre et la compagnie, le tarif de 1831 expirant le 31 décembre 1841, un nouvel arrêté du 25 octobre 1841 proroge provisoirement le tarif de 1831. Il reste en vigueur jusqu’à la disparition de la compagnie en 1853.

### Dernières années (1840-1853)
À la mort de Coste, et après un intérim de Pernot, Gervoy est nommé à la direction du chemin de fer.
En 1842, sont livrées deux locomotives Norris (en) de type 210 (en), commandées à Hick et Fils à Bolton en Angleterre. La compagnie est la première à introduire en Europe des machines américaines. Les tenders sont construits à Perrache. Pesant 10,8 t et timbrées à 4,5 kg, leurs performances restent en deçà des espérances.
Devant l’impossibilité d’utiliser des locomotives sur la partie terminale de la ligne, entre Rive-de-Gier et Saint-Étienne, compte tenu de la faible résistance de la voie et de la pente élevée, la compagnie décide de remplacer les rails sur cette partie de voie (rails double champignon de 30 kg/m reposant sur 3 dés et 3 traverses espacées de 0,80 m), et d’accepter la proposition de Verpilleux de lui sous traiter la traction des convois de marchandise.
Le pont de La Mulatière emporté lors de l’inondation de 1840 est remplacé temporairement par deux ponts suspendus ; l’un pour le chemin de fer, l’autre pour la route. L'État décide, en 1842, la reconstruction du pont et fait le choix d’un pont métallique en fonte. Mis en service en juillet 1845, il permet aux locomotives de rejoindre Perrache en supprimant le relais de chevaux à La Mulatière,.
L’ensemble de ces dépenses est couvert par une part d’un nouvel emprunt souscrit en 1841, d’un montant de 7,8 MF

#### Locomotives Verpilleux (1843-1854)

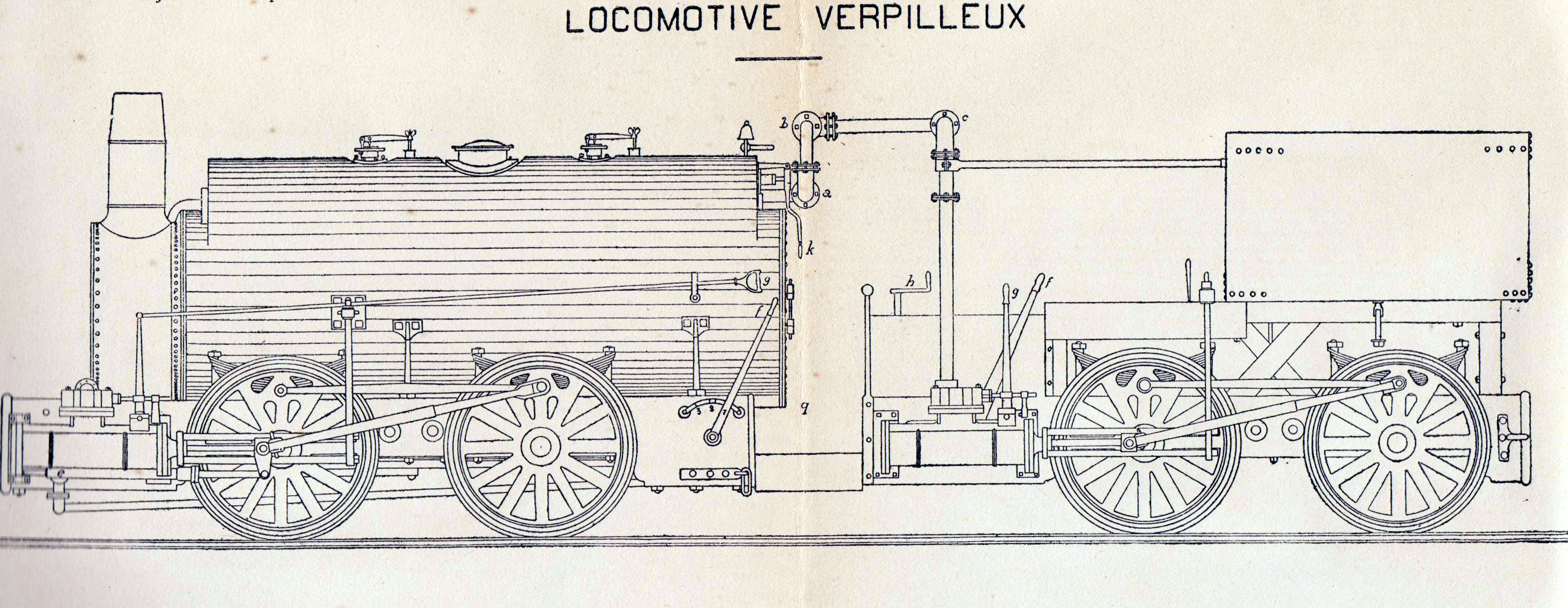
Locomotive Verpilleux.

Verpilleux s’engage à assurer le service avec des locomotives de 10 t construites selon son brevet. Un traité en ce sens est passé avec la compagnie, le 17 octobre 1842, pour la remonte des marchandises entre Rive-de-Gier et Saint-Étienne à raison de 1,60 F/t de marchandise. Le traité est renouvelé en 1849 puis transféré à la compagnie Rhône et Loire et enfin au Grand Central lors du rachat de cette dernière compagnie.
Verpilleux reprend l’idée des prototypes de Tourasse de machines à 3 essieux couplés mais il reporte sur les essieux du tender une partie de la force motrice. Il conçoit ainsi une machine à quatre essieux couplés et, par suite, disposant d’une meilleure adhérence. La vapeur est dirigée vers les cylindres installés sur le tender au moyen de conduits à genouillère. La locomotive est de type 020+020 à cylindres extérieurs. La première machine permet des essais pour la remonte des wagons de Rive-de-Gier à Saint-Étienne en avril 1844. Cette première locomotive, qui connait deux explosions, est suivie de six autres machines mises en service entre 1844 et 1845.
Cependant, pour écarter la menace de sanction par la compagnie, Verpilleux n’assure la remonte par locomotive que jusqu’à Terrenoire pour permettre aux locomotives plus de rotation, les chevaux prenant la suite jusqu’à La Montat. Aussi, des chevaux assureront-ils le service marchandise de Rive-de-Gier à Saint-Étienne, en totalité ou partiellement, jusqu’en 1848,. Une machine supplémentaire améliorée de 13 t, poids rendu possible à la suite du renforcement de la voie, complète le parc en 1846.

#### Locomotives Clément-Désormes (1844-1854)
Clément-Désormes succède à Tourasse au début de 1844. Le parc de locomotives (hors celles de Verpilleux qui lui appartiennent) se compose de 26 machines, obsolètes et de différents types, dont 23 en service :
- 9 locomotives Seguin ;
- 2 locomotives type Planet (« Jackon » et « Parisienne ») ;
- 10 locomotives type 020 ;
- 2 locomotives Norris (en) type 210 (en) ;
- 1 locomotive Seguin en reconstruction ;
- 2 prototypes Tourasse réformés.

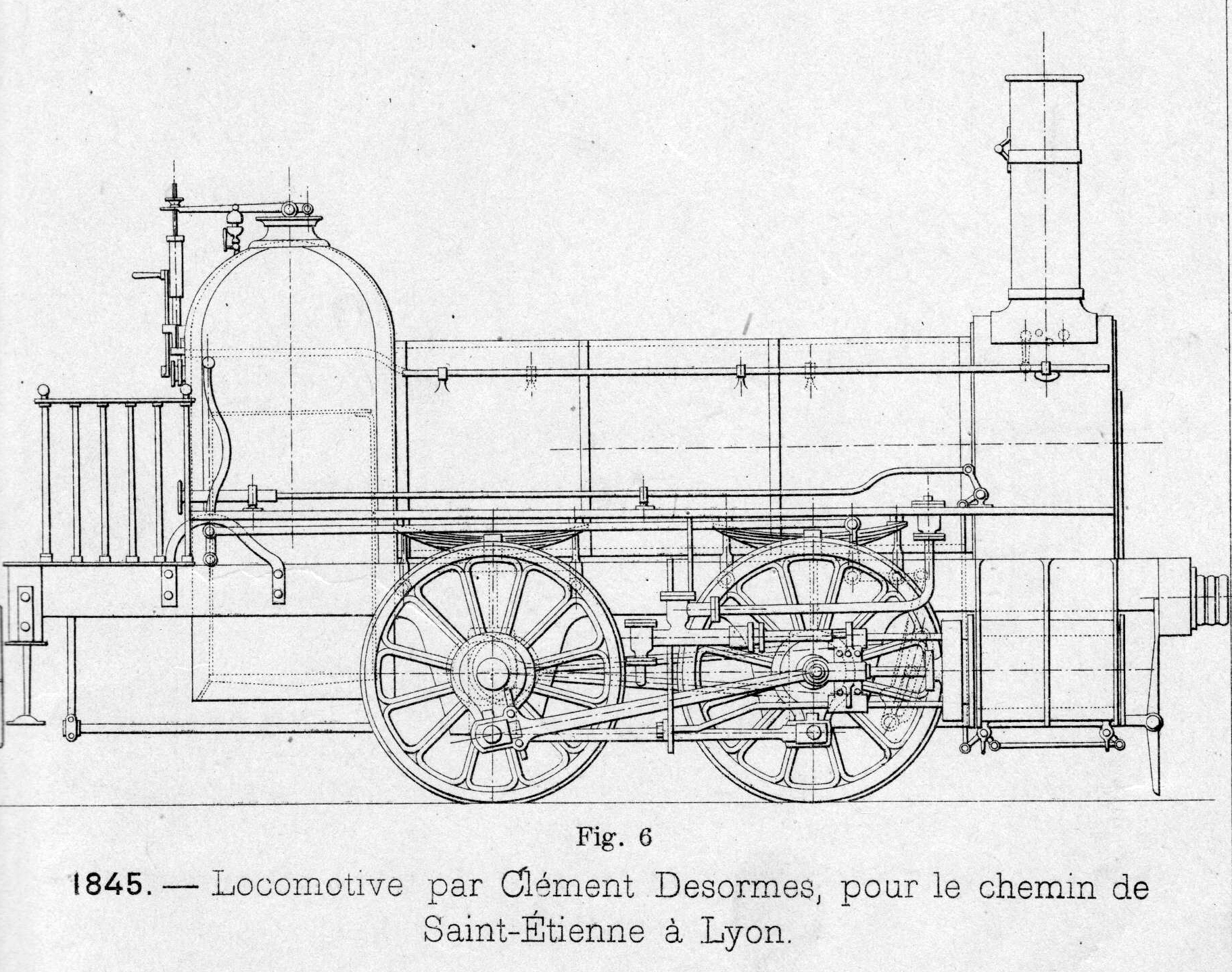
Locomotive Clément-Desormes.

L’arrivée le 1er août 1844 à Saint-Étienne du premier train remorqué par une locomotive à vapeur, (en l'espèce, un train de voyageur), incite sans doute Clément-Désormes a proposé un contrat de traction pour les convois de voyageurs de Lyon à Saint-Étienne et des marchandises, en complément de celui de Verpilleux, de Lyon à Rive-de-Gier. Le contrat est signé le 1er septembre 1844, pour 5 ans, renouvelé à son expiration.
Clément-Désormes a pour objectif de composer un parc homogène autour de 3 séries de locomotives. Pour y parvenir il construit des ateliers à Oullins, ouverts en 1846 ; Compagnie des hauts fourneaux, forges et ateliers d’Oullins. Une première série de locomotives, de type 020 à cylindres extérieurs d’un poids de 14 t, est construite de 1845 à 1848. Ces machines sont destinées à la remorque des trains de marchandises entre Lyon et Rive-de-Gier ; robustes et puissantes, elles remplacent petit à petit les machines plus anciennes. Une deuxième série de 9 locomotives, de type 030 d’un poids de 19,6 t, est construite de 1846 à 1852. Ces machines sont destinées à la remorque des trains de voyageurs entre Rive-de-Gier et Saint-Étienne. Elles tractent 9 à 10 voitures en rampe de 14 ‰, soit 45 t ; c’est 50 % de plus que les 020 Tourasse. Elles remplacent, elles aussi, des locomotives plus anciennes. Une troisième série de 6 locomotives, de type 020 à cylindres extérieurs d’un poids de 15,5 t, est construite entre 1847 et 1853. Ces machines sont destinées à la remorque des trains entre Lyon et Rive-de-Gier. Elles peuvent tracter 17 voitures, soit 78 t, de Lyon à Givors et 12 voitures, soit 57 t, de Givors à Rive-de-Gier.
Lorsque Clément-Désormes quitte la compagnie en 1854, il laisse un parc de 31 machines récentes, toutes en état de marche.

#### Voitures
En 1840, la compagnie met en service des voitures courtes, à deux essieux rigides rapprochés, ainsi que des voitures plus longues, à trois ou quatre essieux sur boggies, toutes au gabarit étroit de la ligne et portant une caisse à trois compartiments. Il existe également des voitures à trois compartiments montés sur deux boggies de deux essieux chacun. En 1842, apparaissent des voitures plus longues encore portant une caisse à cinq compartiments. Ces voitures à boggies sont les premières en circulation en Europe.
Fin 1842, la compagnie dispose de quinze voitures à trois ou quatre essieux en service. En 1851, la nouveauté du boggie n’ayant pas été suivie d’effets chez les constructeurs tant de matériel que d’appareil de voie (plaque tournante allongée, chariot transbordeur adapté), la compagnie en revient à des voitures courtes à deux essieux rigides. Les convois, depuis Perrache, s’arrêtent aux stations d’Oullins, Irigny, Vernaison, Givors, Couzon, Rive-de-Gier, Grand’Croix, Saint-Chamond et Terrenoire avant d’atteindre l’embarcadère de Bérard (à Saint-Étienne, rue de La Montat).

#### Bilan des matériels

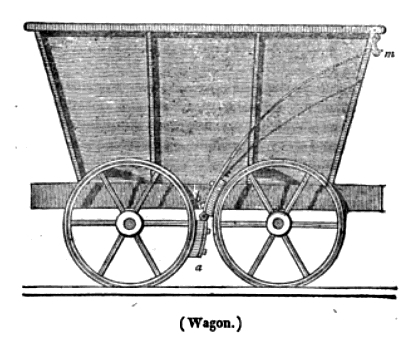
Wagon pour le transport de la houille.

De mars 1828 à mars 1853, la compagnie a utilisé 72 locomotives, d’une durée de vie variable, dont 55 construites dans les ateliers de la compagnie (Perrache, Givors et, par extension, Oullins), 5 en Angleterre, 8 par Verpilleux, 2 des ateliers de Chaillot et 2 de Schneider (qui a repris de carnet de commande des ateliers de Chaillot à la disparition de celui-ci).
Jusqu’en 1844, l’atelier de Perrache est le plus grand constructeur français de locomotives ; cette année-là, il est devancé par Koechlin,.
En 1851, elle dispose de 84 voitures voyageurs ; 14 de 1re classe et 68 de 2e classe et 2 mixtes, ainsi que 47 fourgons et 10 omnibus hippomobiles.
Pour le transport de la houille, la compagnie dispose de wagons courts dont la caisse en forme pyramidale est montée sur deux essieux rigides rapprochés. Le déchargement s’effectue au moyen d’une trappe placée sous la caisse. D’un poids de 1 t à vide et chargeant 2,8 t de charbon, les wagons sont peu à peu renforcés pour atteindre un poids de 1,35 t et chargeant 3,25 t de houille. Le parc est passé de 1 000 wagons en 1831, 300 en 1832, 1 400 en 1835, 25 000 en 1846 et 2 160 en 1851.

## Sécurité
À l’exception de son article 5, stipulant que la compagnie est tenue de maintenir le chemin de fer et ses dépendances en bon état, le cahier des charges ne fait mention d’aucune disposition en matière de police ou de sécurité.
L’arrivée du chemin de fer et sa construction ne se sont pas faites sans manifestations d’hostilité émanant soit de propriétaires ou d’entrepreneurs (roulage, entrepôts…). Les ouvriers et les gérants du chemin de fer sont la cible d’intimidations et la voie ferrée l’objet de dégradations.
Le conflit avec les crocheteurs après la mise en service de la deuxième section (Givors - Rive-de-Gier) en juin 1830 et les troubles des Journées révolutionnaires de juillet 1830, sont l’occasion pour les gérants (Seguin) de faire appel à la force publique (gendarmes) ou à la garde nationale pour protéger le personnel et sauvegarder le chemin de fer. Le préfet du département de la Loire autorise les gardes affectés le long de la ligne de porter une arme.
Il n’en demeure pas moins que le chemin de fer, par sa nouveauté et les modifications des comportements qu’il induit, oblige la compagnie à devoir faire face aux imprudences des usagers ou à l’indiscipline de ses employés. Les incidents et les accidents fréquents suscitent des réactions peu amènes dans la presse et des décisions des municipalités traversées par la voie ferrée, notamment pour interdire aux piétons de circuler sur la voie.
Le préfet du département de la Loire prend un arrêté le 19 décembre 1832 énonçant des mesures de sécurité :
- les tunnels de Rive-de-Gier et de Terrenoire sont fermés par une porte manœuvrée par un gardien à chaque extrémité qui communiquent entre eux au moyen d’une sonnette pour prévenir qu’un convoi entrait et obliger le collègue à refuser l’accès dans le sens opposé ;
- dans les autres tunnels, des niches sont aménagées tous les 50 m ;
- les conducteurs doivent ralentir dans les courbes, tunnels, passages à niveau et sonner au cor pour s’annoncer à ces endroits.

Marc Seguin édicte un règlement le 25 février 1833 à l’attention des employés et des voyageurs (« Avis à MM. les voyageurs »),.
Un arrêté du préfet département du Rhône, du 19 septembre 1833, interdit aux voyageurs de monter dans les voitures en mouvement et hors des embarcadères. Le préfet du département de la Loire prend, le 18 octobre 1837, un arrêté similaire. Enfin, le 17 décembre 1838, le préfet du département de la Loire prend un arrêté en guise de règlement de police et de sécurité (13 articles de prescriptions), modifié par un nouvel arrêté du 30 avril 1839 (10 articles de prescriptions).
Un arrêté du préfet du département de la Loire, du 3 décembre 1844, oblige la compagnie d’établir des barrières aux passages à niveau de Rive-de-Gier, Grand’Croix et Pont-de-l’Âne pour les maintenir fermées au passage des trains
L’éboulement d’une grande partie du tunnel de Terrenoire, en mai 1835, ou le resserrement de celui de Couzon, en 1842, oblige le préfet à pendre des dispositions pour réglementer la circulation pendant leur réfection. Le franchissement du tunnel de Terrenoire, dont la section est très étroite, est dangereux ; on met 15 minutes pour le traverser, les voyageurs sont incommodés par la fumée de la locomotive, les escarbilles peuvent incendier les voitures ou les bagages, la grille de la locomotive laisse tomber sur la voie des traînées de charbons incandescents.
De son côté, la compagnie s’emploie également à assurer la sécurité des convois et à protéger la voie ferrée.
Enfin, les imperfections techniques du matériel et de la voie sont à l'origine de nombreux incidents et accidents.

## Chemin de fer et concurrence

### Canal de Givors
Le canal de Givors avait abaissé son tarif à 0,08 F t/km à la suite de l’ordonnance du 5 décembre 1831 lui donnant la préférence sur le chemin de fer à partir de Rive-de-Gier. Mais le 19 octobre 1841 les compagnies du canal et du chemin de fer signent un traité pour 20 ans en se répartissant les bénéfices. En 1845, la Compagnie des mines réunies de Saint-Étienne, prend le canal à bail pour 82 ans. Elle fusionne ensuite avec la Compagnie des mines de la Loire. Elle voulut également louer le chemin de fer pour obtenir le monopole des transports ; le gouvernement s’y opposa. Elle conclut, en 1850, une entente secrète avec le chemin de fer pour se répartir le trafic. Réapparait ainsi un monopole pour le transport de la houille dans la vallée du Gier alors même que l’administration avait voulu le combattre en autorisant un chemin de fer pour lutter contre le canal.

### Projets ferroviaires
En 1837, les propriétaires du canal de Givors présentent un projet de chemin de fer de Saint-Étienne à Grand'Croix. Projet repris en 1840 destiné exclusivement au transport de la houille et d’autres minerais. Les exploitants de mines reprochent au chemin de fer ses tarifs élevés et des exigences de transport inacceptables. Ce projet est concerté avec le canal de Givors qui a obtenu en 1831 (ordonnance du 5 décembre 1831) l’autorisation de son prolongement jusqu’à Grand’Croix, qui ne fut jamais réalisé.
Une ordonnance du 4 juillet 1844 autorise le raccordement de l’embranchement de Montrambert (vallée de l’Ondaine) au chemin de fer de Lyon au lieu-dit du Gagne Petit. À l’origine, en 1840, cet embranchement devait se joindre à celui d’Andrézieux au lieu-dit du Treuil. Cette volte-face crée des tiraillements entre les deux compagnies ferroviaires. En 1851, la totalité de l’embranchement est vendu à la compagnie de Lyon,.
À la suite d'un projet de 1840, le décret du 27 juillet 1853 autorise l’embranchement des Sorbiers se joignant au Pont-de-l’Âne aux deux chemins de fer (Andrezieux et Lyon). L’embranchement est ouvert à l’exploitation en 1856.
En 1844, est établi un projet de chemin de fer direct de Saint-Étienne à la Saône, en amont de Lyon. Projet resté sans suite.

### Diligence
Pour la compagnie, le silence du cahier des charges en matière de transport de voyageurs l’autorise à fixer par elle-même le tarif et les conditions de transport des voyageurs. L’administration, au contraire, argue du caractère de service public du chemin de fer pour contester à la compagnie d’en disposer à sa guise ; il revient à l’administration de poser les conditions pour le transport des voyageurs. Pour autant, elle ne prit aucune mesure en ce sens. Il est vrai cependant que ni les chambres consultatives locales ni les municipalités ne réussirent à se mettre d’accord sur une proposition de tarif,. Dès lors que la compagnie comprend l’avantage qu’elle peut tirer du transport de voyageurs, elle n’a qu’une ambition ; abaisser son tarif voyageur pour faire disparaître le concurrence routière et accaparer sa clientèle. Outre le prix, le chemin de fer a l’avantage d’être épargné des aléas climatiques qui rendent la route parfois impraticable, la vitesse et la capacité. Mais l’engouement des voyageurs pour le train se heurte aux difficultés techniques pour y répondre avec satisfaction ; nombre de convois insuffisant obligeant les voyageurs, faute d’alternative routière autre que le fiacre ou la calèche réservés aux plus fortunés, à attendre le convoi du lendemain. En 1834, il n’existe plus aucune diligence entre Saint-Étienne et Lyon. Aussi, après avoir éliminé la concurrence, la compagnie augmente-t-elle son tarif voyageur. Toutefois en 1845, réapparait une diligence entre les deux villes à raison d’un aller-retour par jour, puis deux allers-retours en 1846 et trois en 1847. Mais en 1851, le service cesse définitivement.

### Pondéreux
Le roulage est traditionnellement l’apanage de fermiers, possédant un très petit nombre de chariots, qui faisaient le transport de pondéreux en complément de leurs activités agricoles. Mais le roulage ne peut faire face à l’expansion du volume de la houille extraite consécutivement à l’accroissement de la demande favorisée par la facilité du transport ferroviaire. Au surplus, le roulage s’effectue par des routes défectueuses car surchargées et ne peut survivre qu’à la condition d’être assuré d’un transport de marchandise au retour. Or, la compagnie s’évertue à ne pas augmenter son tarif à la remonte. Les compagnies minières concluent des traités avec le chemin de fer pour le transport de la houille à des conditions avantageuses en fonction d’un volume déterminé à l’avance.
Par ailleurs, le chemin de fer transporte de la fonte, de la castine, des rails, des tôles et d’autres produits finis de la sidérurgie. Les industriels ont des intérêts communs avec le chemin de fer. Pour tous ces types de minerai et matériaux, le roulage disparait complètement.

### Messagerie
Dès l’ouverture du chemin de fer au transport de marchandises (1833), les entreprises de messagerie pressentent l’impact de ce nouveau moyen de transport sur leur activité ; certaines annoncent la fin de leur service entre Saint-Étienne et Lyon, telle l’entreprise Galline. Le chemin de fer est organisé pour le transport de pondéreux ; il n’accepte pas d’autres marchandises d’un poids inférieur à 500 kg (armurerie, quincaillerie, rubanerie, soierie…). Aussi, la messagerie se maintient-elle pour le transport sur de courtes distances et présente l’avantage d’une livraison au domicile du destinataire. Pour ces raisons, la messagerie ne disparait pas totalement contrairement à la prévision de Marc Seguin.

## Situation financière
| exercices        | Produit net moyen semestriel (en francs) | Marchandises + houille (en tonnes) | Voyageurs (nombre) |
| ---------------- | ---------------------------------------- | ---------------------------------- | ------------------ |
| 07/1830 -10/1831 | 198 816                                  | 140 000                            | 10 000             |
| 1832             | 328 382                                  | 165 077                            | 66 000             |
| 1833             | 369 750                                  | 322 635                            | 115 000            |
| 1834             | 368 689                                  | 350 876                            | 171 468            |
| 1835             | 358 875                                  | 431 670                            | 190 378            |
| 1836             | 293 787                                  | 460 000                            | 155 000            |
| 1837             | 300 989                                  | 452 136                            | 188 331            |
| 1838             | 391 339                                  | 459 917                            | 249 199            |
| 1839             | 477 700                                  | 612 000                            | 320 000            |
| 1840             | 519 620                                  | 577 480                            | 412 000            |
| 1841             | 665 839                                  | 523 000                            | 424 942            |
| 1842             | 693 090                                  | 623 047                            | 516 562            |
| 1843             | -                                        | 634 936                            | 551 716            |
| 1844             | -                                        | 649 726                            | 578 285            |
| 1845             | -                                        | 753 587                            | 581 123            |
| 1846             | -                                        | 774 411                            | 628 698            |
| (…)              | (…)                                      | (…)                                | (…)                |
| 1850             | -                                        | 737 254                            | 614 462            |
| 1851             | -                                        | 772 627                            | 691 390            |
| 1852             | -                                        | 800 000                            | 700 000            |

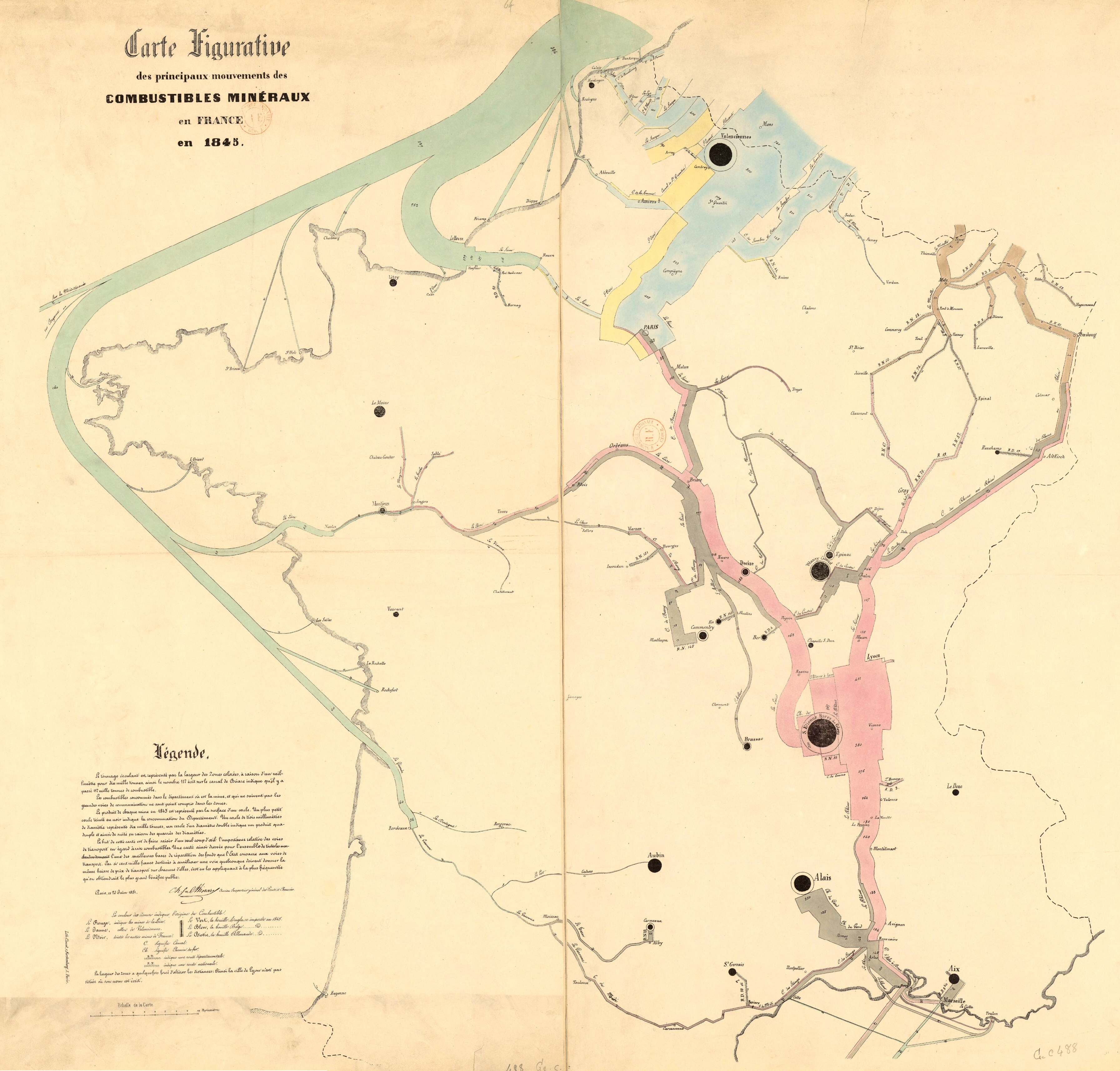
Carte figurative des principaux mouvements des combustibles minéraux en France en 1845.

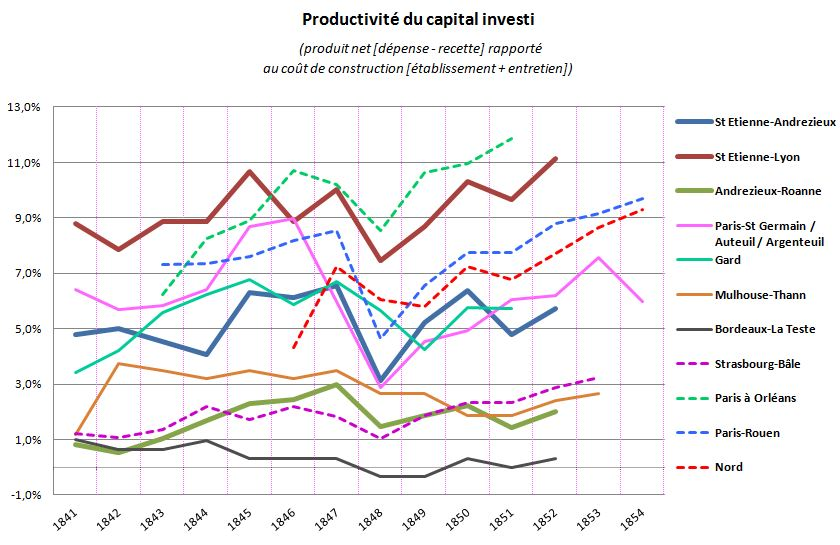
Comparaison de la productivité du capital investi du Chemin de fer St-Étienne - Lyon avec différentes compagnies de chemins de fer à la même époque.

Dès le premier exercice, le produit net permet le paiement de la garantie d’intérêt de 4 %, mais pas au-delà. Le produit net du deuxième exercice, qui bénéficie de la part inattendue du transport de voyageurs, permet juste le paiement de l’intérêt garanti et le remboursement des emprunts.
La baisse du produit net entre 1834 et 1836 correspond à la période d’intensification du trafic induisant des dépenses d’entretien et de renouvellement venant grever les recettes. Coste, après le départ de Marc Seguin au début de 1835, poursuit ces investissements qui commencent à porter leur fruit à la fin de l’exercice 1838 par un retour à la hausse du produit net.
Dans le cadre de la négociation de l’augmentation du tarif en 1839 (cf. supra), le gouvernement tout en rejetant la demande la compagnie lui propose un concours financier sous la forme d’un prêt de plusieurs millions à taux modique en contrepartie, :
- de la fourniture de wagons sur les embranchements au prix de 0,50 F / wagon ;
- d'accepter un tarif maximum pour les voyageurs ;
- de la remonte par locomotive des wagons de Lyon à Saint-Étienne.

La compagnie refuse cette proposition (les deux premières conditions seront reprises dans les motifs de l’arrêté du 17 juillet 1841 portant révision du cahier des charges et augmentation du tarif).
La compagnie a contracté plusieurs emprunts (1831, 1833, 1841, 1850, 1852) pour un montant total, en 1852, de 15 640 850 F,.
Malgré tout la situation financière de la compagnie est très satisfaisante, notamment grâce aux revenus du péage du pont de La Mulatière, de la location de terrains à des industriels ou des entrepositaires, notamment à Perrache.
L'action de 5 000 F en 1826, atteint le cours de 3 000 F en 1837, 7 200 F en 1843 et 12 750 F en 1852.

## Épilogue
À l'initiative de Gustave Delahante, la Compagnie des mines de la Loire, soucieuse de l’amélioration des conditions de transport de ses produits, s'accorde avec le Crédit Mobilier des frères Pereire pour fusionner les trois compagnies primitives de chemin de fer du bassin de Saint-Étienne au sein de la Compagnie des chemins de fer de jonction du Rhône à la Loire avec l'ambition de reconstruire ces lignes pour en permettre une exploitation rationnelle avec du matériel moderne.
Le Rhône et Loire rachète la compagnie pour 59 978 650 F, soit 94 974 obligations de 625 F à 4 % remboursables sur 99 ans,. Au moment de son rachat, la recette kilométrique est proche de 100 000 F soit la plus forte recette connue à l'époque.
Le rendement des capitaux investis (fonds social et emprunts) est de 9,3%.
Au-delà de cette issue, l’histoire de la compagnie du chemin de fer de Saint-Étienne à Lyon est marquée d'un paradoxe ; succès eu égard au volume des marchandises transportées et aux profits conséquents pour les actionnaires, ostracisme manifesté par les ingénieurs de l'État et les financiers. « Cette ligne [Saint-Étienne - Lyon] précoce et annonciatrice de l’avenir ferroviaire constitue la dérive affairiste à éviter, pour l'administration et la Monarchie de Juillet, et simultanément ce dont tout le monde s’inspire, sans forcément trop le dire, à commencer par les saint-simoniens et leur vision naissante du rôle du chemin de fer dans la société ». Les nombreux démêlés judiciaires, consécutifs à un cahier des charges imprécis mis à profit par la compagnie pour édicter ses propres règles et fixer des tarifs imprévus (voyageur, droits accessoires pour la houille), les nombreux incidents et accidents mis à profit par les transports concurrents, l’incapacité des locomotives jusqu’aux années 1840 à franchir la rampe entre Rive-de-Gier à Saint-Étienne et les difficultés techniques à répondre à la demande de transport toujours plus vive que le chemin de fer suscite ne sont certainement pas étrangers à cette mauvaise réputation.
Elle fut le terrain d'expériences et d'innovations à porter au crédit de Marc Seguin, tel le tracé de la ligne (pente continue et larges courbes), son exploitation pour un trafic intense et l'utilisation de la locomotive à vapeur à chaudière tubulaire. « L’un des Stephenson, peut-être le père, visita de son côté la ligne de son collègue français, en 1835 ou 1836, et manifesta son approbation des choix effectués pour le tracé ». « Le chemin de fer de Lyon à Saint-Étienne anticipait ainsi très largement plusieurs des solutions techniques qui furent à la base de l’infrastructure des voies françaises. » Bien que ses locomotives soient restées sans postérité contrairement à celles des constructeurs anglais, « Marc Seguin est un excellent ingénieur desservi par le milieu [technique] qui l'entoure, et aussi un précurseur qui arrive une quinzaine d’années trop tôt. (…) nous n’irons pas reprocher à Seguin de n’avoir pas fait ce qu’ont fait les Anglais ; nous l'admirons plutôt pour tout ce qu’il a su réaliser dans son pays à son époque. » « Tracé à une époque où les chemins de fer n'étaient encore desservis que par des chevaux ou par de frêles machines, le chemin de fer de Lyon à Saint-Etienne a payé plus qu’aucun autre en France un large et onéreux tribut à l'inexpérience et aux tâtonnements qui accompagnent toujours les premiers pas d'une industrie naissante. »
La ligne fut également une école pour les futurs constructeurs de chemin de fer tels Auguste Perdonnet Paulin Talabot, Emile et Nicolas Koechlin.
Enfin, l'émergence du transport de voyageurs, non prévu initialement, ainsi que le recours à la traction locomotive révèle à l’opinion, et au parlement en particulier, que le chemin de fer n'est pas seulement une annexe des industries minière et sidérurgique, mais aussi, et surtout, un service public qui, comme tel, doit être régi par le législateur quant à son organisation et son fonctionnement.

## Source et Mémoire

### Souvenirs
La ligne d’origine est quasiment celle de nos jours, hormis quelques rectifications de courbes pour le tracé d’une voie moderne et l’élargissement de la plateforme ainsi que du gabarit.

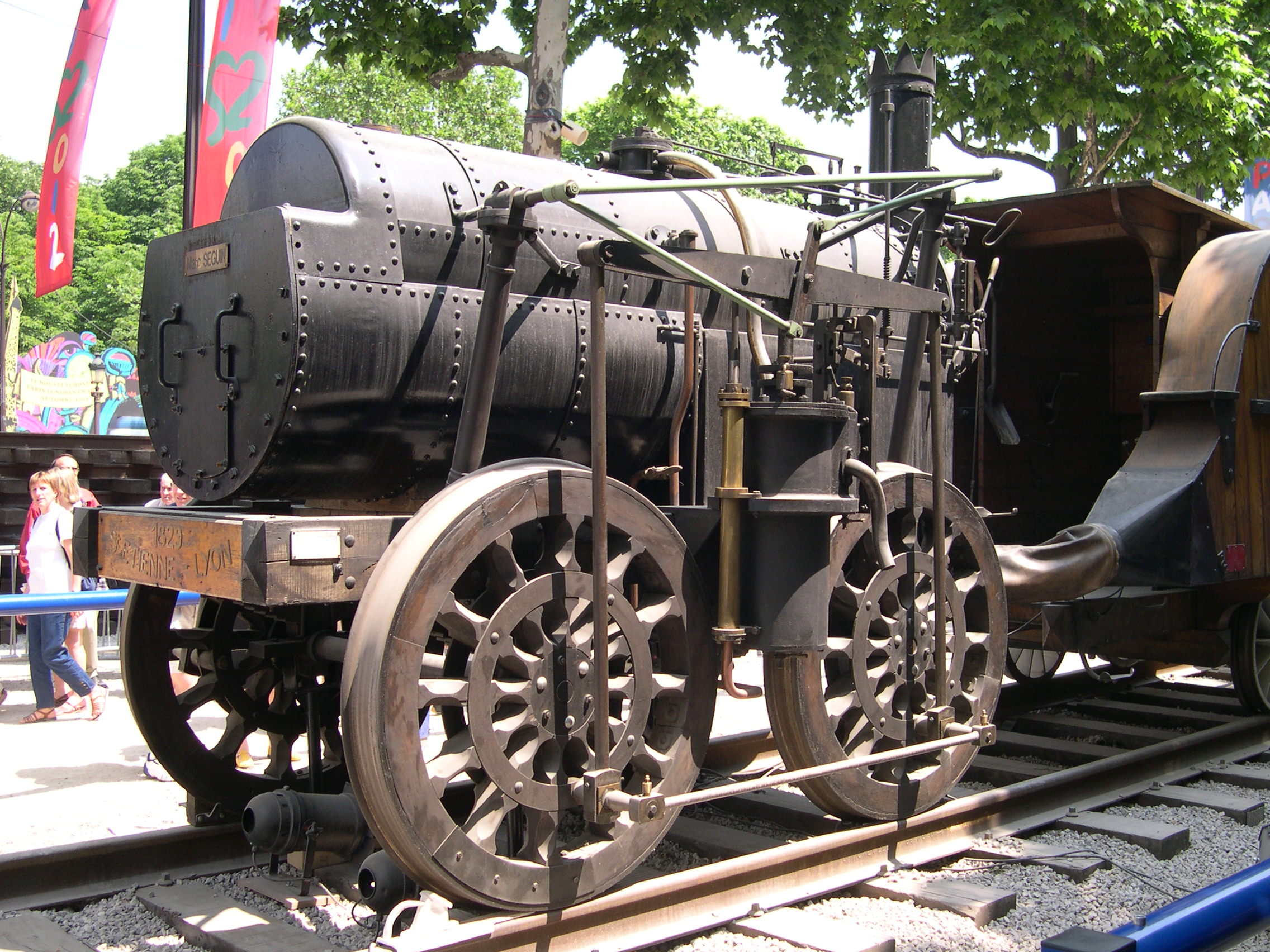
Réplique de la locomotive Seguin (échelle 1) réalisée par l'ARPPI.

Des ouvrages d’art de la ligne, seul le tunnel de Couzon est quasiment intact bien qu’inaccessible. Il est accolé au tunnel actuel datant de la reconstruction de la ligne par la Cie du Grand Central qui a pris la succession de la Compagnie des chemins de fer de jonction du Rhône à la Loire. Le tunnel de Terrenoire a été quant à lui reconstruit et raccourcit. Le tracé d'origine du tunnel de La Mulatière a été modifié. Plusieurs ponts d’origine, entre Saint-Étienne et Givors, sont également d’origine, simplement élargis lors de la reconstruction.
Le Musée du vieux Saint-Étienne exposait un billet voyageur de la compagnie imprimé en 1833 et utilisé le 17 février 1834 (inv. 2005.0.859). Depuis la fermeture de cet établissement, ce billet a intégré les collections du Musée d'Art et d'Industrie de Saint-Étienne.
Le pavillon Pignet, à Saint-Genis-Laval, conserve, sur l’un de ses murs un papier peint panoramique, des années 1840, représentant la ligne de chemin de fer. Le même papier peint se trouve également conservé au manoir de Grandcour, à Saint-Avertin.
La numismatique ferroviaire garde le souvenir de la ligne à travers :
- deux jetons de présence au conseil d’administration, l'un antérieur à 1831, l'autre postérieur ;
- une médaille commémorative de la chaudière tubulaire de Marc Seguin.

numismatique
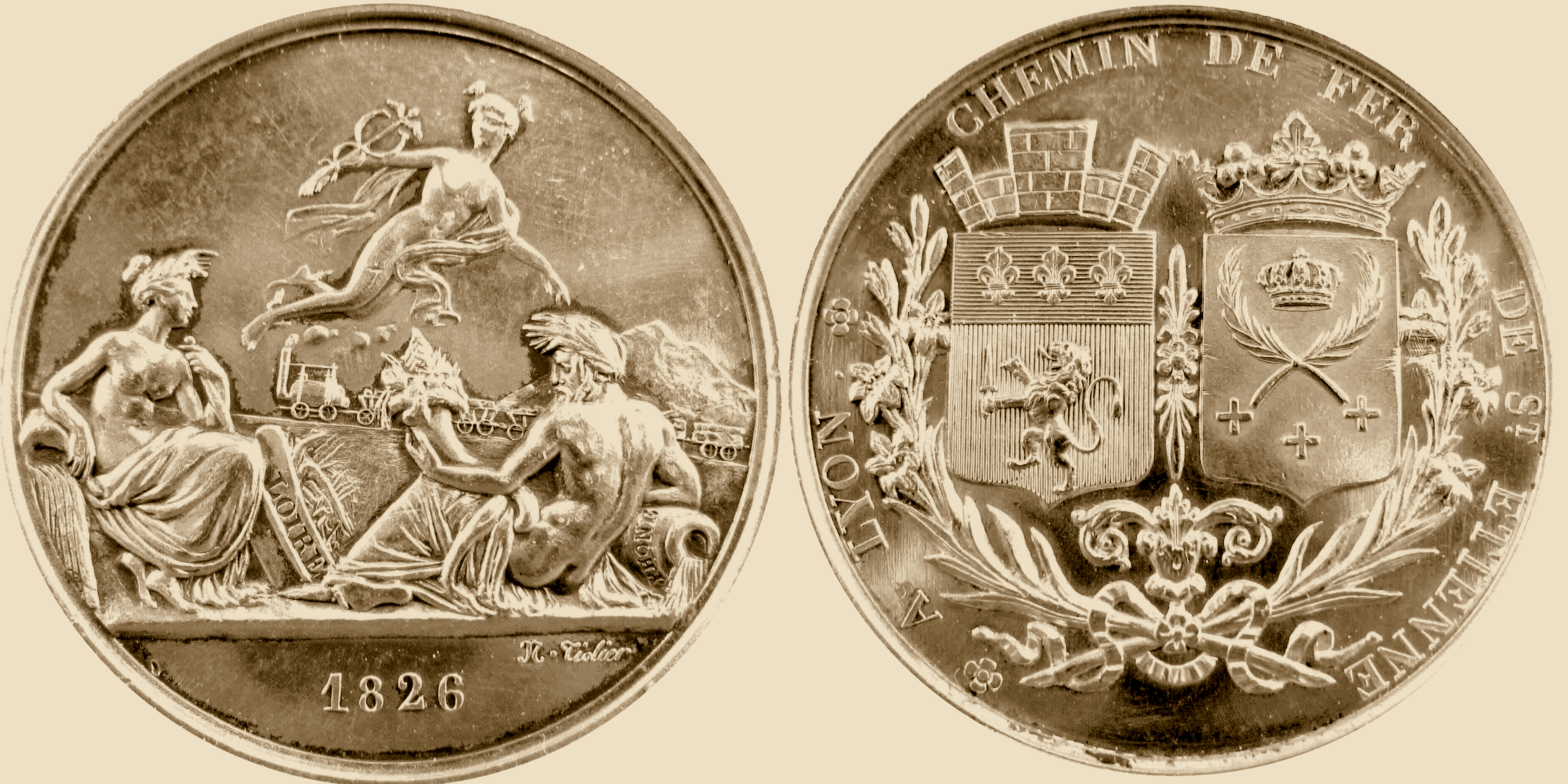
jeton de présence ante 1831[note 165].
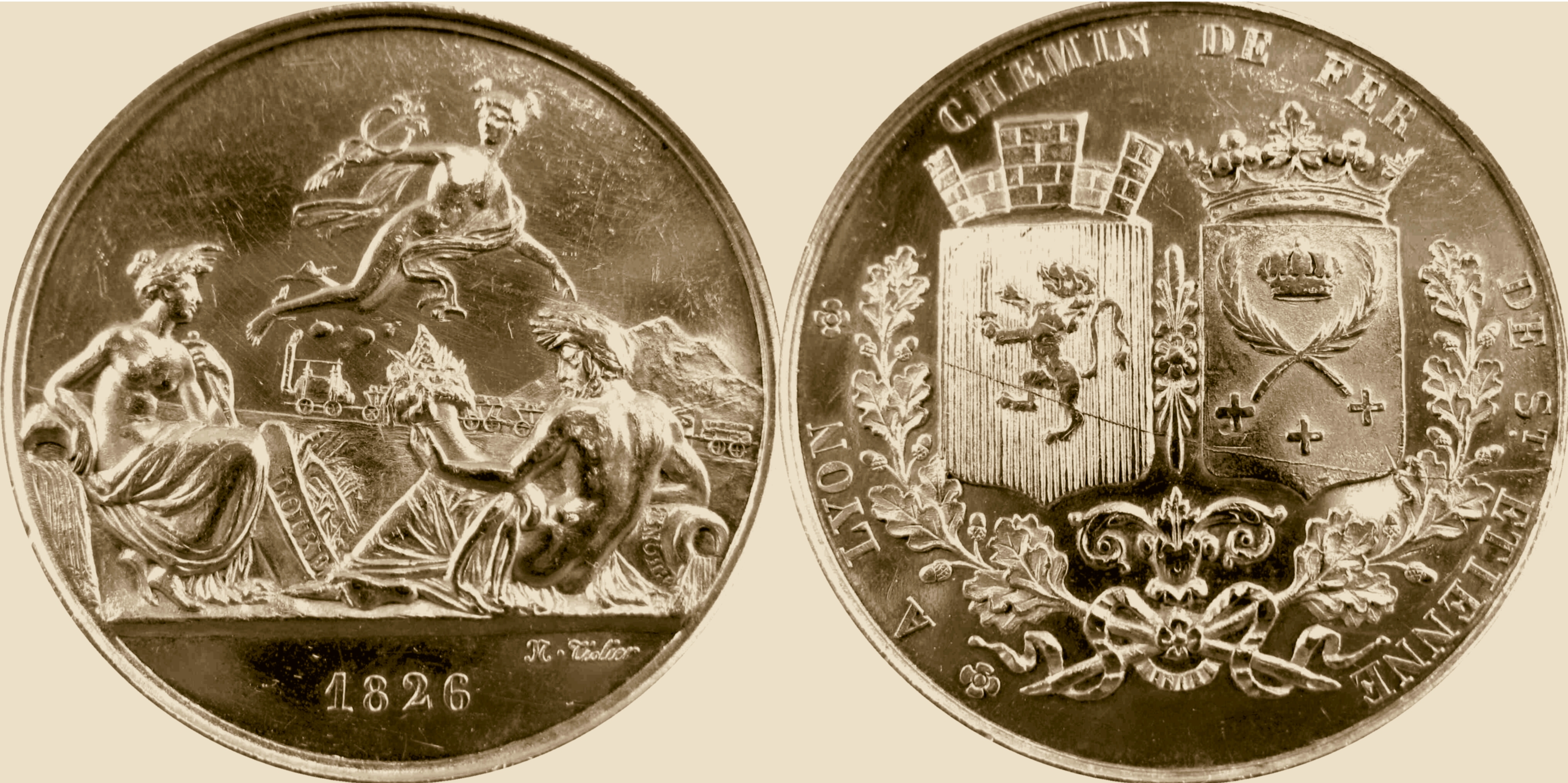
jeton de présence post 1831[note 166].
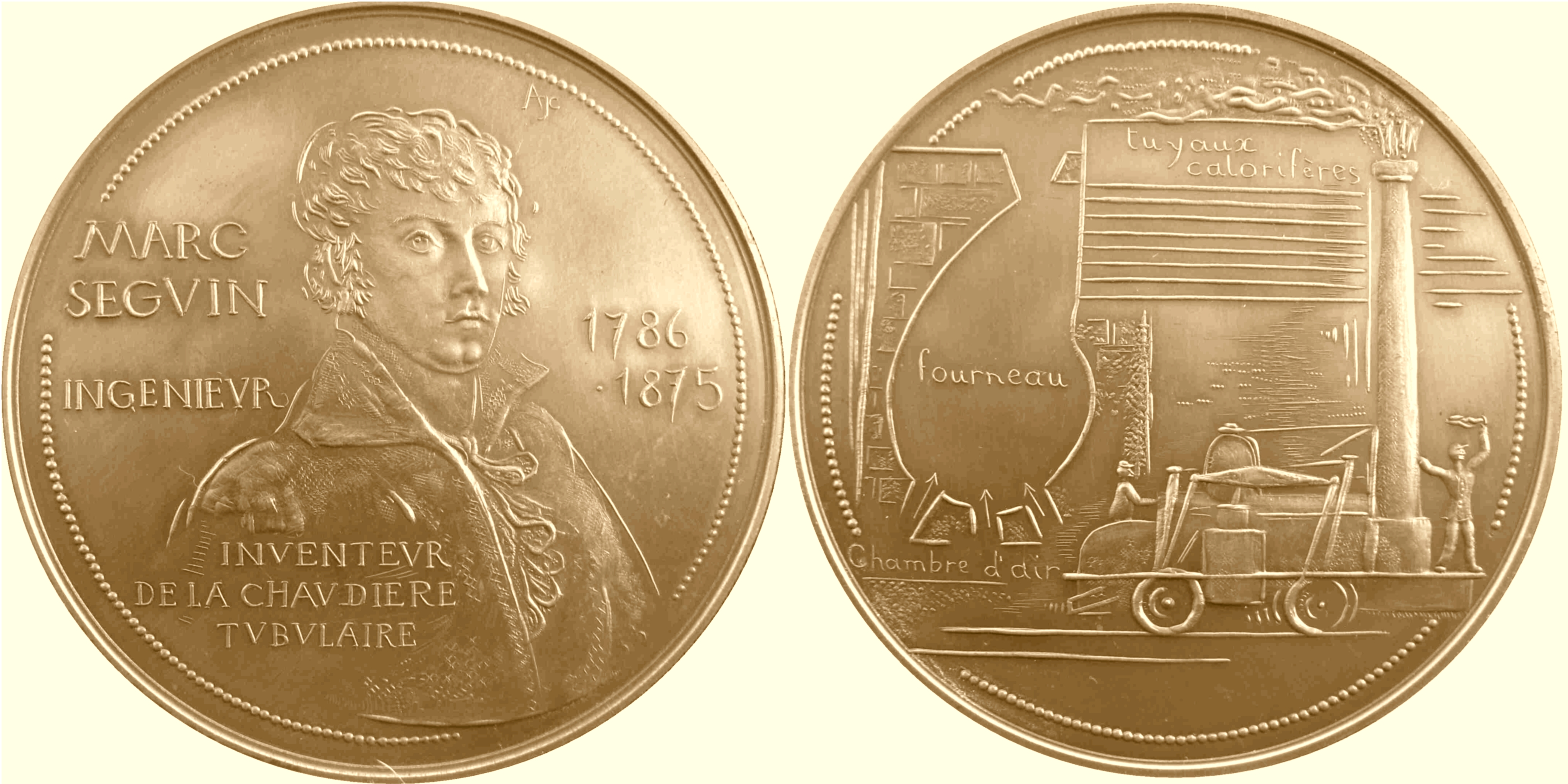
chaudière tubulaire (1973)[note 167].

Une réplique de la locomotive Seguin a été réalisée par l'ARPPI (Association pour la Reconstitution et la Préservation du Patrimoine Industriel) qui est mise en circulation ou exposée à l'occasion d'événements ferroviaires.

### Archives
- AN F141177 (papiers de l'ingénieur Caron)
- AN F1422502 (dossier personnel de l'ingénieur Kermaingant)
- AN F149030
- AN F149031

### Iconographie
- Pont de La Mulatière (1830) (© Inventaire général du Patrimoine Culturel de Rhône-Alpes).
- Pont de La Mulatière (1839) (© Inventaire général du Patrimoine Culturel de Rhône-Alpes).
- Presqu'île de Perrache avec emplacement de la gare d'eau, du tracé du chemin de fer et de la place Louis Philippe (© Inventaire général du Patrimoine Culturel de Rhône-Alpes).
- Voitures voyageurs in Annales des Ponts et Chaussées, 1843, 2e semestre, planche 58 (Légende).
- Voitures voyageurs (suite) in Annales des Ponts et Chaussées, 1843, 2e semestre, planche 59 (Légende).

### Vidéo
- Réplique (échelle 1) en mouvement de la locomotive Seguin sur Dailymotion : locomotive marc Seguin 1829 (Noyelles 26 avril 2009) et locomotive Marc Seguin ARPPI (Noyelles 26 avril 2009). Présentation à Retromobile 2013 (Porte de Versailles à Paris) : Locomotive à Vapeur 1829 Marc Seguin (Full HD).
- Maquette de la locomotive Seguin sur Youtube (mise en évidence de la transmission par parallélogramme déformable) : présentation sur banc d'essai et en circulation sur circuit (08.10.2011).
- Film "Histoire des trains" (04 avril 1978), réalisateur Jacques Cathala, producteur Daniel Costelle, participants : François Cavanna, Régine Déforges, Grace de Monaco, Mary Marque, Henri Vincenot, Bernard Zellmeyer (cf. bibliographie), TF1, consultable sur le site de l'INA[note 171].